# Flughafen Frankfurt Main

i7
i11
i13

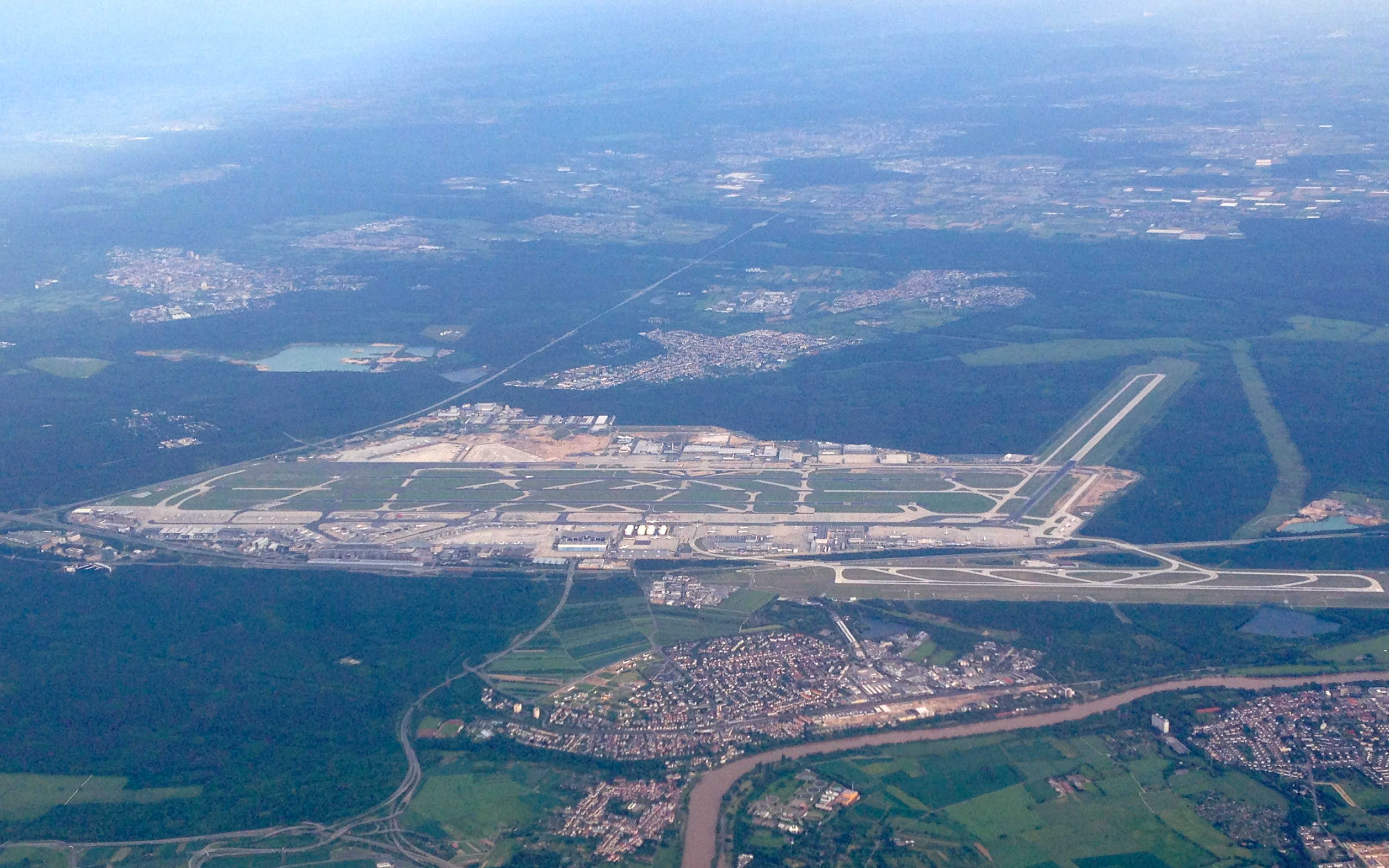
Flughafen Frankfurt Main mit fertiggestellter Landebahn Nord-West, Blick von Nord nach Süd

Der Flughafen Frankfurt Main (genehmigt als Frankfurt/Main; Eigenbezeichnungen Flughafen Frankfurt und Frankfurt Airport, inoffiziell auch Rhein-Main-Flughafen genannt, (IATA-Code: FRA, ICAO-Code: EDDF)) ist der größte deutsche Verkehrsflughafen. Gemessen am Fluggastaufkommen war er 2023 mit 61,6 Mio. Fluggästen der fünftgrößte europäische Flughafen und liegt im weltweiten Vergleich auf dem 16. Rang.
Mit über 2,1 Millionen Tonnen hat der Frankfurter Flughafen das größte Frachtaufkommen aller europäischen Flughäfen und liegt im globalen Vergleich ebenfalls auf dem 16. Rang. Der Flughafen ist die Heimatbasis und das Hauptdrehkreuz der Fluggesellschaften Lufthansa, Discover Airlines und Condor Flugdienst sowie der Frachtfluggesellschaft Lufthansa Cargo.
Betreibergesellschaft ist die im MDAX notierte Fraport, die mehrheitlich im Besitz des Landes Hessen und der Stadt Frankfurt am Main ist.

## Lage und Verkehrsanbindung
Anteil der Verkehrsmittel für das letzte Stück der Anreise zum Flughafen Frankfurt im Jahr 2006

### Lage
Das Flughafengelände liegt etwa zwölf Kilometer südwestlich der Frankfurter Innenstadt, größtenteils im Frankfurter Stadtwald. Frankfurt-Flughafen ist ein Stadtteil von Frankfurt am Main mit rund 200 Einwohnern und etwa 24 Quadratkilometern Fläche. Der südliche Teil des Flughafengeländes erstreckt sich teilweise auf das Gebiet der Städte Rüsselsheim am Main und Mörfelden-Walldorf. Ein Teil des westlichen Geländes befindet sich auf dem Gebiet der Stadt Kelsterbach.

### Straßenverkehr

#### Motorisierter Individualverkehr
Am nördlichen Rand des Flughafens verläuft seit 1956 die Autobahn A 3 in Ost-West-Richtung, östlich des Flughafens die bereits 1935 eröffnete A 5. Beide Autobahnen treffen am Frankfurter Kreuz in unmittelbarer Nähe des Flughafens aufeinander. Mit über 370.000 Fahrzeugen pro Tag ist es einer der meistbefahrenen Straßenknoten in Europa. Parallel zur A3 verläuft die Bundesstraße 43, die zwischen den Anschlussstellen Kelsterbach, Flughafen und Flughafen-Nord den größten Teil des Zubringerverkehrs aufnimmt. Der südliche Teil des Flughafengeländes ist über die Anschlussstelle Zeppelinheim der A5 angebunden.

#### Fahrradverkehr
Es gibt für Radfahrer freigegebene Straßen in Richtung Frankfurt und in Richtung Frankfurt-Schwanheim, Kelsterbach und Walldorf.

#### Stadt- und Regionalbusverkehr
Der Flughafen ist an die öffentlichen Bussysteme der örtlichen und regionalen Verkehrsbetriebe angeschlossen.
Die Buslinien 58 und X58 verbinden den Bahnhof Frankfurt (Main) Höchst mit dem Flughafen. Auf dem Weg zur Endstation Terminal 1 bedienen die Buslinien zwei weitere Haltestellen auf dem Flughafengelände, Lufthansa Aviation Center und Lufthansa-Basis. Die Stadtbuslinie 61 verkehrt vom Bahnhof Frankfurt (Main) Süd über Terminal 2 und Flughafen-Tor 3 zur Haltestelle Terminal 1, die Linie 62 zwischen Flughafen und Frankfurt-Schwanheim. Die Linie X77 verbindet den Bahnhof Frankfurt Süd über Gateway Gardens mit der CargoCity Süd.
| Linie | Linienverlauf | Takt (Mo–Fr)        | Takt (Sa–So)0       |
| ----- | --- | ------------------- | ------------------- |
| 58    | Terminal 1 – Industriepark Höchst – Frankfurt-Höchst – Frankfurt-Sossenheim – Eschborn West                                     | 15/30 min           | 30 min              |
| 61    | Terminal 1 – Terminal 2 – Gateway Gardens Nord – Frankfurt Stadion – Frankfurt-Niederrad – Südbahnhof                           | 15/30 min           | 30 min              |
| 62    | Terminal 1 – Terminal 2 – Unterschweinstiege – Schwanheimer Wald – Alt-Schwanheim                                               | 30 min              | 30 min              |
| AIR   | Terminal 1 – Terminal 2 – Darmstadt Hauptbahnhof – Darmstadt Luisenplatz – Darmstadt Kongresszentrum                            | 30 min              | 30 min              |
| OF-64 | Terminal 1 – Elly-Beinhorn-Straße – Zeppelinheim – Dreieich-Buchschlag – Dreieich-Sprendlingen                                  | 30/60 min           | 60 min              |
| GG-67 | Terminal 1 – Flughafen Tor 31 – Walldorf – Mörfelden – Rüsselsheim                                                              | 30/60 min           | 30/60 min           |
| GG-72 | Terminal 1 – Kelsterbach – Raunheim – Rüsselsheim – Bischofsheim                                                                | 30/60 min           | 30/60 min           |
| GG-73 | Terminal 1 – Kelsterbach Friedhof                                                                                               | 60 min              | 60 min              |
| GG-82 | Terminal 1 – Kelsterbach – Raunheim West                                                                                        | 60 min              | –                   |
| n72   | Flughafen Tor 32 – Elly-Beinhorn-Straße – Terminal 2 – Terminal 1 – Gateway Gardens Nord – Neu-Isenburg – Offenbach/Dietzenbach | Zwei Fahrten 80 min | Zwei Fahrten 80 min |
| X15   | Flughafen Terminal 1 – Flughafen Tor 31 – Mörfelden Bahnhof – Darmstadt Mathildenplatz                                          | 60 min              | 60 min              |
| X17   | (Neu-Isenburg Gewerbegebiet Ost – Gateway Gardens) – Terminal 1 – Hattersheim Bahnhof – Kriftel – Hofheim am Taunus             | 30 min              | 60 min              |
| X18   | Walldorf – Cargo City Süd – Neu-Isenburg – Dietzenbach                                                                          | 30/60 min           | 60 min              |
| X19   | Flughafen Lufthansabasis – Terminal 1 – Neu-Isenburg – Heusenstamm – Obertshausen                                               | 30 min              | 30 min              |
| X53   | Terminal 1 – Zeilsheim – Frankfurt-Höchst – Höchst Bolongaropalast                                                              | 30 min              | 30 min              |
| X58   | Terminal 1 – Industriepark Höchst – Frankfurt-Höchst                                                                            | 15/30 min           | 30 min              |
| X61   | Terminal 1 – Gateway Gardens Nord – Sachsenhausen Stresemannallee/Mörfelder Landstraße – Südbahnhof                             | 30 min              | 30 min              |
| X77   | Cargo City Süd – Flughafen Tor 32 – Gateway Gardens – Sachsenhausen Stresemannallee/Mörfelder Landstraße – Südbahnhof           | 30 min              | 30 min              |

#### Fernbusverkehr
Fernbusverbindungen bestehen unter anderem zum Flughafen Hahn in Rheinland-Pfalz.

#### Shuttleverkehr
Flugreisende, die nicht mit dem eigenen Auto oder öffentlichen Verkehrsmitteln anreisen, können verschiedene Flughafentransfer-Angebote nutzen, beispielsweise den Shuttlebus AirLiner der HEAG mobilo, den Lufthansa Airport Bus sowie die TLS aus Heidelberg. Viele Hotels aus Frankfurt und Umgebung bieten zusätzlich einen eigenen Transferdienst an. Während der meisten großen Messen in Frankfurt gibt es auch direkte Shuttle-Bus-Verbindungen zur Messe Frankfurt.

#### Taxiverkehr
Darüber hinaus bieten manche Taxi-Unternehmen ihren Service zum Pauschalpreis an, unabhängig von der exakten Kilometerzahl oder der Anzahl der Fahrgäste. Auch uber-Taxi kann gerufen werden.

#### Carsharing
Am Frankfurter Flughafen kann man auch Carsharing von verschiedenen Anbietern nutzen. Die Parkplätze für Carsharing befinden sich bei Terminal 1 in der Parkreihe 611. Zusätzlich bieten zwei Unternehmen mit E-Antrieb E-Carsharing an. Die Parkplätze für die Elektrofahrzeuge des E-Carsharing befinden sich bei Terminal 1 in der Parkreihe 1406.

### Schienenverkehr

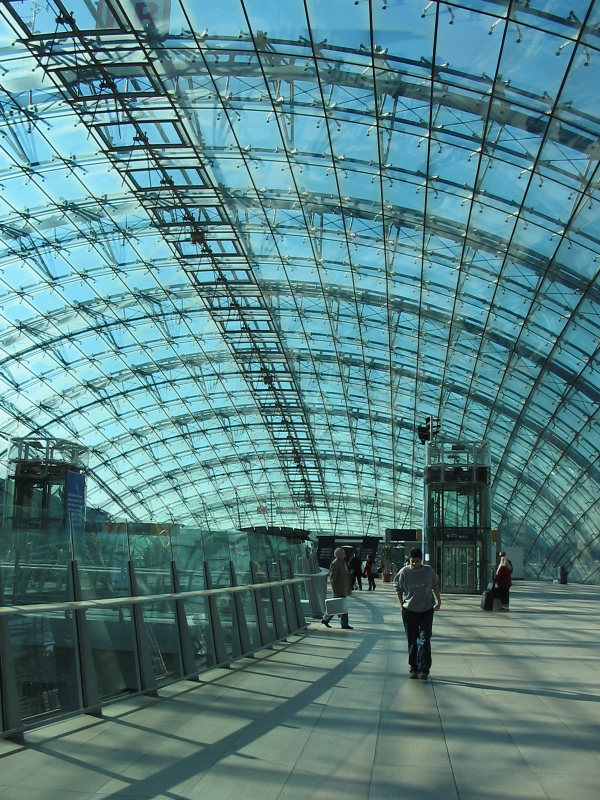
Die mittlerweile umbaute Bahnhofshalle des Fernbahnhofs „Frankfurt Flughafen“

Der Flughafen ist über zwei Bahnhöfe an das Schienennetz der Deutschen Bahn angeschlossen:
Über den Flughafen-Regionalbahnhof vor dem Terminal 1 (Halle B) fahren Regional-Express-, Regionalbahn- und S-Bahnzüge der Linien S8 und S9. Der Bahnhof ist Teil der 1972 eröffneten Flughafenschleife Frankfurt. Seit dem Fahrplanwechsel im Dezember 2019 ist auch das Gewerbegebiet Gateway Gardens am Flughafen über eine neue Strecke mit seinem Bahnhof Gateway-Gardens an die Flughafenschleife angebunden. Die alte Bestandsstrecke soll zurückgebaut werden. Bis 2026 soll die Regionaltangente West aus Richtung Industriepark Höchst von Norden in die Flughafenschleife eingefädelt werden und dann ebenfalls den Flughafen Regionalbahnhof bedienen.
Tagsüber fahren die S-Bahn-Züge alle 15 Minuten zum Frankfurt (Main) Hauptbahnhof tief, in die Frankfurter Innenstadt über den City-Tunnel Frankfurt und weiter nach Offenbach am Main bzw. Hanau. In Gegenrichtung fahren sie ab Flughafen weiter über Rüsselsheim am Main und entweder über Mainz oder Mainz-Kastel nach Wiesbaden. Der Mainzer Hauptbahnhof wird alle 30 Minuten angefahren (S8), alternativ der Wiesbadener Stadtteil Mainz-Kastel (S9). Die Reisezeit bis zum Frankfurter Hauptbahnhof beträgt 13 Minuten, in die Innenstadt (Hauptwache) sind es etwa 17 Minuten. Einzelne S-Bahn-Züge fahren nur bis Frankfurt Hauptbahnhof. Regional-Express-Züge fahren über Rüsselsheim am Main und Mainz weiter nach Saarbrücken oder Koblenz.
Der Flughafen-Fernbahnhof liegt zwischen der Autobahn A 3 und der Bundesstraße B 43. Er ist über eine geschlossene Brücke mit dem Terminal 1 verbunden. Hier verkehren planmäßig ausschließlich Fernverkehrszüge mit Ausnahme der Regionalbahnlinie 58. Der viergleisige Bahnhof entstand als Entlastung des Regionalbahnhofs im Rahmen der Neubaustrecke Köln–Rhein/Main und wurde 1999 eröffnet. Neben der Neubaustrecke ist er über eine Verbindungskurve an die Riedbahn Richtung Mannheim angeschlossen. Über dem Fernbahnhof wurde 2011 das Büro- und Hotelgebäude The Squaire eröffnet. Den Fernbahnhof bedient auch der Nightjet aus Österreich, welcher von Düsseldorf über Köln, Koblenz, Mainz, Frankfurt, Nürnberg nach Wien Hauptbahnhof und Innsbruck Hauptbahnhof verkehrt.
Für den Güterverkehr gibt es in der CargoCity Süd einen eigenen Bahnhof. Eine im Bereich des Regionalbahnhofs vorbereitete Anbindung eines Luftfrachtzentrums wurde bislang nicht realisiert. Im Januar 2020 erteilte das Land Hessen einen Planungsauftrag für eine Schienenanbindung des im Bau befindlichen Terminals 3 im Süden des Flughafengeländes. Sie soll durch einen Abzweig von der Riedbahn erfolgen und von der S-Bahnlinie S7 und dem Regional-Express genutzt werden.
| Linie | Linienverlauf | Takt (Mo–Fr) | Takt (Sa–So)   |
| ----- | --- | ------------ | -------------- |
| S8    | Wiesbaden Hauptbahnhof – Mainz Hbf – Rüsselsheim – Regionalbahnhof – Frankfurt Stadion – Frankfurt Hauptbahnhof (tief) – Offenbach Ost (– Hanau Hbf)  | 30 min       | 30 min         |
| S8    | Kelsterbach – Regionalbahnhof – Frankfurt Stadion – Frankfurt Hauptbahnhof                                                                            | 30 min       | –              |
| S9    | Wiesbaden Hauptbahnhof – Mainz-Kastel – Rüsselsheim – Regionalbahnhof – Frankfurt Stadion – Frankfurt Hauptbahnhof (tief) – Offenbach Ost – Hanau Hbf | 30 min       | 30 min         |
| RE 2  | Koblenz Hauptbahnhof – Bingen Hbf – Mainz Hbf – Rüsselsheim – Regionalbahnhof – Frankfurt Hauptbahnhof                                                | 60-, 120 min | 120 min        |
| RE 3  | Saarbrücken Hauptbahnhof – Bad Kreuznach – Ingelheim – Mainz Hbf – Rüsselsheim – Regionalbahnhof – Frankfurt Hauptbahnhof                             | 60-, 120 min | 60-, 120 min   |
| RE 59 | Fernbahnhof oder Regionalbahnhof – Frankfurt Süd – Frankfurt Ost – Maintal Ost – Hanau Hbf (– Aschaffenburg Hauptbahnhof)                             | 120 min      | –              |
| RB 58 | Rüsselsheim Opelwerk – Fernbahnhof – Frankfurt Süd – Frankfurt Ost – Maintal Ost – Hanau Hbf – Aschaffenburg Hauptbahnhof (– Laufach)                 | 60 min       | 60 min (So: –) |

## Geschichte

### 1912: Erster Flughafen am Rebstock
Einen Monat nach dem Ende der ersten Internationalen Luftschiffahrt-Ausstellung wurde am 16. November 1909 in Frankfurt am Main mit der Deutschen Luftschiffahrts-Aktiengesellschaft DELAG die erste Fluggesellschaft der Welt gegründet. Diese eröffnete 1912 in Frankfurt-Bockenheim westlich des ehemaligen Ausstellungsgeländes den Luftschiffhafen am Rebstock, den späteren Flughafen Frankfurt-Rebstock. Er war zunächst nur für Luftschiffe vorgesehen, wenig später wurde das Gelände auch als Start- und Landeplatz für Flugzeuge verwendet. Mit dem im Februar 1912 stationierten Zeppelin LZ 11 Viktoria Luise begann ein Linienflugverkehr. Im Juni 1912 beförderten das Luftschiff LZ 10 Schwaben und August Eulers Doppeldecker Gelber Hund im Rahmen der Flugpost am Rhein und am Main von hier aus zum ersten Mal Luftpost in Deutschland.
Nach dem Ersten Weltkrieg wurde der Flugplatz weiter ausgebaut, doch schon 1924 bezweifelte ein vom Frankfurter Oberbürgermeister Ludwig Landmann in Auftrag gegebenes Gutachten die langfristige Ausbaufähigkeit des Flugplatzes, der auf allen Seiten von Bahndämmen und dem Gleisvorfeld des Hauptgüterbahnhofes begrenzt war. Im gleichen Jahr wurde der Flugplatz unter die Aufsicht der städtischen Südwestdeutschen Luftverkehrs-AG gestellt und ein planmäßiger Luftverkehrsdienst eingeführt.
1925 starteten und landeten bereits 2357 Flugzeuge, die rund 5500 Passagiere beförderten. Mit der im Jahr 1926 gegründeten Fluggesellschaft Deutsche Luft Hansa AG nahm der zivile Luftverkehr in Deutschland einen rasanten Aufschwung. Am 30. September 1929 startete Fritz von Opel erfolgreich mit dem Raketenflugzeug RAK.1 am Rebstock, wobei er in 45 Sekunden drei Kilometer weit flog.
1930 beschloss der Frankfurter Magistrat nach Jahren der meteorologischen, geographischen und verkehrstechnischen Planung den Neubau eines Flughafens im Frankfurter Stadtwald südlich von Frankfurt-Schwanheim, der allerdings an der Weltwirtschaftskrise scheiterte. Nach der Machtergreifung machten sich die Nationalsozialisten im Dezember 1933 diese Planungen zu eigen und ordneten im Januar 1934 ohne behördliche Genehmigung die Rodung eines 600 Hektar großen Waldstückes westlich der im Bau befindlichen Reichsautobahn Frankfurt-Darmstadt, der heutigen A5, an.

### 1936–1945: Flug- und Luftschiffhafen Rhein-Main

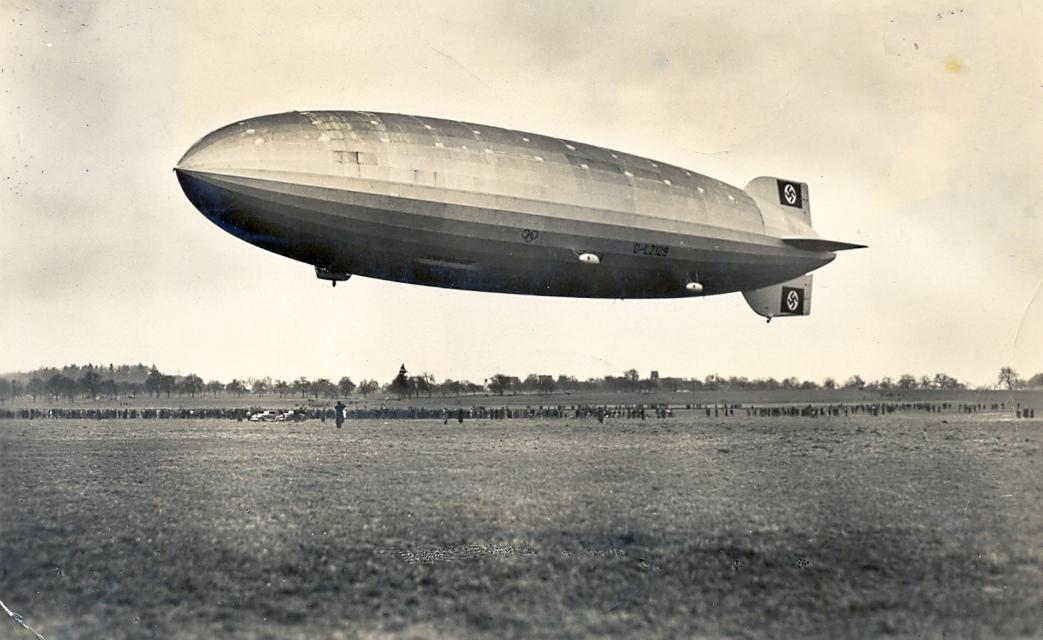
LZ 129 Hindenburg (1936)

Mit dem neuen Flughafen sollte Frankfurt zur zentralen Heimatbasis für Luftschiffe in Deutschland werden. Die Zeitschrift Die Woche nannte ihn den neuen Weltflughafen: „Die Überseereisen unserer Luftschiffe werden in Zukunft auf dem Weltflughafen Rhein-Main ihren Anfang nehmen.“ Ab 1935 baute man im Süden des neuen Flughafengeländes die damals größte Luftschiffhalle der Welt. Technisch war diese Halle als Stahlfachwerk angelegt und von Seibert Stahlbau aus Saarbrücken errichtet. Für die Versorgung der Zeppeline mit Wasserstoff wurde eigens eine Gasleitung zu den Farbwerken Höchst verlegt. Zeitgleich mit dem Flughafenbau errichtete man in unmittelbarer Nähe zum Flughafengelände die Siedlung Zeppelinheim für die Familien der Luftschiffer.
Auf dem nördlichen Teil des Flughafengeländes in der Nähe der Unterschweinstiege entstand 1935 ein zweigeschossiges Empfangsgebäude mit einem sechsgeschossigen Kontrollturm sowie weiteren Betriebs- und Nebengebäuden zur Wartung und Unterbringung von Flugzeugen. Das etwa 100 Hektar große Rollfeld erhielt eine Grasdecke.
Die offizielle Eröffnung des neuen Flug- und Luftschiffhafens Rhein-Main erfolgte am 8. Juli 1936. Als erstes Flugzeug landete eine Ju 52/3m, die zuvor am alten Flugplatz am Rebstock gestartet war. Sechs Tage später, am 14. Juli 1936, landete mit LZ 127 Graf Zeppelin erstmals ein Luftschiff auf dem Flughafen. 1936 wurden rund 800 Tonnen Fracht und 58.000 Flugpassagiere transportiert, 1937 70.000 Passagiere und 966 Tonnen Fracht. In den nächsten Jahren war der neue Flughafen Heimatstützpunkt der beiden größten deutschen Luftschiffe LZ 127 Graf Zeppelin und LZ 129 Hindenburg. Der Flugzeugbetrieb stieg rapide an: 27 Fluggesellschaften flogen „Rhein-Main“ an, und es bestanden Verbindungen zu nahezu allen europäischen Großstädten. Ab 1938 war Frankfurt zentraler Verteilungspunkt für die Beförderung von Luftpost nach Nordamerika.
In der Folge des Unfalls der Hindenburg am 6. Mai 1937 nahe dem Landeplatz Lakehurst bei New York mit 36 Toten endeten der regelmäßigen Luftschiffverkehr und die Ära der Starrluftschiffe. Nachdem im März 1940 die letzten Großluftschiffe auf Befehl Hermann Görings abgewrackt worden waren, erfolgte am 6. Mai 1940 die Sprengung der beiden Frankfurter Luftschiffhallen.
Nach Kriegsbeginn 1939 verließen alle ausländischen Fluggesellschaften Frankfurt und der Flughafen wurde der Luftwaffe unterstellt. Am 9. Mai 1940 starteten erstmals deutsche Bomber des Kampfgeschwaders 53 mit Ziel Frankreich. Die folgende Tabelle zeigt eine Auflistung ausgesuchter fliegender aktiver Einheiten (ohne Schul- und Ergänzungsverbände) der Luftwaffe die hier zwischen 1939 und 1945 stationiert waren.
| Zeitraum      | Zeitraum      | Einheit                                            |
| von           | bis           | Einheit                                            |
| ------------- | ------------- | -------------------------------------------------- |
| Oktober 1939  | November 1939 | I./JG 77 (I. Gruppe des Jagdgeschwaders 77)        |
| Oktober 1939  | April 1940    | I./JG 76                                           |
| Mai 1940      | Juli 1940     | III./KG 53 (III. Gruppe des Kampfgeschwaders 53)   |
| Oktober 1943  | Januar 1944   | Stab/JG 301                                        |
| August 1944   | November 1944 | II./NJG 4 (II. Gruppe des Nachtjagdgeschwader 4)   |
| November 1944 | Januar 1945   | IV./JG 4                                           |
| März 1945     | März 1945     | III./KG 200 (III. Gruppe des Kampfgeschwaders 200) |

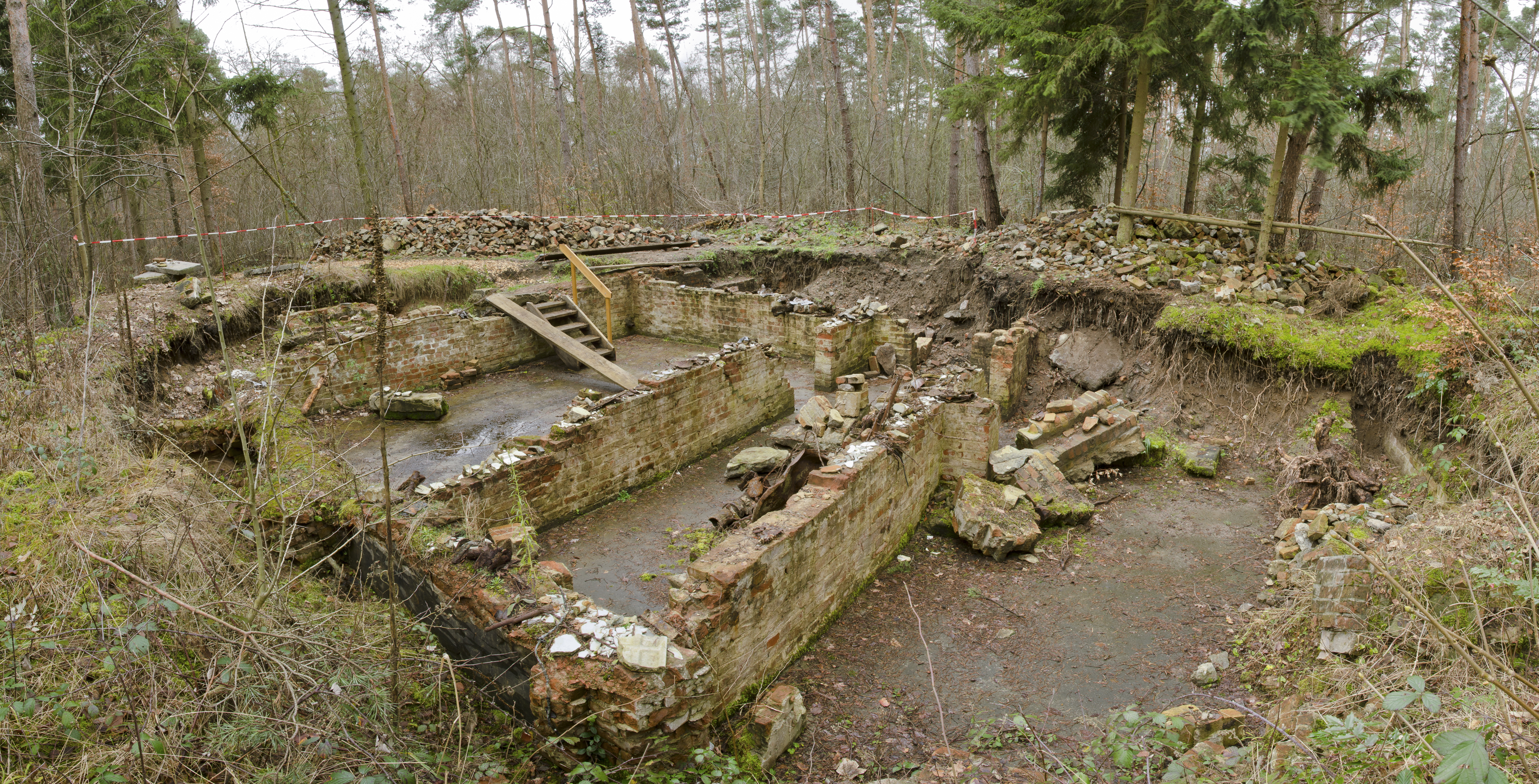
Ehemaliger Keller der Küchenbaracke des KZ-Außenlagers Walldorf

In dem vom 23. August bis 24. November 1944 existierenden KZ-Außenlager Walldorf, südlich des heutigen Flughafengeländes, verrichteten jüdische Zwangsarbeiterinnen Bauarbeiten für den Flughafen. 1700 ungarische Jüdinnen wurden gezwungen, unter unmenschlichen Bedingungen die erste betonierte Start- und Landebahn für den Flughafen zu bauen. Etwa 50 Frauen überlebten die viermonatige Lagerzeit nicht, nur etwa 300 die weitere Deportation und das Dritte Reich. Schätzungsweise 2000 Bomben fielen ab 1944 auf das Rollfeld und die Flughafenanlagen; im März 1945 sprengten Truppen der Wehrmacht noch kurz vor ihrem Rückzug Gebäude und Betriebseinrichtungen, vor allem des Tanklagers.

### 1945–1949: Amerikanischer Luftwaffenstützpunkt und Berliner Luftbrücke

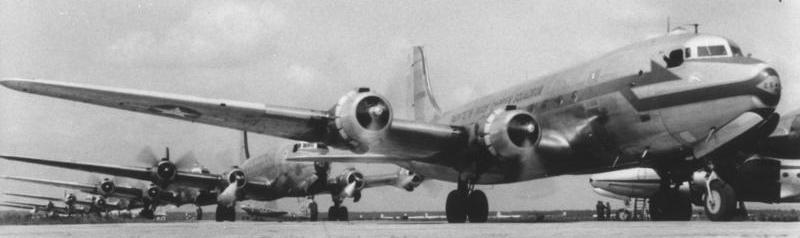
„Rosinenbomber“ auf der Frankfurter Rhein-Main-Airbase 1949

Am 25. März 1945 besetzten die vorrückenden US-amerikanischen Truppen den Flughafen. In nur wenigen Tagen konnten die Amerikaner das Flugfeld provisorisch herrichten und als Airbase Y73 wieder in Betrieb nehmen, um den Nachschub für die weiteren Kriegshandlungen sicherzustellen. Am 8. Mai 1945 endete der Zweite Weltkrieg mit der bedingungslosen Kapitulation der deutschen Streitkräfte. Unter Zuhilfenahme deutscher Kriegsgefangener, die aus dem Lager Eschborn auf LKWs zum Flughafen gebracht wurden, bauten die US-Streitkräfte im Sommer 1945 eine betonierte Start- und Landebahn von 1800 Metern Länge und 45 Metern Breite, den Vorläufer der heutigen Südbahn 07R/25L.
Das erste nichtmilitärische Flugzeug am Frankfurter Flughafen nach dem Zweiten Weltkrieg war eine DC-4 der American Overseas Airlines, die am 18. Mai 1946 landete. 1947 gründete sich die Verkehrsaktiengesellschaft Rhein-Main (VAG), deren Hauptaufgabe zunächst darin bestand, Verwaltungs- und Betriebsgebäude zu bauen und in Betrieb zu halten. Nach politischen Differenzen zwischen der Sowjetunion und den Alliierten, in deren Verlauf die Sowjetunion im Juni 1948 die Straßen- und Eisenbahnverbindungen von den westlichen Besatzungszonen nach West-Berlin sperrte, begann am 26. Juni 1948 die Berliner Luftbrücke zur Versorgung der Berliner Bevölkerung aus der Luft. Neben den Flughäfen in Hamburg und Hannover war die Frankfurter Rhein-Main-Airbase Hauptbasis der alliierten Flugzeuge. Da die stetigen Starts und Landungen der sogenannten „Rosinenbomber“ der ersten Bahn stark zugesetzt hatten, wurde mit dem Bau einer Parallelbahn am 28. April 1949 begonnen. Am 12. Mai 1949 beendeten die Sowjets die Blockade, die Luftbrücke wurde jedoch noch bis zum 30. September 1949 weitergeführt. Während der Dauer der Luftbrücke wurden fast 2,5 Millionen Tonnen Hilfsgüter nach West-Berlin geflogen, bei Unfällen waren 79 Menschen ums Leben gekommen.
Am 22. Dezember 1949 ging die zweite Start- und Landebahn mit einer Länge von 2150 Metern und 61 Metern Breite in Betrieb (heute 07C/25C). Gleichzeitig übertrugen die Amerikaner die Abwicklung des Vorfelddienstes und der zivilen organisatorischen Aufgaben am Boden an die VAG. Im südlichen Teil des Flughafengeländes richteten sie bis 1951 die Rhein-Main Air Base als Luftwaffenstützpunkt für die United States Air Forces in Europe (USAFE) ein, während die Einrichtungen im Norden des Flughafens künftig ausschließlich für die zivile Luftfahrt genutzt wurden.

### 1950–1955: Wachstum des zivilen Luftverkehrs

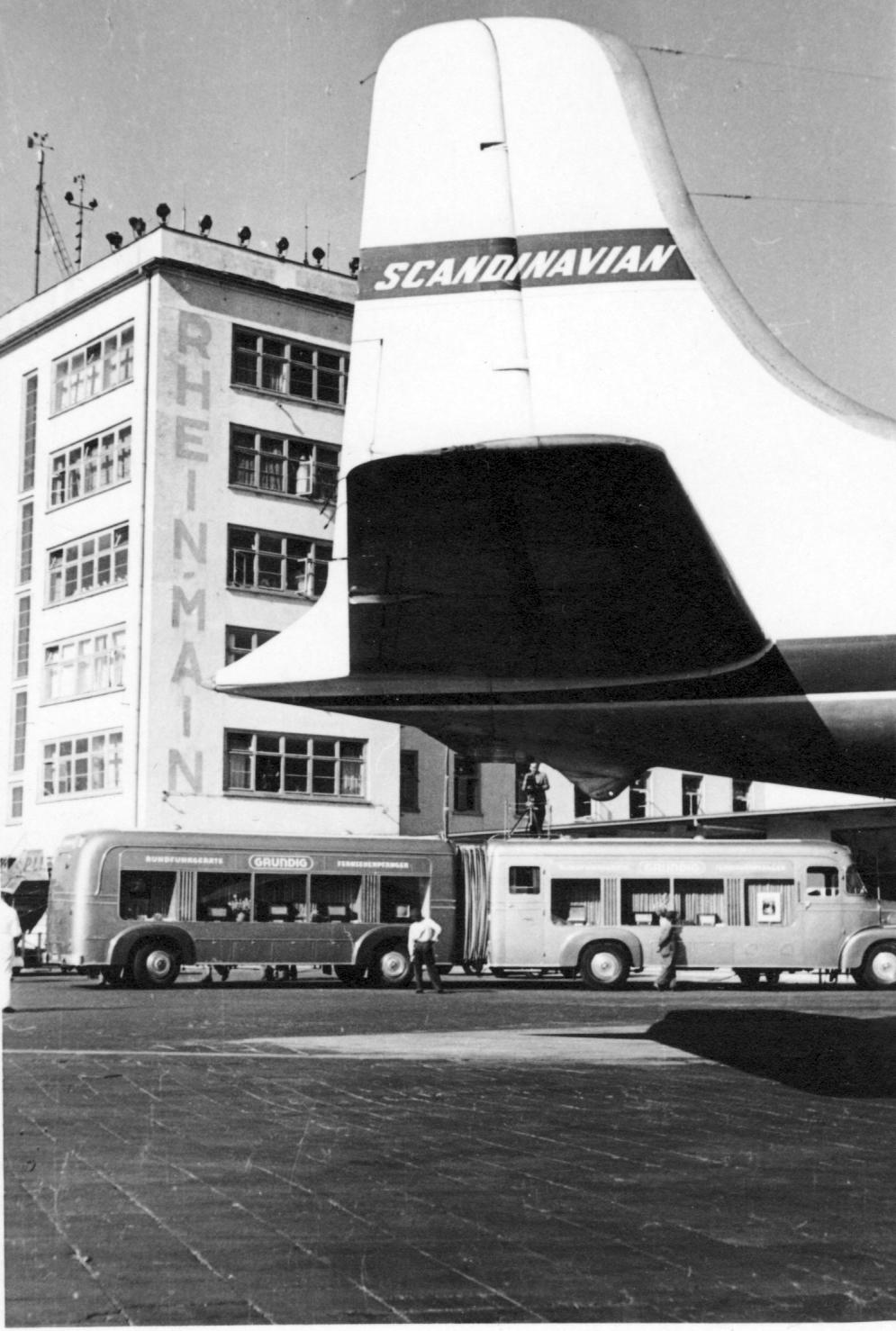
Eine Maschine der Scandinavian Airlines auf dem Flugfeld im Jahre 1951.

Am 27. Mai 1950 wehte erstmals die Bundesflagge über dem Flughafengebäude, der Flughafen wurde bereits wieder von elf Fluggesellschaften angeflogen. 1951 wurden teilweise die Restriktionen für deutsche Flugteilnehmer aufgehoben, und dies sorgte für eine rapide Steigerung des zivilen Luftverkehrs. Das Empfangsgebäude musste um ein Geschoss aufgestockt werden. 1952 wurden über 400.000 Passagiere gezählt, 1953 bereits über eine halbe Million. Im Schnitt starteten und landeten auf „Rhein-Main“ täglich 100 bis 120 Maschinen. Das gesamte Flughafengelände einschließlich der Air Base erstreckte sich inzwischen über eine Fläche von 989 Hektar.
Infolge eines vorausgegangenen Architektenwettbewerbs entschied eine Kommission im Juni 1951 über einen Ausbau des Flughafens inklusive eines neuen Terminals, aus Geldmangel verschwanden die Ausbaupläne jedoch zunächst in der Schublade. Am 10. Mai 1952 wurden auf dem Flughafen erstmals ein Instrumentenlandesystem (ILS) sowie ein Drehfunkfeuer (VOR) installiert. Nach der Gründung der Bundesanstalt für Flugsicherung am 23. März 1953 nahm am 1. Juli erstmals eine deutsche Flugsicherungsleitstelle ihren Dienst auf.
1954 erfolgte die Umbenennung des Flughafenbetreibers VAG in Flughafen Frankfurt/Main AG (FAG). Am 1. März 1955 landete erstmals wieder eine Maschine der Deutschen Lufthansa auf dem Flughafen. Am 5. Mai 1955 erhielt die Bundesrepublik Deutschland wieder ihre (nahezu) volle Souveränität und somit auch ihre Lufthoheit zurück. Auf der Vorstandssitzung der Flughafen Frankfurt/Main AG am 15. Juli 1955 wurden die Besitzanteile der Gesellschaft neu geregelt: Das Land Hessen erhielt 45,242 %, die Stadt Frankfurt 28,891 %, der Bund 25,867 % (im Vergleich dazu 2005: Land Hessen 31,94 %, Stadtwerke Frankfurt am Main 20,40 %, Bundesrepublik 18,27 %, die restlichen 29,39 % gingen in Streubesitz).

### 1957–1968: Jet-Zeitalter
Am 28. Oktober 1957 wurde die Nordbahn auf 3300 Meter verlängert, und damit zu einer der damals längsten Bahnen Europas. Am selben Tag eröffnete eine DC-7 der Pan Am den planmäßigen Nonstop-Verkehr von Frankfurt nach New York. Der Einsatz von strahlgetriebenen Verkehrsflugzeugen stand kurz bevor, und die Bundesregierung hatte beschlossen, Frankfurt zum ersten deutschen Düsenverkehrsflughafen auszubauen. Im Februar 1958 schlug ein Gutachten erstmals den Bau einer dritten Startbahn in Nord-Süd-Richtung vor, da das Jet-Zeitalter eine rasante Zunahme der Flugbewegungen versprach. Am 25. April desselben Jahres landete erstmals eine Düsenmaschine auf dem Flughafen – eine sowjetische Tupolew Tu-104, in der der stellvertretende sowjetische Ministerpräsident Mikojan anreiste.
Für die neuen Strahlflugzeuge musste der Flughafen weiter ausgebaut werden. Die Nordbahn wurde am 5. September 1959 auf 3900 Meter verlängert, die Südbahn 1960 auf 3000 Meter, so dass sie gleichfalls für Strahlflugzeuge geeignet war. Schon am 1. August 1958 wurde ein neues Passagierabfertigungsgebäude in Betrieb genommen. Die Empfangsanlage Ost (Architekten: Alois Giefer und Hermann Mäckler) mit einer Tiefe von 32 Meter und einer Breite von 80 Meter war dem im Kern noch aus dem Jahr 1936 stammenden Abfertigungsgebäude vorgelagert und erwies sich schon bald wieder als zu klein. 1960 war der Flughafen mit 81.000 Starts und Landungen der größte in Deutschland und nach dem Flughafen London Heathrow der zweitgrößte in Europa. 36 Fluggesellschaften beförderten 2.172.494 Fluggäste, 46.910 Tonnen Luftfracht sowie 11.875 Tonnen Luftpost. Im Sommer 1960 begann daher die Planung einer neuen Empfangsanlage mit 36 Flugsteigen für bis zu 15 Millionen Passagiere jährlich. Gleichzeitig plante man im Westen des Flughafens eine dritte Startbahn in Nord-Süd-Richtung anzulegen, da absehbar war, dass die beiden parallelen Start- und Landebahnen ihre Kapazitätsgrenze erreichen würden. In Anbetracht der langen Planungs- und Bauzeit musste man sich jedoch vorerst auf den Ausbau der vorhandenen Einrichtungen konzentrieren. Im Oktober 1963 wurde das Empfangsgebäude daher nochmals durch die langgestreckte, flache Auslandswartehalle auf eine Kapazität von rund 5 Millionen Passagieren pro Jahr erweitert. 1964 verlängerte man die Südbahn auf 3750 Meter.
Die Bauarbeiten für das Terminal (wieder von den Architekten Alois Giefer und Hermann Mäckler) begannen am 16. Juni 1965. Es entstand die damals größte Baustelle Europas. Mitte 1967 fiel die Entscheidung, die Kapazität des neuen Terminal Mitte (des heutigen Terminal 1) auf 30 Millionen Passagiere jährlich zu verdoppeln und das Bauvolumen von 1,3 Millionen auf 2,2 Millionen Kubikmeter zu erweitern. Man glaubte damals, dass diese Kapazität bis zum Jahr 2000 ausreichen und auch den damals in Entwicklung befindlichen Großflugzeugen genügen würde. Im Frühjahr 1968 wurde das Planfeststellungsverfahren für die 4000 Meter lange Startbahn West eingeleitet. Im Herbst 1968 war das neue Terminal im Rohbau fertig. Die Zahl der Flugbewegungen stieg in jenem Jahr auf 166.657, die der Fluggäste auf 7.050.459. Es wurden 229.896 Tonnen Fracht und 51.403 Tonnen Luftpost befördert.
Mit der drastischen Zunahme der Flugbewegungen wuchs jedoch auch der Unmut der Flughafenanwohner über den steigenden Lärmpegel. Hinzu kamen die Einwände gegenüber den Planungen zur Flughafenerweiterung. Da der Flughafen ausschließlich von Wald, darunter Bannwald, umgeben war, hätte eine neue Landebahn zu einem immensen Holzeinschlag geführt.

### 1970–1985: Bau des Terminals Mitte und der Startbahn West

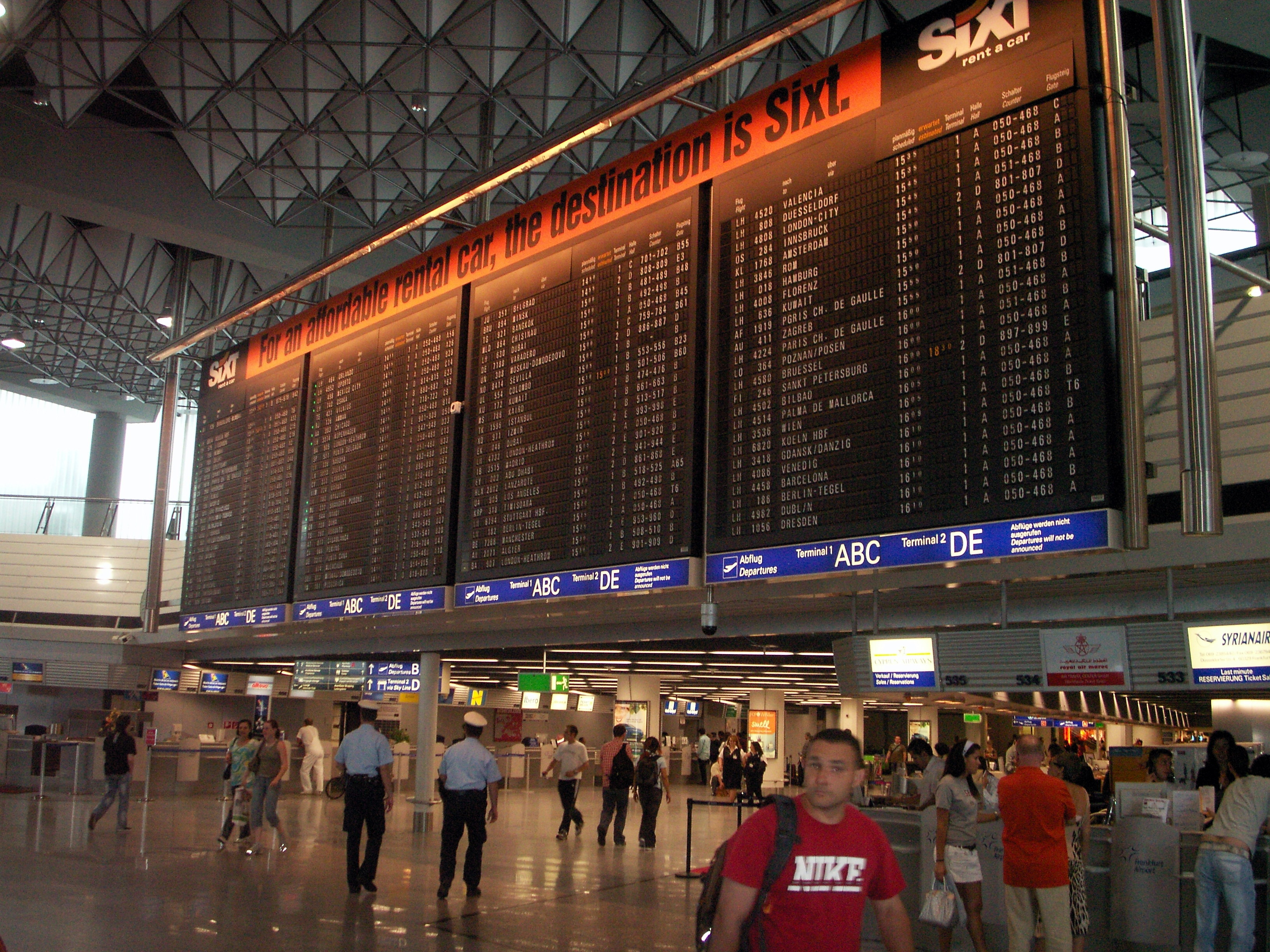
Anzeigetafel im Terminal 1

Mit der außerplanmäßigen Landung einer Boeing 747 am 28. Januar 1970 begann die Ära der Großraumflugzeuge. Das Flugzeug war wegen Nebels aus London umgeleitet worden und dockte am noch unfertigen neuen Flughafen an. Im April 1970 wurde der Frankfurter Flughafen per Vertrag zur Heimatbasis der Lufthansa. Am 2. Oktober 1970 wurde die Halle V eröffnet, damals die größte Wartungshalle der Welt, in der sechs Jumbo-Jets Platz haben.
Das damalige neue Terminal Mitte (heute Terminal 1) kostete rund eine Milliarde D-Mark. Das Gebäude wurde in Fluggastbereiche A, B und C gegliedert (wobei B die zwei mittleren Abfertigungshallen belegte). An den Hallendecken waren historische Flugzeuge an Seilkonstruktionen aufgehängt, auf einem durchgehenden Innenbalkon fanden Ausstellungen und Veranstaltungen statt. Von dort war auch der Zugang zur Besucherterrasse im Freien. Die Restaurants waren nach Flugpionieren benannt, wie z. B. Otto Lilienthal. Im Zuge des Baus des neuen Terminals wurde der Flughafen auch durch die Flughafenschleife und den Flughafen Regionalbahnhof an das Eisenbahnnetz angeschlossen.
In vielen Bereichen wurden neue Lösungen entwickelt, beispielsweise entwarf Wolfgang Feierbach Check-in-Schalter aus GFK, statt bis dahin aus Holzwerkstoffen. Feierbachs Firma bekam daraufhin Aufträge von nahezu allen bedeutenden Flughäfen weltweit. Der hohe Anspruch, den „Airport der Zukunft“ zu bauen, führte zu technischen Pannen in der Anfangszeit, auch waren Passagiere und Besatzungen mit der Größe des Gebäudes überfordert.
Mit dem Neubau wurde auch das umfassende neue visuelle Erscheinungsbild und ein Leitsystem für Passagiere eingeführt, welches von Otl Aicher gestaltet wurde. Aicher, der zu jenem Zeitpunkt auch für das Erscheinungsbild der Olympischen Spiele 1972 verantwortlich war (und zuvor der Lufthansa), entwarf ein Piktogrammsystem, das weltweit nahezu zum Standard wurde. Für die Weiterführung der flughafeninternen Designaufgaben wurde die Abteilung FAG-Design gegründet, die heute nicht mehr existiert. Am 14. März 1972 eröffnete Bundespräsident Gustav Heinemann das neue Terminal Mitte, das heutige Terminal 1. Es verfügte über 200.000 Quadratmeter überbauter Fläche.
Im März 1973 kam es zum Planfeststellungsverfahren über eine neue Startbahn, die Startbahn West. Über 100 Klagen wurden gegen den Ausbau des Flughafens erhoben und beschäftigten die Gerichte fast zehn Jahre lang. Zwischenzeitlich war der Flughafen mit 30.000 Beschäftigten im Jahr 1979 zur größten Arbeitsstätte Hessens geworden. Am 21. Oktober 1980 entschied der Hessische Verwaltungsgerichtshof für den Bau der neuen Startbahn, die ersten Baumaßnahmen begannen am 2. November 1981. Während der Bauzeit kam es immer wieder zu Demonstrationen und Protestaktionen, teilweise zu gewaltsamen Ausschreitungen. Die Startbahn 18 West wurde am 12. April 1984 dem Verkehr übergeben. Mit der Inbetriebnahme dehnte sich das Betriebsgelände des Flughafens erstmals über die Gemeindegrenze der Stadt Frankfurt hinaus aus, das südliche Ende liegt in der Gemarkung Rüsselsheimer Wald. Hier kam es am 2. November 1987 zu den ersten und bisher einzigen tödlichen Angriffen auf Polizeibeamte während einer Demonstration in der Geschichte der Bundesrepublik Deutschland. In der Folge löste sich die Protestbewegung gegen die Startbahn West auf.

### 1990–1999: Bau des Terminals 2 und des Fernbahnhofs

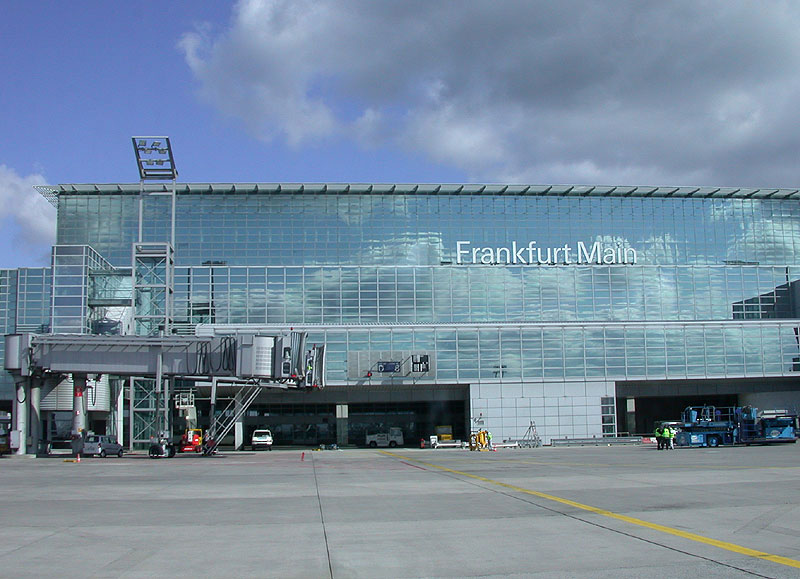
Terminal 2 (November 2004)

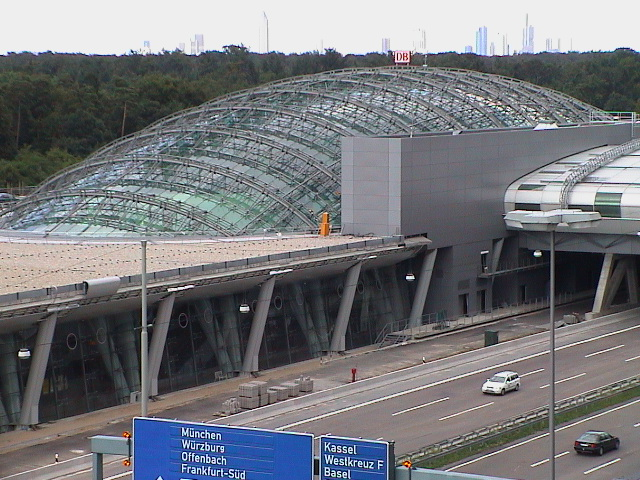
Fernbahnhof, noch ohne Überbauung (2000)

Am 12. Juni 1990 begannen die Bauarbeiten für das neue Terminal 2 auf dem Gelände der abgerissenen Empfangsanlage Ost. Am 24. Oktober 1994 wurde das Terminal mit den beiden Fluggastbereichen D und E eröffnet und steigerte die Passagierkapazität des Flughafens damit auf ca. 54 Millionen Personen pro Jahr. Gleichzeitig wurde die Hochbahn SkyLine, ein vollautomatisches Personen-Transport-System, in Betrieb genommen, um eine schnelle Verbindung zwischen den beiden Terminals zu gewährleisten.
Im Herbst 1997 forderte Jürgen Weber, Vorstandssprecher der Lufthansa, erstmals einen weiteren Ausbau des Flughafens mit einer weiteren Start- und Landebahn. Unter der Bedingung, dass ein erneuter Ausbau nach den Erfahrungen mit der Startbahn West nur im Konsens mit der Mehrheit der Bevölkerung im Rhein-Main-Gebiet durchzuführen wäre, schloss sich Fraport-Vorstand Wilhelm Bender dieser Position an. Unter Anregung der hessischen Landesregierung wurde 1998 eine Mediationsgruppe, bestehend u. a. aus Umweltschützern und den in der Einflugschneise liegenden Gemeinden, beauftragt, ergebnisoffen über den Ausbau des Flughafens zu diskutieren.
Im Jahr 1999 wurde der Frankfurt am Main Flughafen Fernbahnhof als zweiter Bahnhof am Flughafen eröffnet. Der nördlich vom Terminal 1 gelegene Bahnhof zwischen der Bundesautobahn 3 und der Bundesstraße 43 war der erste Bahnhof in Deutschland, der planmäßig nur von Fernverkehrszügen angefahren wird, gleichzeitig wurde der gesamte Regionalverkehr an den bestehenden Bahnhof (nun Frankfurt (Main) Flughafen Regionalbahnhof genannt) konzentriert.

### 2000–2005: Börsengang und Schließung des Luftwaffenstützpunktes

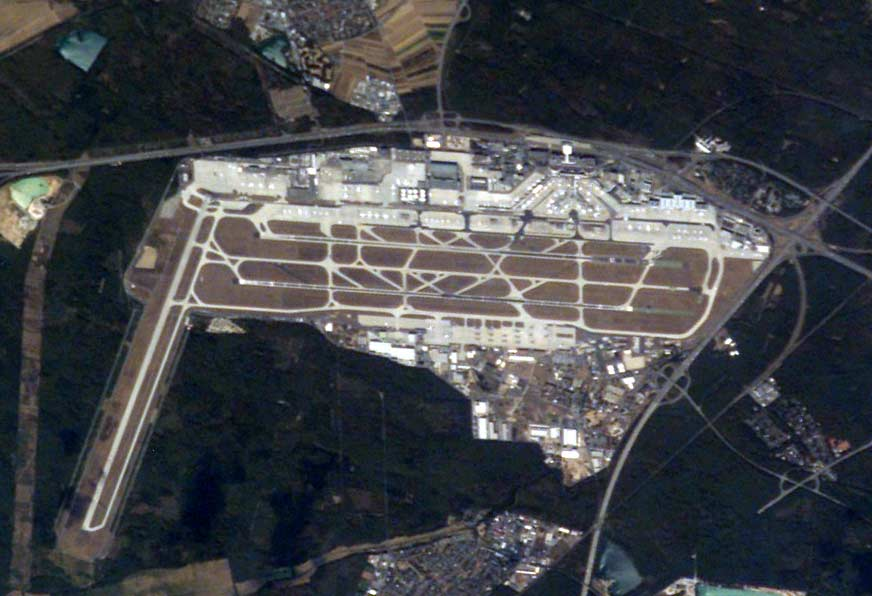
Aufnahme des Flughafens aus dem Weltraum (April 2003)

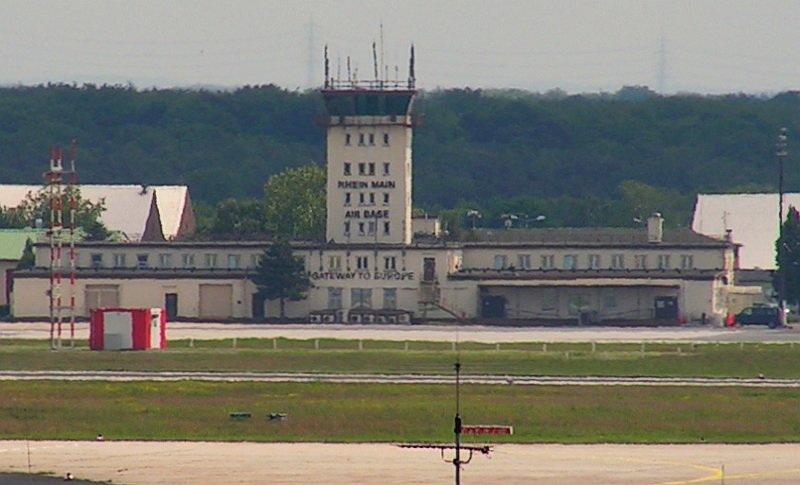
Ehemaliges Tower-Gebäude der Rhein-Main Air Base (2005)

Im Januar 2000 stellte die mit dem weiteren Flughafenausbau betreute Mediationsgruppe ihr Ergebnis vor: Die Erweiterung wurde grundsätzlich befürwortet, allerdings wurde eine im Vergleich zu den bestehenden Start- und Landebahnen kürzere Bahn empfohlen, die damit nur für Landungen und außerdem nur für kleinere Flugzeugtypen geeignet wäre. Für die Kapazitätserweiterung wurde im Gegenzug gefordert, dass das bestehende Bahnensystem optimiert würde und Lärmschutzmaßnahmen für die betroffenen Gemeinden zu entwickeln wären. Die Hauptforderung war darüber hinaus ein striktes Nachtflugverbot zwischen 23:00 und 5:00 Uhr für den gesamten Flughafen. Im Juni 2000 sprach sich der hessische Landtag mehrheitlich für den Flughafenausbau aus, im September 2000 beschloss die Flughafen Frankfurt/Main AG (FAG), die Genehmigung für den Ausbau zu beantragen, gleichzeitig wurde ein Nachtflugverbot mit Inbetriebnahme der neuen Bahn akzeptiert.
2001 ging die Flughafen Frankfurt/Main AG (FAG) an die Börse. Wegen des gleichlautenden Namens des damaligen DAX-Unternehmens FAG Kugelfischer in Schweinfurt musste der Name im Zuge des Börsenganges geändert werden. Aus einem Wettbewerb um den Namen ging der Vorschlag Fraport als Sieger hervor. So entstand der neue Name Fraport AG Frankfurt Airport Services Worldwide (Fraport).
Im Oktober 2001 wurde das Raumordnungsverfahren für eine neue Landebahn eingeleitet, wobei drei Varianten für eine Landebahn im Nordwesten, im Nordosten oder im Süden des Flughafengeländes untersucht wurden. Im Juni 2002 wurde durch das Regierungspräsidium Darmstadt die Raumverträglichkeit für eine Landebahn im Nordwesten des Flughafengeländes festgestellt.
Im Januar 2003 reichte die Fraport einen weiteren Planfeststellungsantrag für den Bau einer Wartungshalle im Südwesten des Flughafens ein, da diese für Wartungsarbeiten an der künftigen Airbus-A380-Flotte der Lufthansa nötig sei, zumal die A380-Flotte in Frankfurt stationiert werde. Im September 2003 wurden durch Fraport die Unterlagen für das Planfeststellungsverfahren zur Landebahn Nordwest, verknüpft mit einem Nachtflugverbot von 23:00 bis 5:00 Uhr, beim Regierungspräsidium Darmstadt eingereicht.
Am 7. Juni 2005 entschied der Hessische Verwaltungsgerichtshof trotz einiger Eilanträge für den Neubau der A380-Wartungshalle. Für den Bau wurden dann 21 Hektar Bannwald gerodet, der zur Gemeinde Mörfelden-Walldorf gehörte. Der Kahlschlag wurde von Naturschützern (Bund für Umwelt und Naturschutz Deutschland, Naturschutzbund Deutschland, Greenpeace, Robin Wood sowie dem „Bündnis der Bürgerinitiativen Kein Flughafenausbau“) stark kritisiert. Sie begründeten dies mit der ökologischen Bedeutung des Waldes und verwiesen auf das Versprechen des früheren hessischen Ministerpräsidenten Holger Börner „Am Frankfurter Flughafen soll kein Baum mehr fallen“, mit dem ein Schlussstrich unter den jahrelangen, teils gewalttätig geführten Streit um die Startbahn West gezogen werden sollte. Aus ökonomischen Gründen wurde – anders als ursprünglich geplant – bis Ende 2007 zunächst nur die halbe Halle fertiggestellt. Mit Abschluss der Endausbauphase im Jahr 2015 sollte die Werft mit 350 × 140 Metern Grundfläche und einer Höhe von 45 Metern Wartungskapazität für gleichzeitig vier A380 beziehungsweise sechs Boeing 747 bieten. Damit wurde die A380-Werft eine der größten Industriehallen Deutschlands.
Am 31. Dezember 2005 wurde die Rhein-Main Air Base geschlossen, dafür nutzen die amerikanischen Streitkräfte seither den US-Luftwaffenstützpunkt Ramstein im ca. 100 km südwestlich gelegenen Kaiserslautern. Das auf der Südseite des Frankfurter Flughafens gelegene Gelände des ehemaligen Militärflugplatzes „Gateway to Europe“ ist nach der Schließung durch die U.S. Air Force an den Flughafenbetreiber Fraport übergeben worden. Mit der Schließung wurde die Voraussetzung geschaffen, auch auf der Südseite des Frankfurter Flughafens den zivilen Flughafenbetrieb nach zeitgemäßen Anforderungen zu gestalten und langfristig ein drittes Terminal zu bauen.
Die im Norden des Flughafens gelegene Housing Area der amerikanischen Streitkräfte „Gateway Gardens“ wurde mit Schließung der Rhein-Main Air Base Ende 2005 an die Stadt Frankfurt übergeben. Derzeit entwickelt die Stadt Frankfurt am Main das 35 Hektar große Areal gemeinsam mit den drei privatwirtschaftlichen Partnern Fraport, Groß & Partner und OFB zu einem modernen Business-Standort.

### 2006–2011: Bau von Landebahn Nordwest undThe Squaire

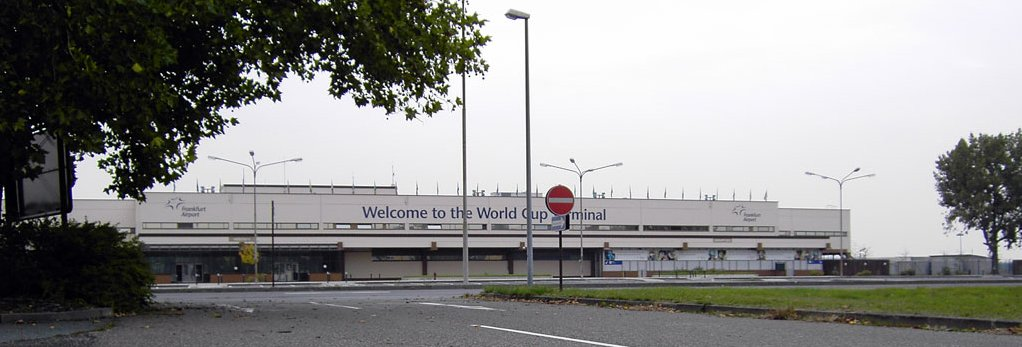
World Cup Terminal zur Fußball-Weltmeisterschaft 2006

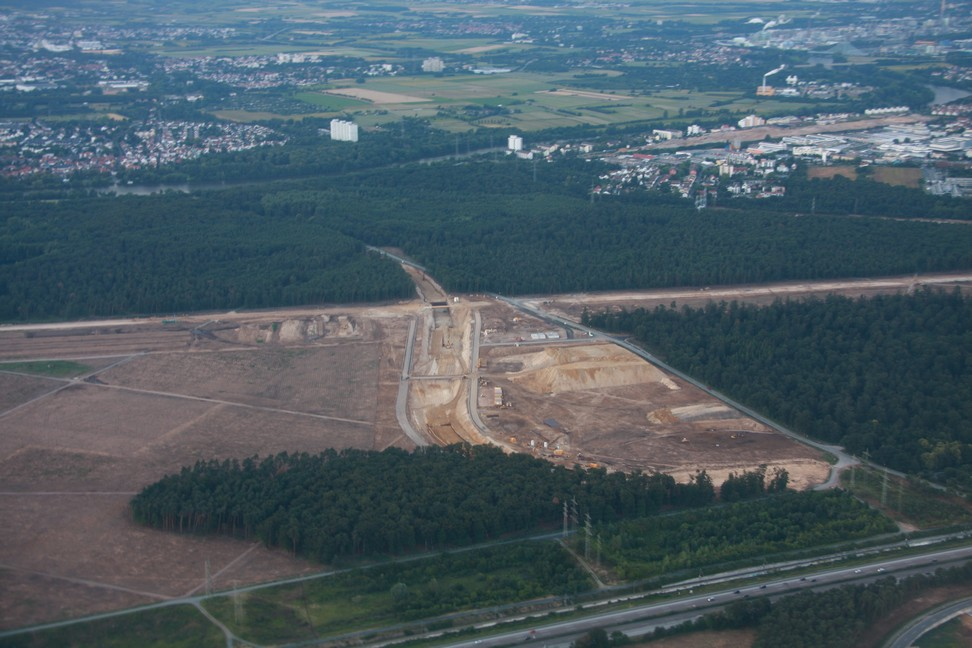
Arbeiten an der neuen Landebahn Nordwest (Juni 2009)

Für die Fußball-Weltmeisterschaft 2006 wurde ein Terminal auf der ehemaligen Rhein-Main Air Base renoviert und reaktiviert, um an dessen beiden Flugsteigen die Charterflüge der Fans und der Fußballmannschaften ungestört vom sonstigen Verkehr abfertigen zu können. Nach Ende der Weltmeisterschaft wurden das sogenannte „World Cup Terminal“ sowie weitere im Süden des Flughafens gelegene Gebäude abgerissen.
Am 18. Dezember 2007 erteilte das hessische Ministerium für Wirtschaft und Verkehr den Planfeststellungsbeschluss für den Bau der 2800 Meter langen Landebahn Nordwest. Statt eines absoluten Nachtflugverbots, wie es durch die Fraport beantragt war, genehmigte das Ministerium allerdings 17 planmäßige Flüge für die Zeit von 23:00 bis 5:00 Uhr. Begründet wurde dies damit, dass durch höchstrichterliche Urteile zu den Flughäfen Berlin und Leipzig 2006 mittlerweile ein generelles Nachtflugverbot vor Gericht keinen Bestand mehr haben würde und dadurch die Rechtssicherheit des gesamten Planfeststellungsbeschlusses gefährdet wäre. Gegen den Planfeststellungsbeschluss wurde Klage vor dem Hessischen Verwaltungsgerichtshof erhoben.

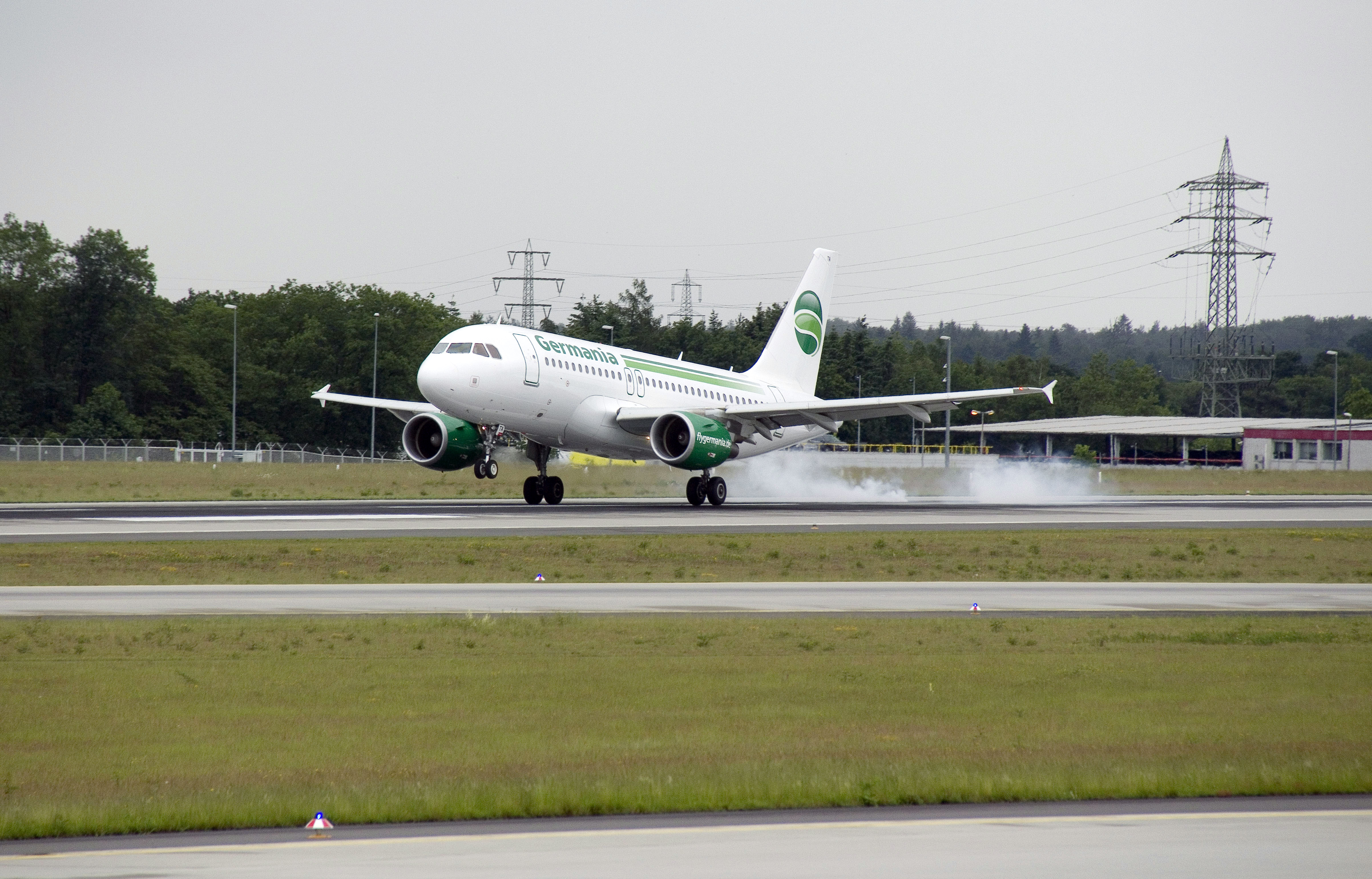
Ein Airbus A319 der Germania landet auf der Landebahn Nordwest (2016)

Das Chemieunternehmen Celanese, dessen Tochtergesellschaft Ticona unweit der neuen Landebahn eine Fabrik zur Herstellung von technischen Kunststoffen betrieb, verkaufte 2007 seine Flächen an Fraport und verlagerte die Fabrik im September 2011 in den Industriepark Höchst.
Im Mai 2008 errichteten Umweltaktivisten ein Zelt- und Hüttendorf im Kelsterbacher Wald. Nachdem die Eilanträge gegen den Planfeststellungsbeschluss durch den Hessischen Verwaltungsgerichtshof abgelehnt worden waren, wurde das Hüttendorf Anfang 2009 geräumt und etwa 216 Hektar Wald gerodet. Dabei kam es nicht zu gewalttätigen Auseinandersetzungen. Der Spatenstich für den Bau fand am 8. Mai 2009 statt.

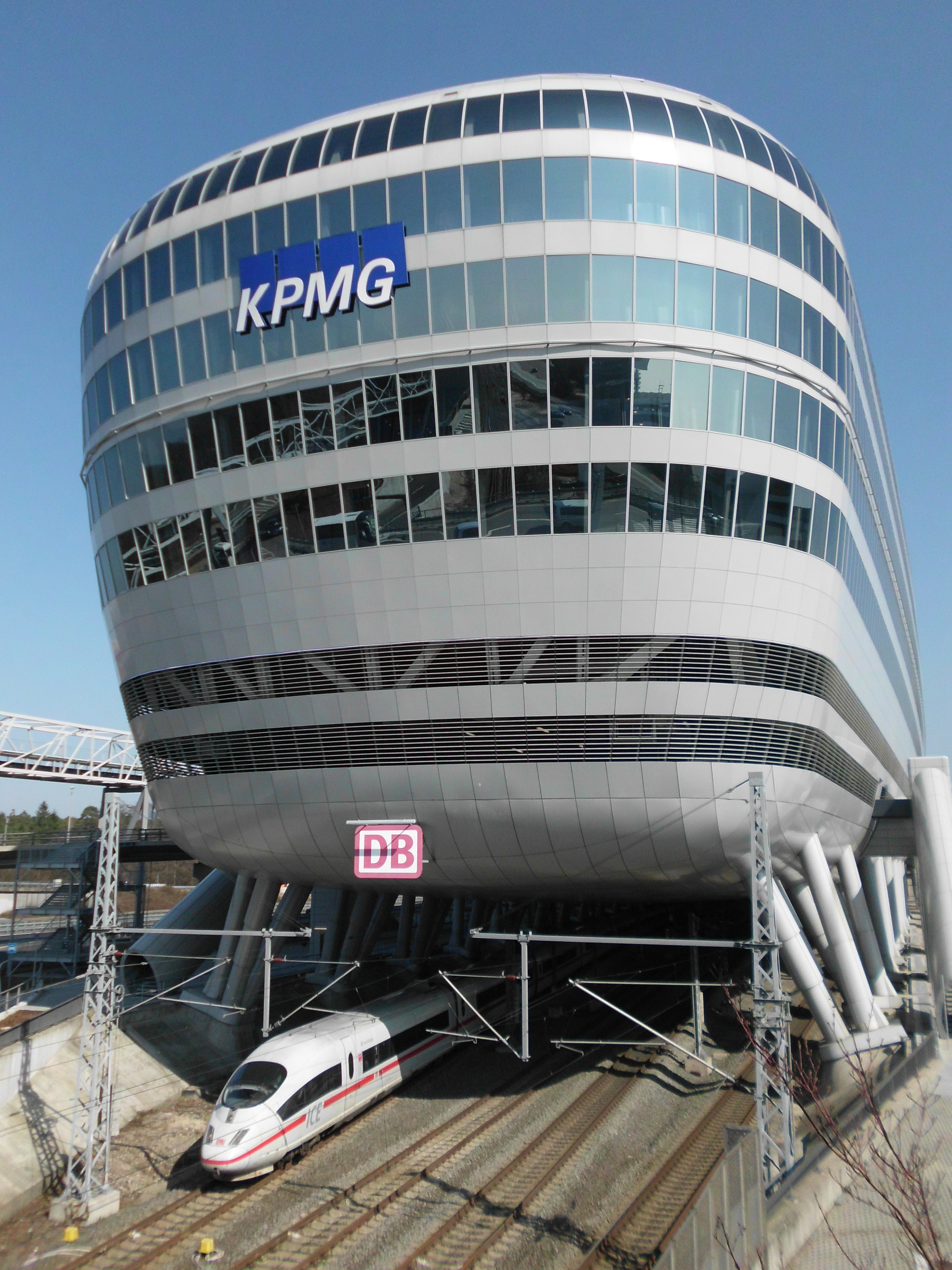
Büro- und Hotelgebäude The Squaire, ausfahrender ICE 3 unter der Westseite des Gebäudes (März 2012)

2006 bis 2011 wurde über dem Flughafen-Fernbahnhof ein 660 Meter langes und 45 Meter hohes Büro- und Hotelgebäude errichtet. Die Überbauung war bereits beim Bau des Bahnhofs berücksichtigt worden. Das Projekt hieß zunächst Airrail Center Frankfurt, später erhielt das Gebäude den Namen The Squaire. Mit einer Gesamtmietfläche von 140.000 Quadratmeter gilt The Squaire als größtes Bürogebäude Deutschlands.
2009 begann der Bau eines neuen 70 Meter hohen Towers, der im April 2011 fertiggestellt und in der Nacht vom 13. auf den 14. Juni 2011, zwei Wochen früher als geplant, in Betrieb genommen wurde. Eine Besonderheit des neuen Towers ist sein wie ein angehängter Container wirkendes Technikgeschoss.
Am 25. und 26. Juni 2011 fand ein Sommerfest der Fraport auf der neuen Landebahn Nordwest statt. 80.000 Besucher kamen zur Besichtigung. Am 30. Juni 2011 wurde die Start- und Landebahn Nord, die bisher die Bezeichnung 07L/25R trug, in 07C/25C umbenannt, da sie nun die mittlere der drei parallelen Bahnen in Ost-West-Richtung bildet (C steht für Center). Gleichzeitig erhielt die neue Landebahn Nordwest die Bezeichnung 07L/25R. Sie ist mit dem alten Rollfeld mit Hilfe von zwei Abrollbrücken verbunden, die sich über die Schnellfahrstrecke und die Bundesautobahn 3 erstrecken. Der nördliche Abschnitt der Kreisstraße 152 (Okrifteler Straße) wird in einem Tunnel unterhalb der Landebahn geführt.
Am 11. Oktober 2011, neun Tage vor der geplanten Inbetriebnahme der neuen Landebahn und drei Wochen vor Beginn des Winterflugplans, verhängte der Hessische Verwaltungsgerichtshof ein Nachtflugverbot von 23:00 bis 5:00 Uhr für den gesamten Flughafen, beginnend am 30. Oktober 2011. Diese Entscheidung hatte für den Flughafen, insbesondere für den Frachtbereich der Lufthansa Cargo, weitreichende Folgen, da für den Winterflugplan bereits 17 tägliche Nachtflüge fest eingeplant und vergeben waren. Einen Vorschlag von Lufthansa-Chef Christoph Franz, die neue Landebahn erst dann einzuweihen, wenn das Bundesverwaltungsgericht abschließend über die Nachtflugregelung entschieden habe, wies der Betreiber Fraport zurück, da ebenso die Slots für die neue Landebahn bereits fest vergeben waren.
Die Landebahn wurde am 20. Oktober 2011 in Betrieb genommen. Das erste Flugzeug (ein Airbus A319 der Flugbereitschaft) mit Bundeskanzlerin Angela Merkel an Bord landete jedoch erst am 21. Oktober 2011 um 14:31 Uhr. Die Bundeskanzlerin nahm die Bahn dann im Rahmen einer Feierstunde in Betrieb. Die Kapazität des Flughafens konnte nun schrittweise, mit zunächst acht zusätzlichen Flugbewegungen in der Stunde, erhöht werden. Der für die Vergabe von Zeitfenstern maßgebliche Koordinationseckwert liegt seit 2018 bei 104 Flugbewegungen pro Stunde, langfristig soll er bis auf 126 Flugbewegungen erhöht werden.
Bei einem Anschlag am 2. März 2011 in einem Bus an der Bus-Haltezone im öffentlichen Bereich von Terminal 2 wurden zwei US-Soldaten getötet und ein weiterer schwer verletzt.

### 2012: Standseilbahn zumThe Squaire-Parkhaus und Erweiterung des Terminal 1

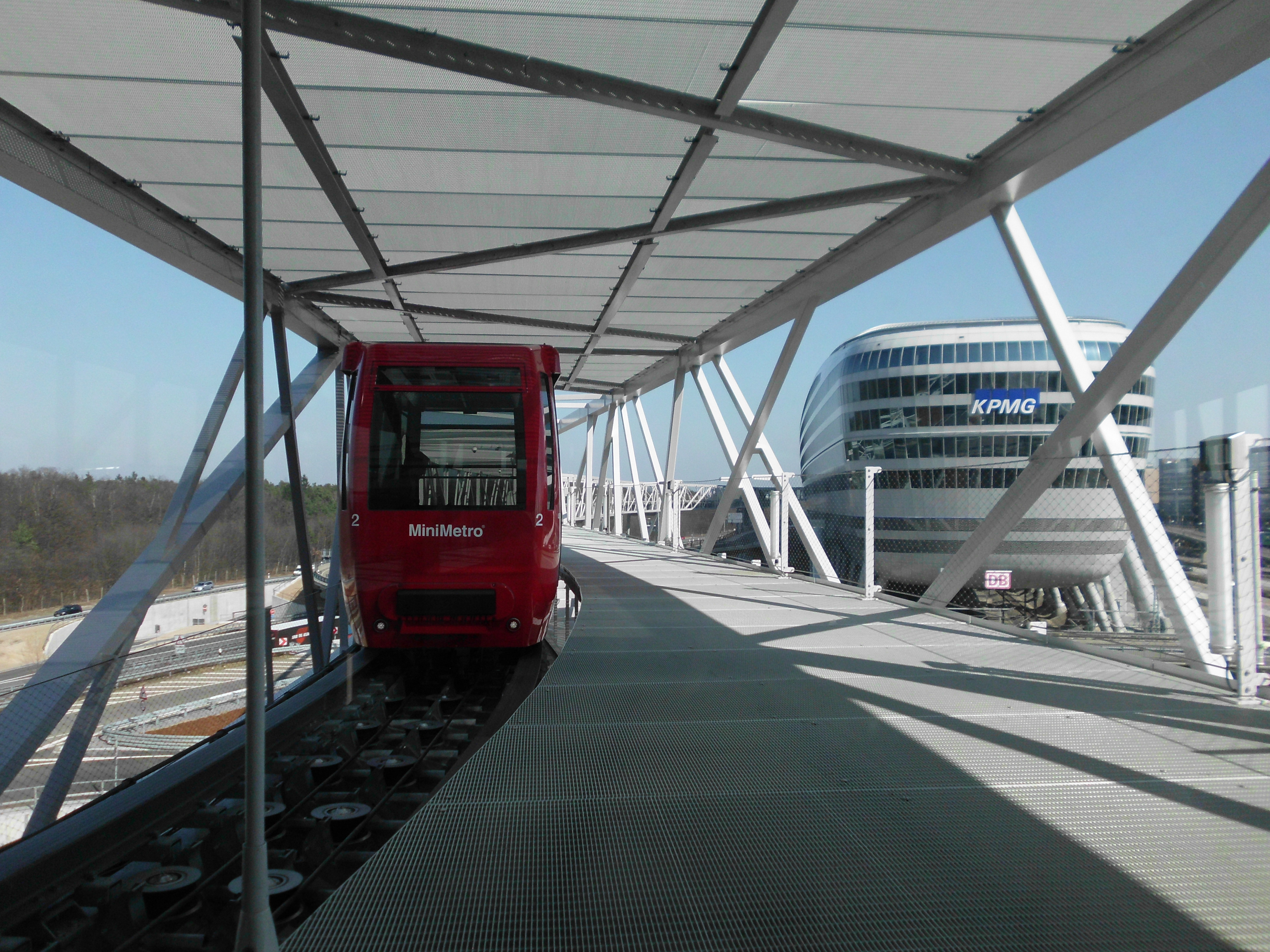
MiniMetro-Standseilbahn kurz vor Ankunft im Parkhaus

Seit Februar 2012 verbindet eine automatisch betriebene Standseilbahn ein Parkhaus mit The Squaire. Die Bahn verkehrt auf einer Länge von 310 Metern in einer Höhe von 18 Metern. Die Fahrzeit beträgt 90 Sekunden. Gebaut wurde das sogenannte MiniMetro-System von der Südtiroler Leitner AG. Im Jahr der Eröffnung erhielt die Konstruktion eine Auszeichnung beim Preis des Deutschen Stahlbaus 2012.
Am 2. Oktober 2012 wurde der Flugsteig A-Plus eröffnet. Der Bau nach Plänen des Architekturbüros gmp hatte am 1. September 2009 begonnen und statt anfangs geschätzter 500 tatsächlich ca. 700 Millionen Euro gekostet. Der neue Flugsteig ist ungefähr 800 Meter lang und erweitert auf vier Ebenen die Kapazität des Terminals 1 um bis zu sechs Millionen Passagiere pro Jahr. Für das Projekt wurden Gebäude der Lufthansa im westlichen Teil des Flughafens abgerissen. Insgesamt können am Flugsteig bis zu sieben Großraumjets andocken. Vier der Flugsteige verfügen über drei Brücken auf zwei Etagen, sodass an ihnen auch der Airbus A380 abgefertigt werden kann. Alternativ können auch bis zu elf Kurzstreckenflugzeuge andocken. Am Abzweig des alten Flugsteigs A befindet sich ein Atrium mit Geschäften und Restaurants sowie zwei Business-Lounges, einer First-Class-Lounge und zwei Senator-Lounges der Lufthansa, darunter auch deren größte Lounge mit ca. 2000 Quadratmetern. Im Flugsteig sind bis zu 800 Mitarbeiter beschäftigt. Der offizielle Betriebsstart fand am 10. Oktober 2012 statt.

### Seit 2015: Bau des Terminal 3 und Covid-Pandemie

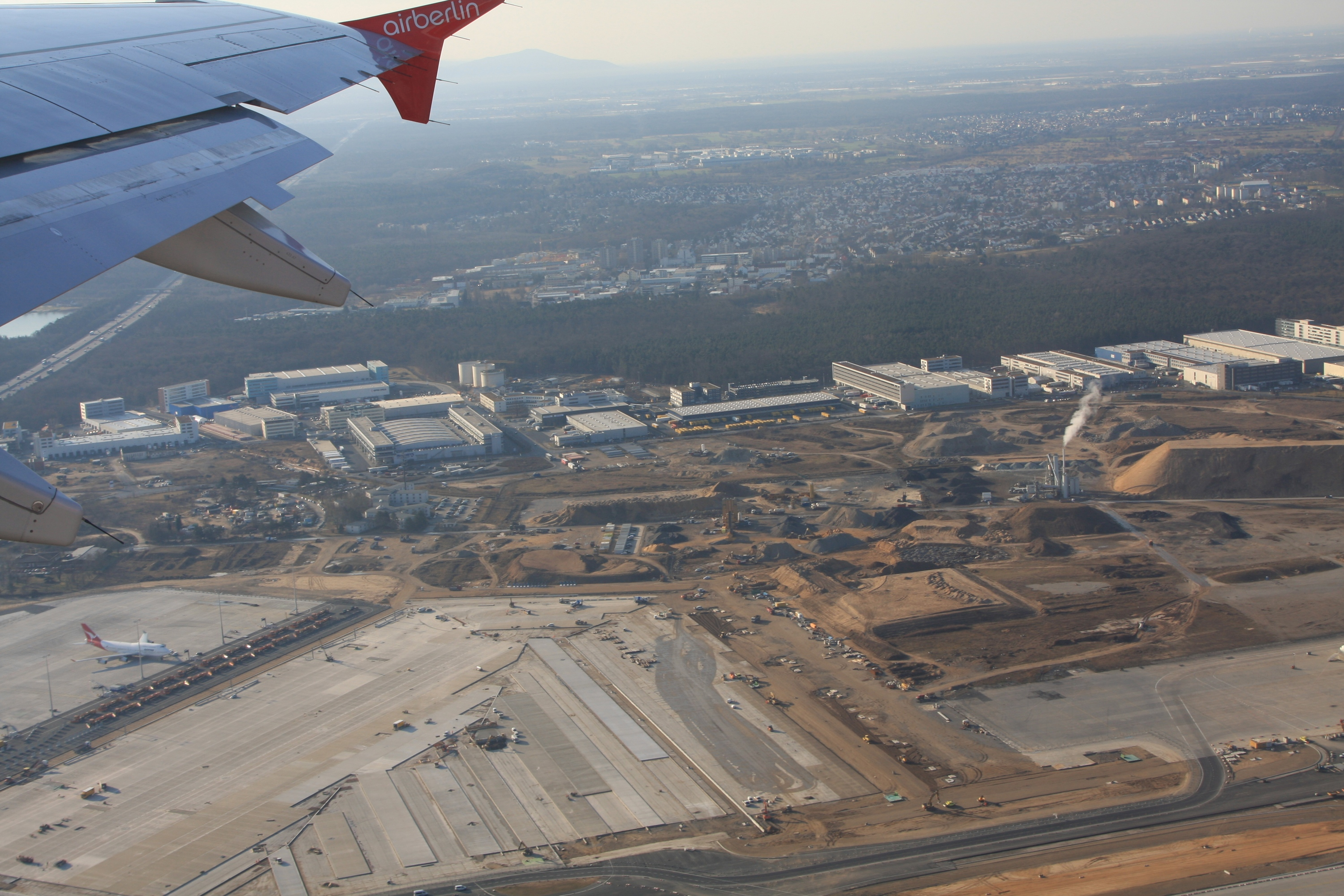
Erste Erdarbeiten zum Bau des neuen Terminal 3

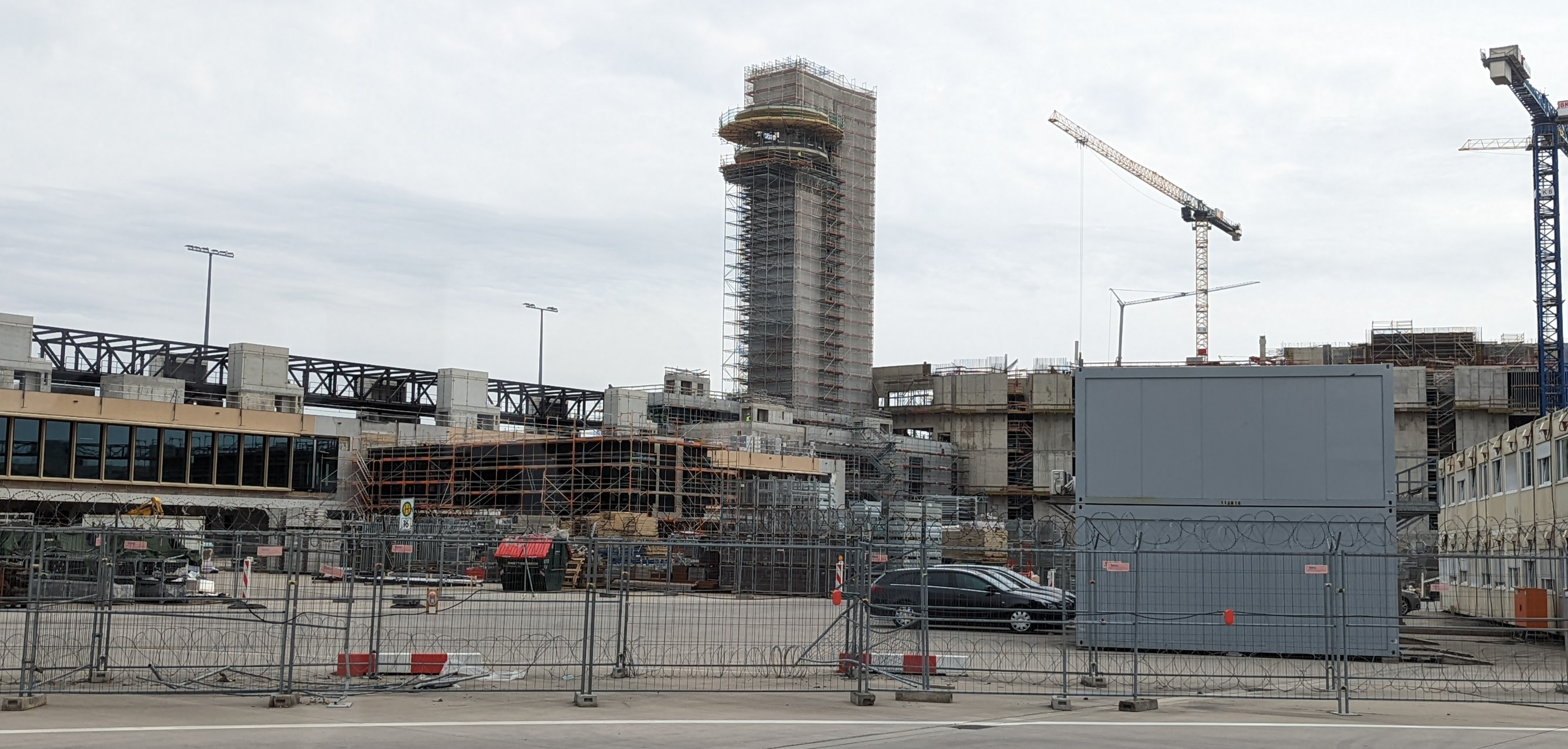
Baufortschritt des Terminal 3 im April 2022

Am 5. Oktober 2015 wurde mit dem ersten Spatenstich der Bau des 3. Terminals begonnen. Die Grundsteinlegung für den Hochbau erfolgte am 29. April 2019. Ein Konsortium aus Siemens, Max Bögl und Keolis hatte die Ausschreibung zur Errichtung des Personen-Transport-Systems gewonnen. Die Konzeption des Terminal 3 wurde von dem Büro Foster and Partners und dem Architekten Christoph Mäckler vorgenommen.
Im Jahr 2019 gab es ca. 514.000 Flugbewegungen mit 70,5 Millionen Passagieren am Frankfurter Flughafen. Nach dem Beginn der COVID-19-Pandemie und dem damit verbundenen Stillstand im Internationalen Reiseverkehr brachen die Passagierzahlen drastisch ein. Im zweiten Pandemiejahr, im Jahr 2021, gab es am Frankfurter Flughafen 262.000 Flugbewegungen. Terminals wurden stillgelegt, um den Aufwand für viel weniger Passagiere zu reduzieren.
Die Baufertigstellung des ersten von zunächst drei geplanten Terminal-3-Flugsteigen erfolgte im Jahr 2022. Er bietet zunächst 13 Gates und 22 Check-in-Schalter. Die bestehende Autobahnanbindung an der Anschlussstelle Zeppelinheim der Bundesautobahn 5 wird durch eine weitere Ausfahrt gesondert für Terminal 3 ergänzt. Eine Anbindung an die Bahnstrecke Mannheim–Frankfurt am Main ist in Arbeit. Mit Stand 2022 ist auch eine Anbindung an das flughafeneigene Gepäck- und Personentransportsystem noch nicht vorhanden.
Terminal 3 soll 2026 in Betrieb genommen werden, wenn die Nachfrage von 2019 wieder erreicht oder überschritten wird. Dann sollen auch die noch fehlenden Systeme und Zubringer vorhanden sein.

## Flughafenanlagen

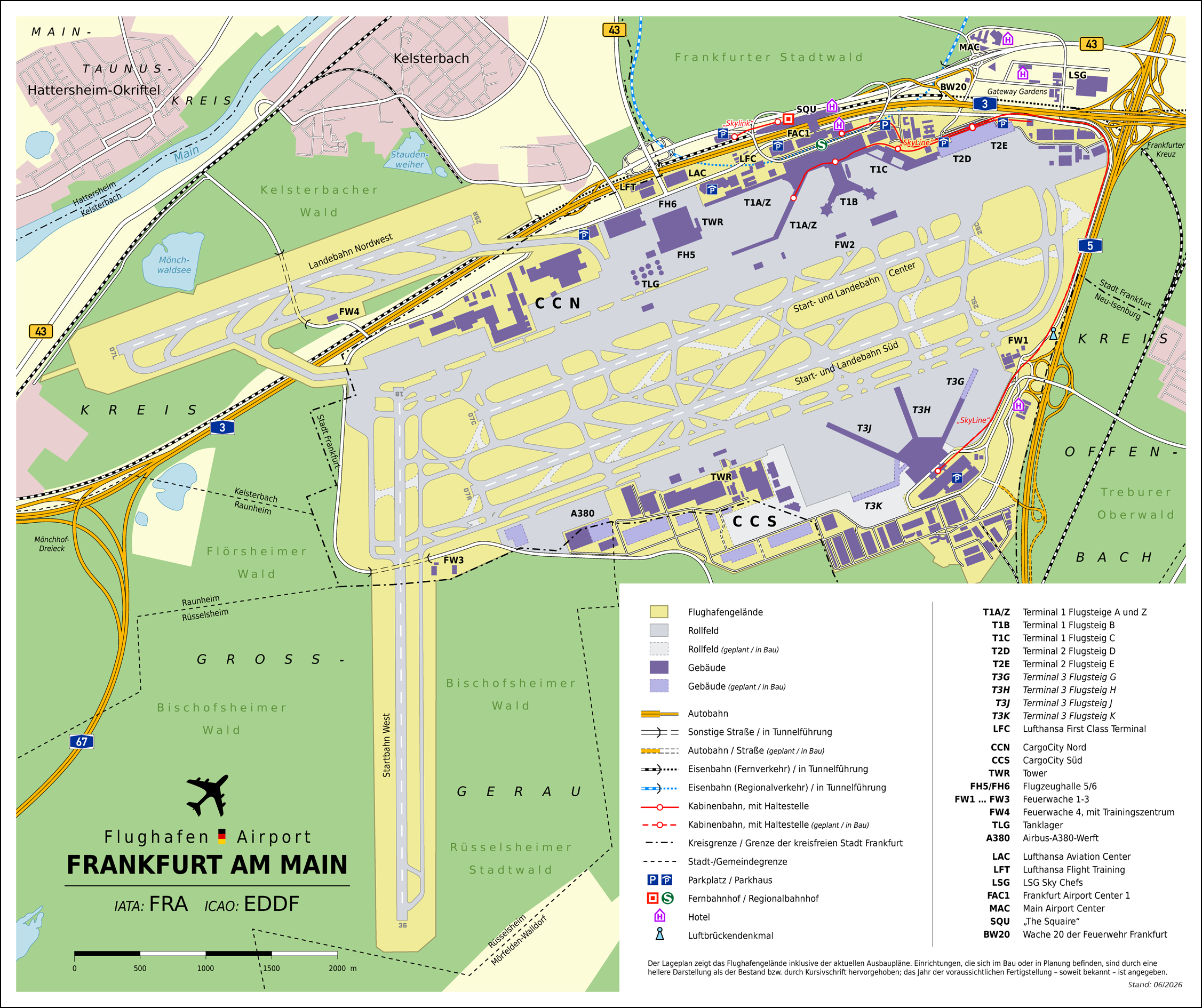
Lageplan mit geplanten und in Bau befindlichen Erweiterungen

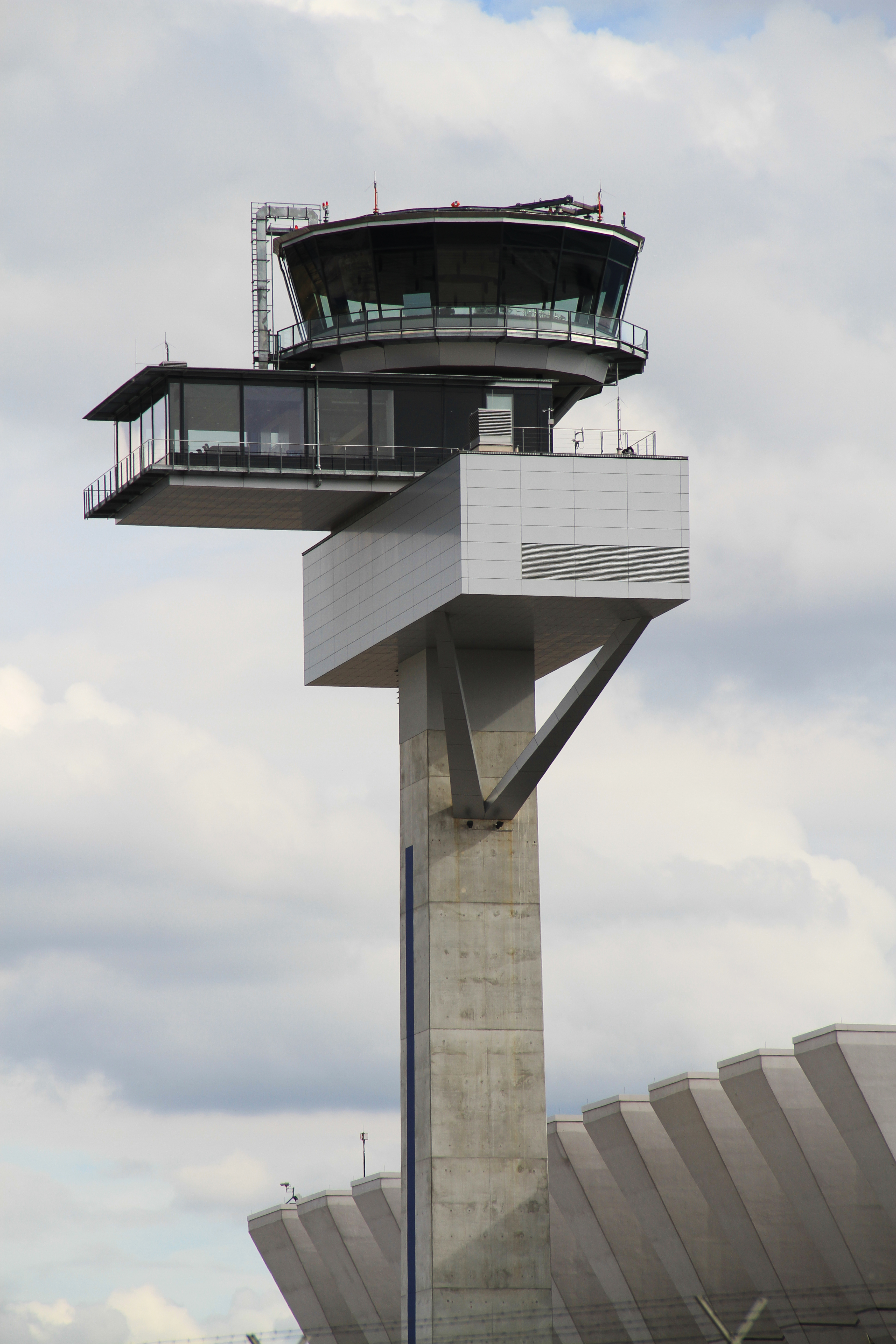
Der im Jahr 2011 in Betrieb gegangene Frankfurter Tower

### Start- und Landebahnen
Das Start- und Landebahnsystem am Frankfurter Flughafen besteht aus vier Bahnen, von denen drei parallel in Ost-West-Richtung ausgerichtet sind und eine in Nord-Süd-Richtung.
| Bezeichnung                           | Maße in Metern | Belag         | Ausrichtung | Inbetriebnahme | Nutzung                                                             |
| ------------------------------------- | -------------- | ------------- | ----------- | -------------- | ------------------------------------------------------------------- |
| 07C/25C (Start- und Landebahn Center) | 4000 × 60      | Asphalt       | Ost-West    | 1936           | hauptsächlich Starts, selten auch Landungen                         |
| 07R/25L (Start- und Landebahn Süd)    | 4000 × 45      | Asphalt       | Ost-West    | 1949           | hauptsächlich Landungen, selten auch Starts                         |
| 18 (Startbahn West)                   | 4000 × 45      | Asphalt/Beton | Nord-Süd    | 1984           | Nur Starts in südlicher Richtung                                    |
| 07L/25R (Landebahn Nordwest)          | 2800 × 45      | Beton         | Ost-West    | 2011           | Nur Landungen (nicht zugelassen für Airbus A380, Boeing 747, MD-11) |

Im Regelbetrieb werden die beiden äußeren Parallelbahnen (07L/25R und 07R/25L) für Landungen und die zentrale Parallelbahn (07C/25C) sowie die Startbahn West (18) für Starts genutzt. Im Februar 2020 erprobt die Deutsche Flugsicherung eine neue Nutzungsvariante der Süd- und Centerbahn. Dabei sollen beide Bahnen nahezu gleich für Landungen und Starts genutzt werden können. Daraus verspricht man sich eine optimierte Nutzungen beider Bahnen. Die Bezeichnung der Bahnen ist von der Gradeinteilung eines Kompasses abgeleitet: Die Startbahn West wird als 18 bezeichnet, da sie fast genau Richtung Süden, also 180 Grad nach dem Kompass, ausgerichtet ist. Die drei Parallelbahnen haben je zwei Bezeichnungen, da sie – im Gegensatz zur Startbahn West – in zwei Richtungen betrieben werden können, wobei 07 für 70 Grad und 25 für 250 Grad stehen. Um die drei Parallelbahnen klar voneinander unterscheiden zu können, werden sie zusätzlich durch ihre geographische Anordnung zueinander bezeichnet mit R (Right/Rechts), C (Center/Mitte) und L (Left/Links). Im Regelbetrieb (auch „Betriebsrichtung 25“ genannt) steuern landende Flugzeuge den Flughafen aus Richtung Osten an und werden entweder auf 25L (Südbahn; aus dieser Richtung gesehen die linke der drei Parallelbahnen) oder auf 25R (Nordwestbahn) gelotst, bei „Betriebsrichtung 07“ landen die Flugzeuge aus Richtung Westen auf 07L (Nordwestbahn; aus dieser Richtung gesehen die linke der drei Parallelbahnen) oder 07R (Südbahn). Die Betriebsrichtung ist abhängig von Windrichtung und Windstärke, da Flugzeuge grundsätzlich gegen den Wind starten und landen sollen. Die Startbahn 18 wird zwar unabhängig von der jeweiligen Betriebsrichtung der drei Parallelbahnen betrieben, jedoch unterliegt sie Einschränkungen, da Starts wegen sich ansonsten kreuzendem Flugverkehr grundsätzlich nur Richtung Süden möglich sind und somit bei starkem Wind aus nördlichen Richtungen nur eingeschränkt oder gar nicht.
Im Jahr 2010 wurden 464.432 Flugbewegungen auf drei Bahnen (Nordbahn, Südbahn, Startbahn West) abgewickelt, was 83 Flugbewegungen in der Stunde entsprach. Mit Inbetriebnahme der Landebahn Nordwest im Oktober 2011 stieg die Kapazität schrittweise bis 2018 auf 104 Flugbewegungen pro Stunde. Langfristig nach Ausbau des Terminal 3 sind maximal 126 Flugbewegungen pro Stunde möglich, was über 700.000 Flugbewegungen bedeutet. Die Kapazitätssteigerung um rund 50 Prozent durch lediglich eine neue Bahn kommt daher, dass nun erstmals unabhängige parallele Anflüge möglich sind. Beim früher bestehenden Parallelsystem war dies nicht möglich, da der räumliche Abstand zwischen Nord- und Südbahn nicht den dafür notwendigen Sicherheitsanforderungen entsprach und Flugbewegungen daher nur zeitlich gestaffelt durchgeführt werden konnten. Allerdings ist hierfür eine Ausnahmegenehmigung des BMVI vonnöten gewesen, da der Abstand für unabhängige Anflüge zwischen der alten Nord- und der Nordwestbahn gemäß ICAO Annex 14 1470 Meter betragen müsste, es zwischen den beiden Bahnen aber nur 1400 m sind.

### Passagierterminals

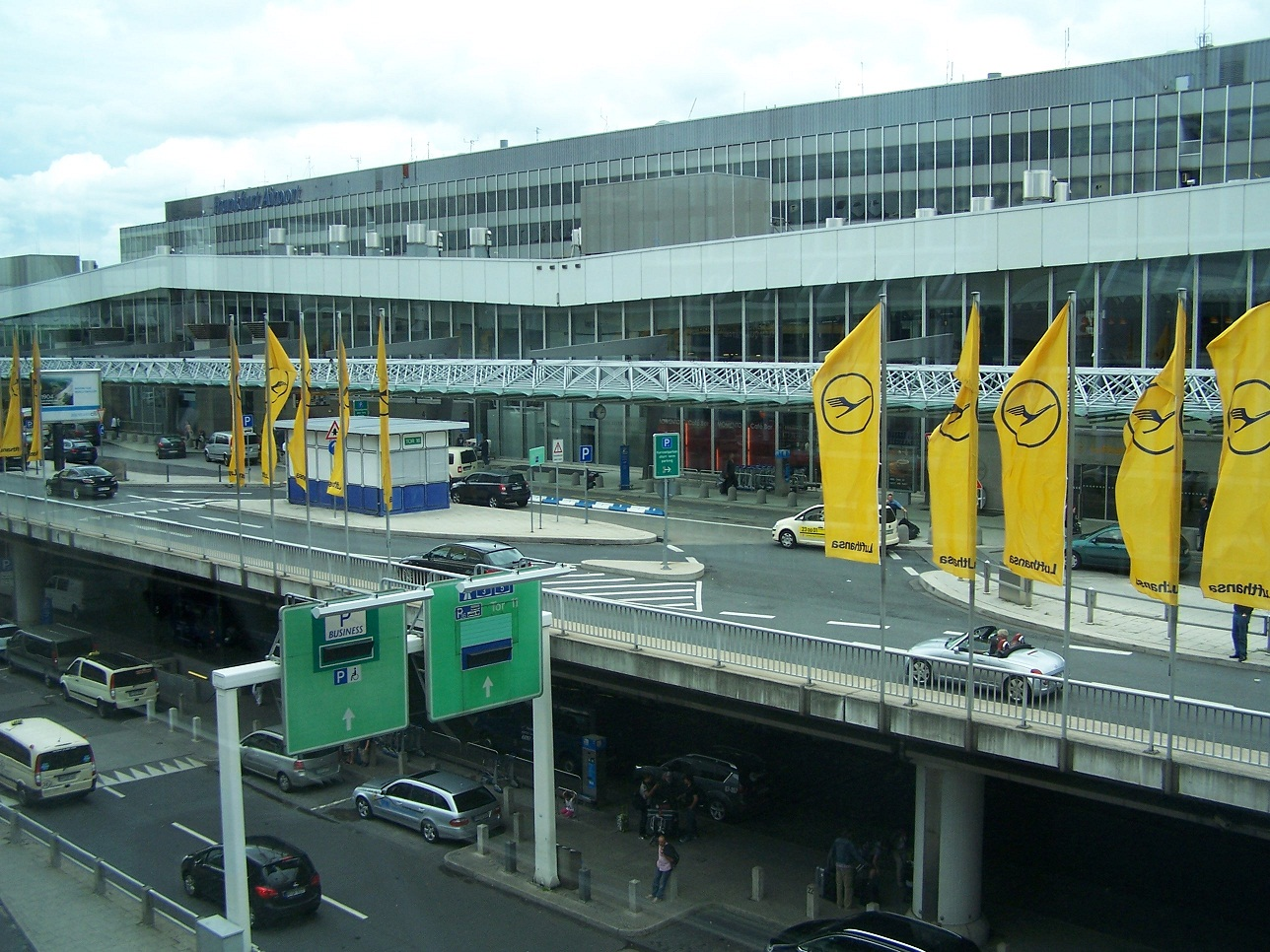
Terminal 1

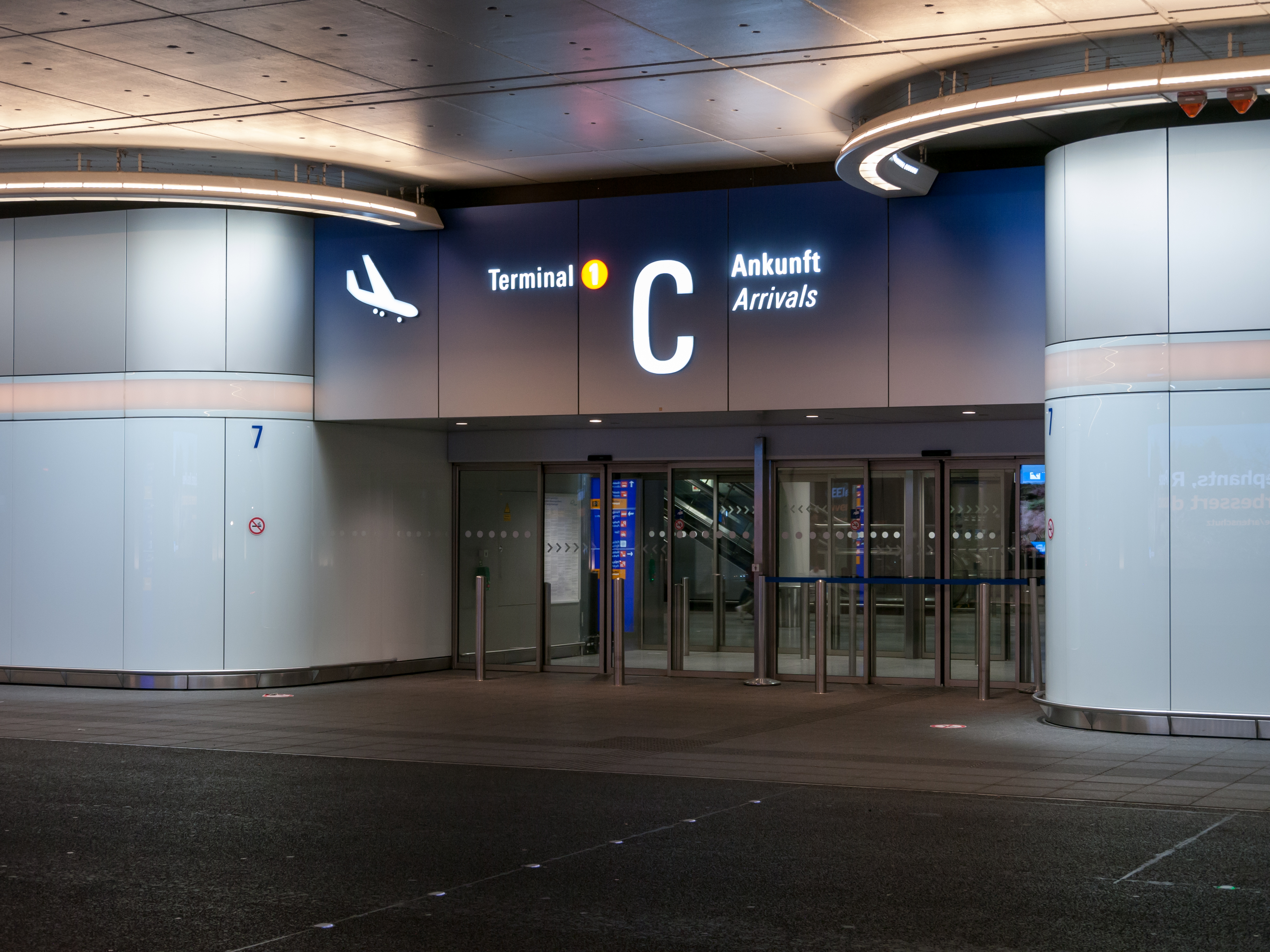
Ausgang Ankunftsbereich C

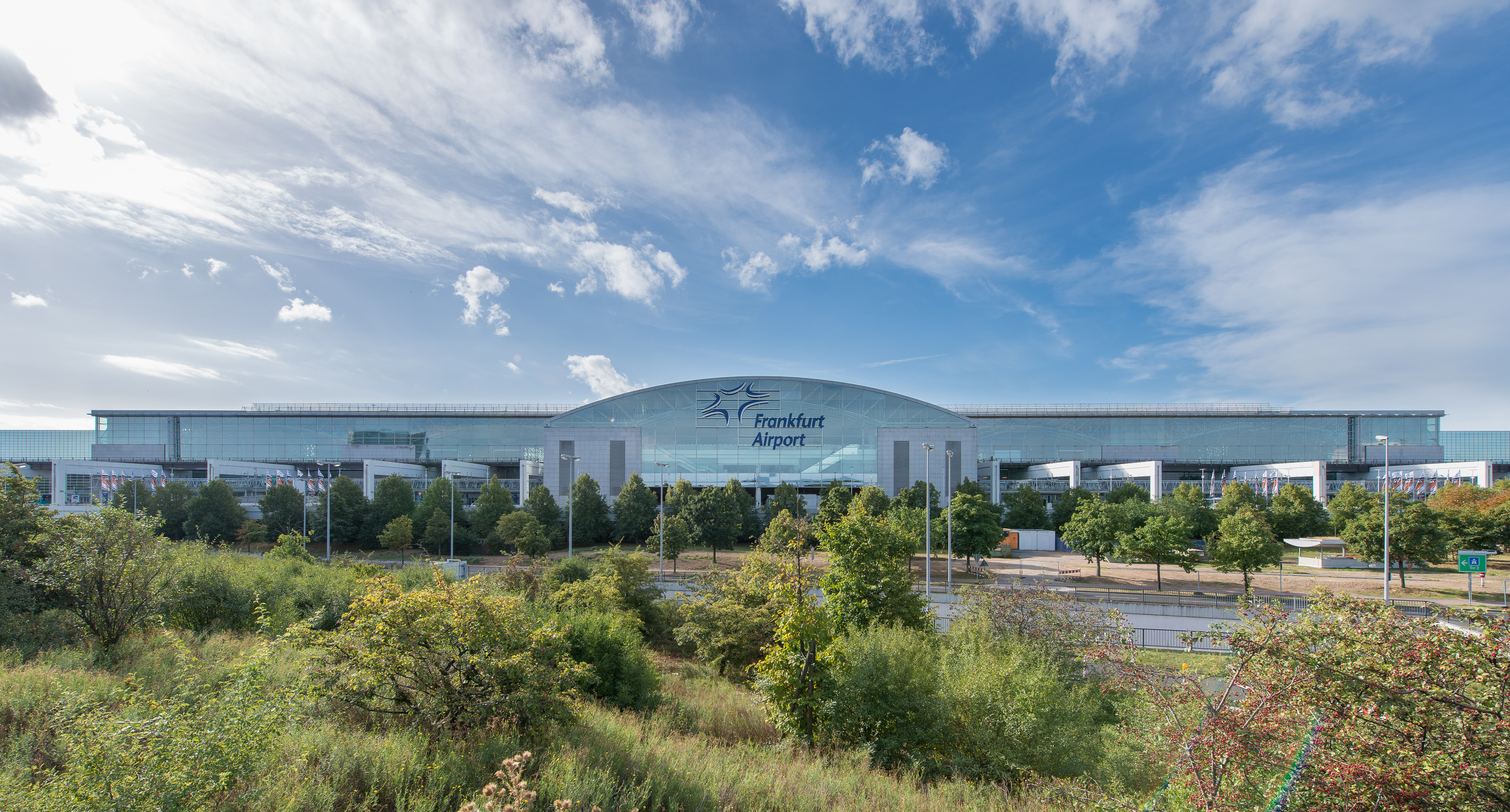
Terminal 2

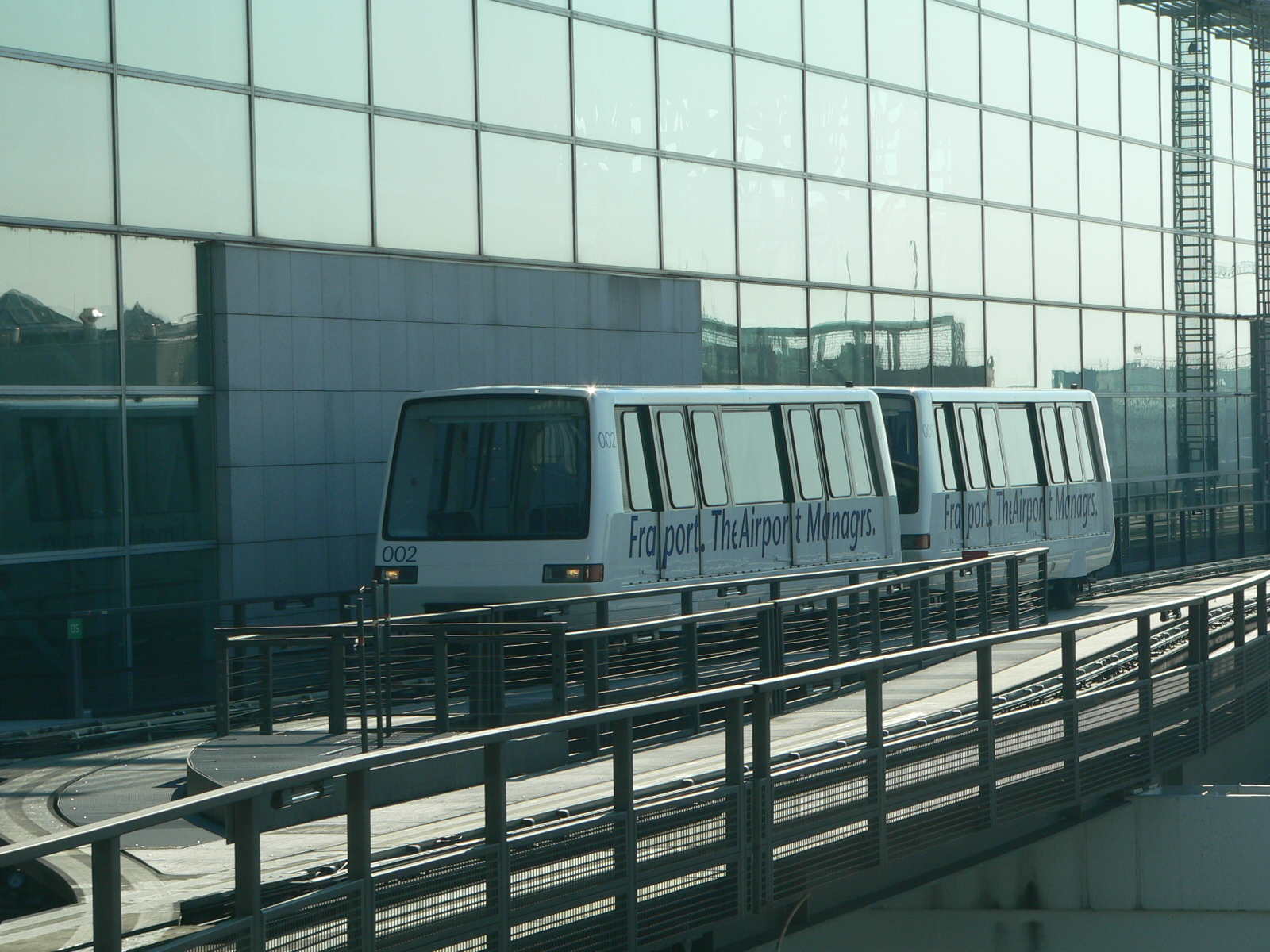
Peoplemover SkyLine am Terminal 2

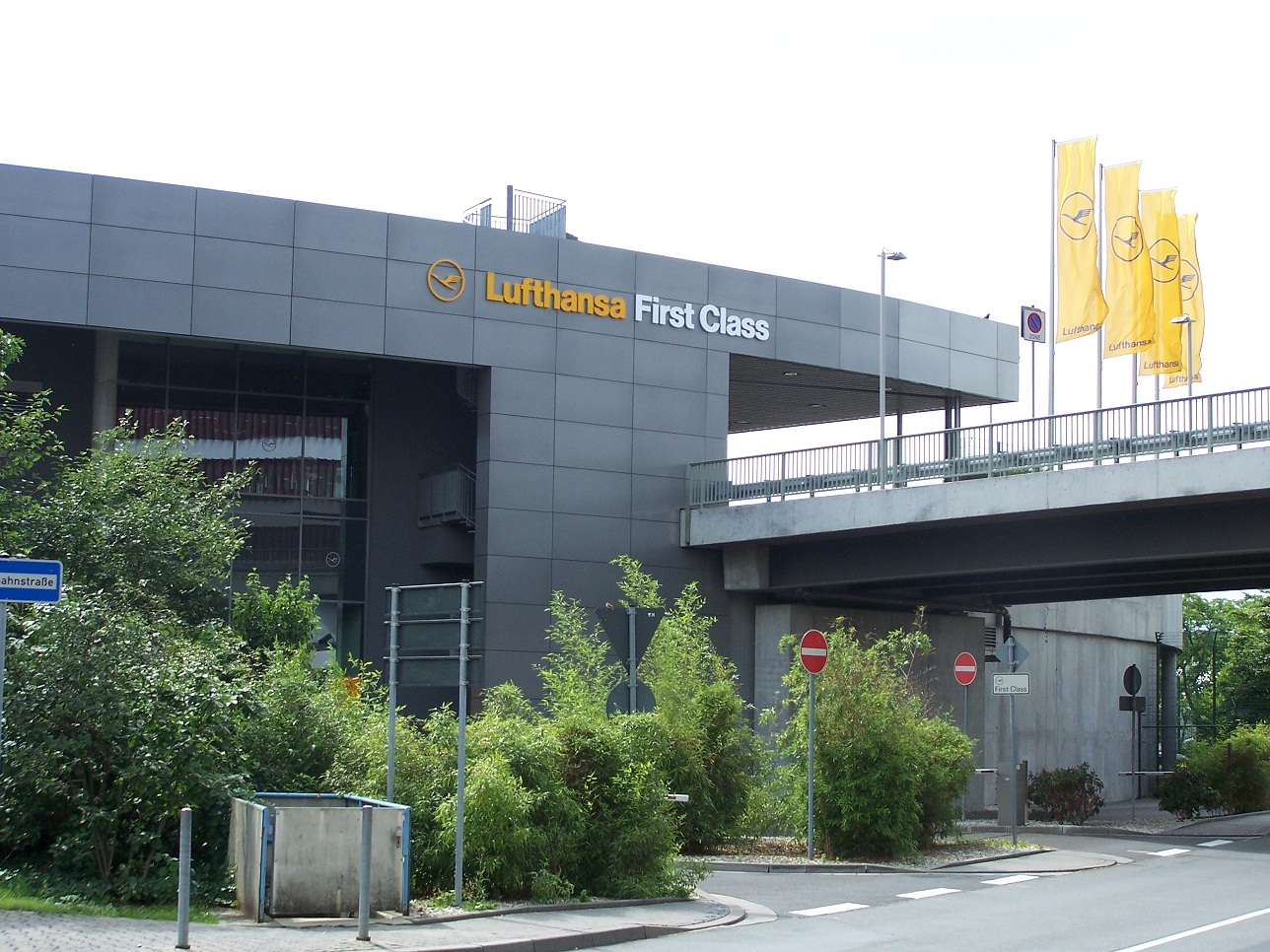
Lufthansa First Class Terminal

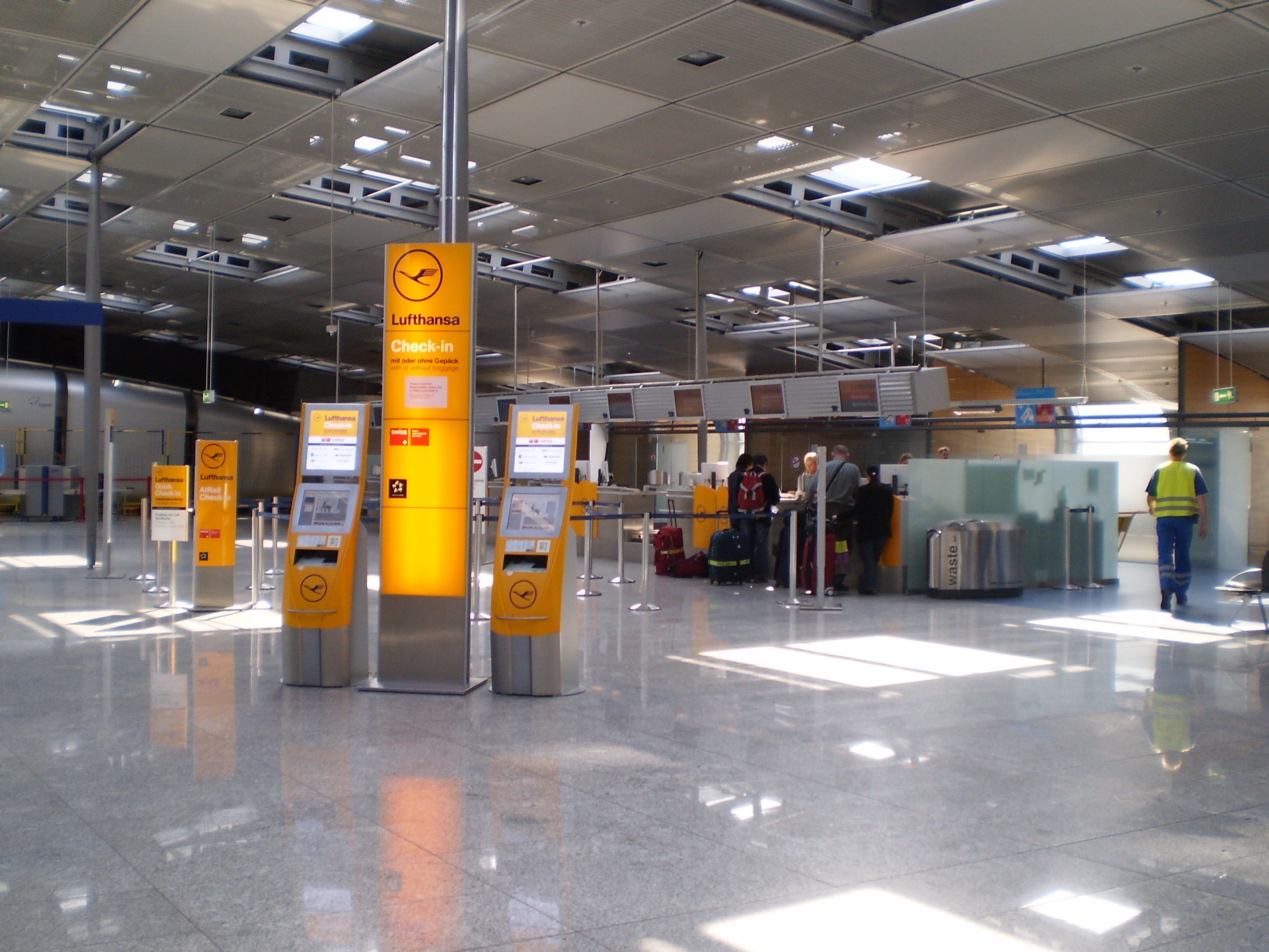
Check-in Bereich im AIRail Terminal

Der Flughafen Frankfurt hat zurzeit zwei große Terminals mit insgesamt fünf Hallen, ein Terminal für Geschäftsreiseflugzeuge sowie ein kleines Terminal für besondere Vielflieger und First-Class-Passagiere der Lufthansa. Das dritte große Passagierterminal wird aktuell im Süden des Flughafens realisiert.
Zwischen den Terminals verkehrt das Personentransportsystem SkyLine, eine Hochbahnlinie mit Haltestellen in Terminal 1 Flugsteige A/Z (nur für Fluggäste, national, Schengen und international), Flugsteige BC (auch für Besucher) und Flugsteig C (nur für Fluggäste, international) sowie Terminal 2 Flugsteige DE. Beide Terminals sind seit 2018 mit einem System zur mobilen Indoornavigation ausgerüstet, das von Passagieren und Gästen mit der Flughafen-App genutzt werden kann.

#### Terminal 1
Im Terminal 1 mit den vier Fluggastbereichen A, B, C und Z werden sämtliche Flüge der Lufthansa sowie deren Tochtergesellschaften (Lufthansa CityLine, Swiss, Austrian Airlines, Brussels Airlines, Discover Airlines) und Partnergesellschaften im Verbund der Star Alliance (u. a. Aegean Airlines, Air Canada, Air China, All Nippon Airways, Egypt Air, Singapore Airlines, South African Airways, Thai Airways International, Turkish Airlines und United Airlines) abgefertigt. Auch Airlines ohne Bezug zur Lufthansa und zur Star Alliance werden im Terminal 1 abgefertigt, darunter El Al und seit dem Zusammenschluss auch LATAM Airlines.
Es ist das ältere und größere der beiden Hauptterminals mit einer Kapazität von ca. 40 Millionen Passagieren pro Jahr. Der Name lautete zunächst Terminal Mitte, um es vom Terminal Ost (vorher Empfangsanlage Ost) zu unterscheiden. Der alte Tower (Inbetriebnahme 1956) wurde in den Bau integriert. 1972 wurde das Terminal offiziell eröffnet, gleichzeitig wurde hier als eine der ersten vergleichbaren Anlagen weltweit die vollautomatische Gepäckförderanlage in Betrieb genommen. Frankfurt hat aufgrund seines überdurchschnittlichen Transitverkehrsanteils hier einen besonderen Bedarf. Mit ihrer heutigen Netzlänge von 70 Kilometern gilt die Anlage hinsichtlich Größe, Kapazität, Leistung und einer Zuverlässigkeitsquote von 99,6 Prozent noch heute als weltweit einmalig. Mit einer Fördergeschwindigkeit von bis zu fünf Meter pro Sekunde gelangen pro Stunde ca. 18.000 Gepäckstücke auf Unterflurwegen an einen von insgesamt 78 Ausladeplätzen. Im Jahr werden ca. 38,5 Millionen Gepäckstücke mittels Gepäckwannen über 6000 Gurtbahnen und 6700 Rollbänder mit 2420 Kurven und 1100 Weichen befördert. 650 Decoder (Lesestellen) entlang der Förderbahnen identifizieren die zielcodierten Gepäckwannen und gewährleisten so den pünktlichen reibungslosen Betrieb.
2006 bis 2009 wurde das in die Jahre gekommene Terminal umfassend modernisiert und ausgebaut: Die Halle C wurde durch ein zusätzliches Gebäude nach Osten erweitert, um weitere vier Millionen Passagiere abfertigen zu können. Der Übergang zwischen Terminal 1 und Terminal 2 (der sogenannte C/D-Riegel) wurde erweitert, um weitere Abfertigungspositionen für den Airbus A380 zu erhalten. Im Bereich der Halle B werden die Flugsteige B-West und B-Ost neu konzipiert, um behördlichen Auflagen (Brandschutzbestimmungen, Umsetzung der EU-Vorgaben zur räumlichen Trennung von ankommenden und abfliegenden Passagieren) zu entsprechen. In allen drei Abfertigungshallen entstanden zudem neue Flächen für Gastronomie und Shopping. Ebenfalls wurde ein Anbau an Halle A realisiert, um neue Kontrollspuren aufstellen zu können. Somit sollen die bestehenden überlasteten Sicherheitskontrollen entlastet werden.

#### Terminal 2
Im Terminal 2 mit den Fluggastbereichen D und E sind die meisten Fluggesellschaften der Allianzen Oneworld (u. a. American Airlines, British Airways, Cathay Pacific, Iberia, Japan Airlines, Royal Jordanian) und SkyTeam (u. a. Air France, China Southern Airlines, Delta Air Lines, ITA Airways, KLM Royal Dutch Airlines, Vietnam Airlines) sowie weitere Gesellschaften wie Emirates, Etihad Airways vertreten.
Das 1994 eröffnete zweite Hauptterminal entstand auf dem Gelände des ehemaligen Terminal Ost und bietet Kapazität für ca. 15 Millionen Passagiere pro Jahr. Das Terminal 2 ist ein im Gegensatz zu Terminal 1 heller und transparenter Bau, der zu großen Teilen aus Stahl und Glas besteht. Die Konzeption des Gebäudes wurde von JSK erstellt, die 1990 ein Wettbewerbsverfahren gewannen.

#### Terminal 3
Terminal 3 wurde in einem ersten Bauabschnitt von 2019 bis 2022 errichtet. Der erste von bis zu vier Flugsteigen verfügt über 13 Gates und 22 Check-in-Schalter. Jährlich können dort bis zu fünf Millionen Gäste abgefertigt werden. Stand 2022 ist die Anreise ausschließlich über die Straße (Bundesautobahn 5) möglich. Eine Anbindung an die Bahnstrecke Mannheim–Frankfurt am Main ist vorgesehen. Die geplante Eröffnung des Terminals ist 2026, danach können dort bis zu 19 Millionen Fluggäste pro Jahr abfliegen und ankommen.

#### Lufthansa-First-Class-Terminal
In der Nähe von Terminal 1 steht Fluggästen von Lufthansa, Swiss und Austrian Airlines mit einer First-Class-Bordkarte sowie Vielfliegern mit dem höchsten Status (Miles & More HON-Circle) ein eigenes Terminal zur Verfügung. Das Terminal wurde vom Architekturbüro Hollin+Radoske entworfen und verfügt über eine Ausstattung, die über die herkömmlicher Lounges hinausgeht. Passagiere dieses Terminals werden durch einen Chauffeurservice zwischen Terminal und Flugzeug transportiert.

#### General Aviation Terminal
Das General Aviation Terminal des Frankfurter Flughafens befindet sich im Süden. Es ist für jegliche Geschäftsreiseflugzeuge, unabhängig von der Größe, gedacht und bietet ein hohes Maß an Diskretion im Vergleich zu den herkömmlichen Terminals, da die Reisenden unter anderem von einer Limousine an ihrem Flugzeug abgeholt und zum General Aviation Terminal gebracht werden. Meistens verkehren hier Passagiere mit einem hohen Status wie Regierungsvertreter, Vorstände, Sportler, Filmgrößen oder Personen des öffentlichen Lebens. Des Weiteren werden Transporte von hoher Wichtigkeit wie Organe oder Rettungsflüge ebenfalls vom General Aviation Terminal bedient.

#### AIRail Terminal
In dem Übergang zwischen Fernbahnhof und Terminal 1 befindet sich ein Bereich, der als AIRail Terminal bezeichnet wird. Die dortigen Lufthansa- bzw. Fraport Check-in-Schalter sind zur Aufgabe des Gepäcks von Passagieren vorgesehen, die mit dem Lufthansa Express Bus aus Straßburg oder mit der Bahn anreisen und deren Flugbuchung einen AIRail-Abschnitt beinhaltet. Respektive erfolgt auch die Gepäckausgabe für solche Passagiere im AIRail Terminal.

### Frachtterminal

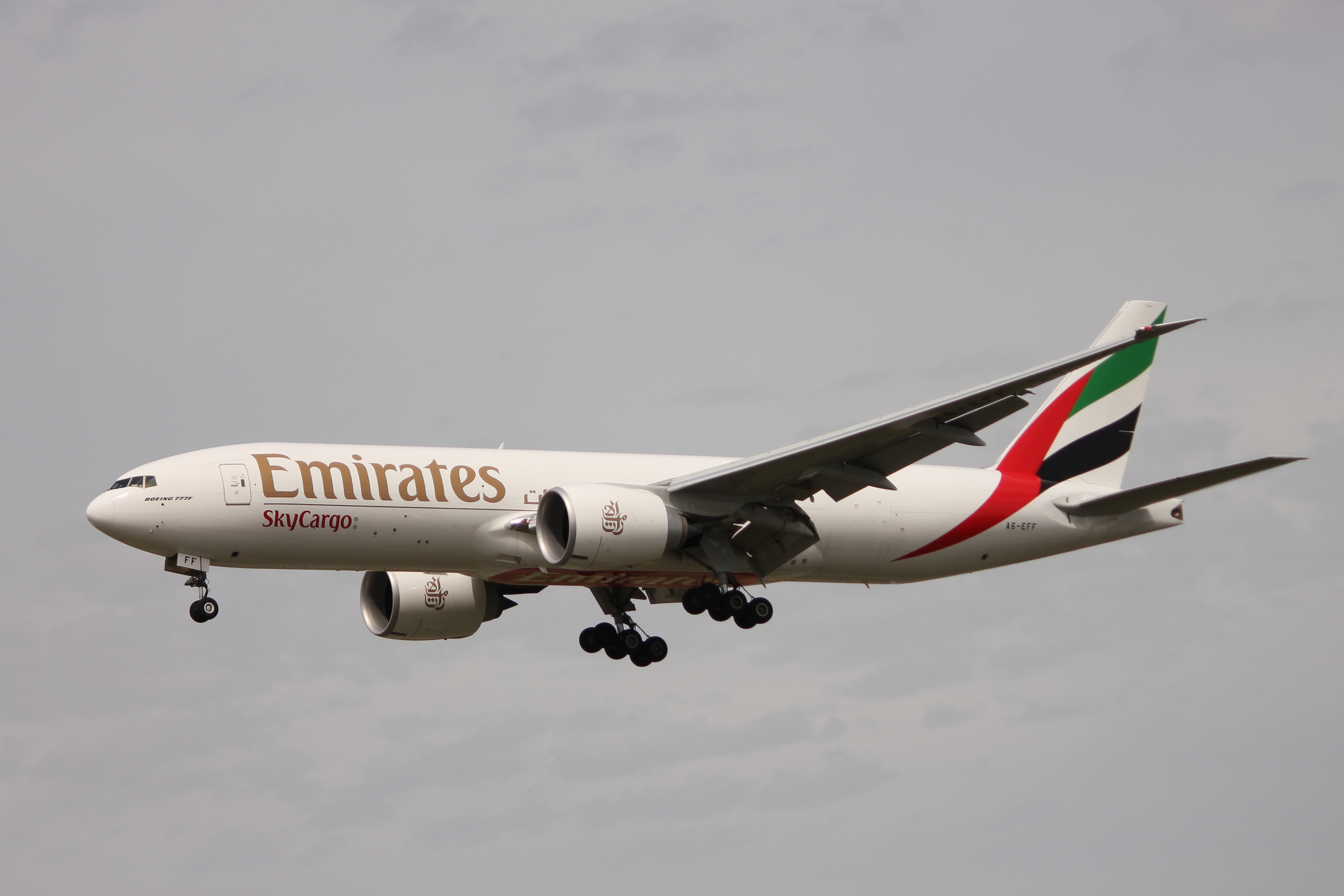
Emirates SkyCargo Maschine landet am Flughafen Frankfurt Main

Mit seinen Logistik-Einrichtungen für Luftfracht ist der Frankfurter Flughafen als zweitgrößter multimodaler Verkehrsflughafen in Europa eingestuft. Im Jahr 2010 wurden via Frankfurt 2.231.348 Tonnen Luftfracht transportiert, womit der Flughafen das siebthöchste Frachtaufkommen weltweit hatte. Die hier angesiedelten international agierenden und distributierenden Logistik-Unternehmen stellen die Vernetzung zwischen Luft-, Land- und Seeweg sicher. Angesiedelt sind die Unternehmen in zwei räumlich voneinander getrennten Bereichen des Flughafengeländes in der Cargo City Süd und in der Cargo City Nord.

#### Cargo City Süd
Die 98 Hektar große CargoCity Süd teilt sich in ein Frachtzentrum für Abfertigungsdienstleister und ein Speditionszentrum als zentralen Verlade- und Distributionsort. Seit 1996 haben sich hier zahlreiche Logistikunternehmen angesiedelt, unter anderem DHL Global Forwarding Freight, Kühne + Nagel (AG & Co.) KG, Air China, LUG Aircargo Handling (Emirates, Japan Airlines, Korean Air, Cargolux, Aegean Airlines, Delta Air Lines, Siberian Airlines, South African Airways, Uzbekistan Airways), Cathay Pacific und Fraport Cargo Services. Bis 2020[veraltet] soll die Cargo City Süd um weitere 27 Hektar wachsen.

#### Cargo City Nord
Die Cargo City Nord im nordwestlichen Flughafenbereich ist der Hauptsitz von Lufthansa Cargo (Lufthansa Cargo Center), außerdem befinden sich hier das Perishable Center für Frischwarentransporte und die Animal Lounge für Tiertransporte. Das Perishable Center hat drei Anteilseigner: 50 Prozent hält der Lebensmittellogistiker Nagel-Group, 40 Prozent die Dettmer Group aus Bremen und zehn Prozent der Flughafenbetreiber Fraport AG.

### Nutzungsentgelte
Für die Nutzung des Flughafens sieht die Entgeltverordnung rund 150 Einzelpreise vor. Die Gesamt-Entgelte für den Turnaround einer A380 betragen 12.000 Euro.

#### Parkplätze
In zwei Parkhäusern stehen insgesamt 15.000 überdachte Parkplätze zur Verfügung. Weitere 2.100 nicht überdachte Parkplätze befinden sich auf dem weiter entfernten „Holiday-Parking“-Gelände (Transfer zu den Terminals via kostenlosem Shuttlebus). Das neugebaute „Holiday-Parking“-Gelände befindet sich auf dem Flughafengelände und ist lediglich über das Tor 31 zum Betriebsbereich zu erreichen. Ferner ist die Zufahrt nur mit Onlinebuchung möglich. Im Zuge des Flughafensausbaus Terminal 3 entstehen bis zum Jahr 2023 weitere 8.500 Parkplätze.

### Kerosinversorgung
Der Flughafen ist für die Kerosinversorgung an das militärische Central Europe Pipeline System direkt angeschlossen.
Außerdem versorgen rein zivile Kerosinpipelines den Flughafen: Zwei Pipelines führen zu einem Tanklager am Hafen Gustavsburg, das per Schiff und per Pipeline aus Rotterdam mit Kerosin versorgt wird, zwei weitere Pipelines führen zum Hafen Kelsterbach und eine Pipeline führt zu einem Tanklager in Raunheim.
Eine Anlage zur Produktion von E-Fuel ist geplant.

## Sicherheit
Laut Auskunft des Flughafenbetreibers besitzt der Flughafen die größte Flughafenklinik der Welt und weil immer mehr Kinder alleine reisen, gibt es für sie eine eigene Lounge.
Wie von der ICAO vorgeschrieben, betreibt Fraport eine eigene Werkfeuerwehr, die Flughafenfeuerwehr Frankfurt am Main. Sie beschäftigt über 300 hauptamtliche Kräfte, die in drei Feuerwachen auf dem Flughafengelände stationiert sind. Im Alarmfall können die Einsatzkräfte innerhalb von maximal 180 Sekunden an der Einsatzstelle eintreffen. Zusätzlich sind mehrere Rettungswagen auf einer flughafeneigenen Rettungswache stationiert.
Im September 2023 wurde im Bereich A des Terminals 1 der weltweit erste Walk-Through-Sicherheitsscanner für eine Test- und Evaluierungsphase von sechs Monaten in Betrieb genommen. Er erlaubt den Passagieren das Durchlaufen bei normaler Geschwindigkeit und ohne Stop. Der Scanner durchdringt mit Millimeterwellen auch dickere Oberbekleidung, so dass das Ablegen von Kleidungsstücken überflüssig wird und identifiziert mittels KI-basierter Software nicht nur metallische, sondern auch nicht metallische gefährliche Objekte, die auf einem geschlechtsneutralen Avatar angezeigt werden. Auch kommen hier für die Gepäckkontrolle erstmals CT-Scanner zum Einsatz, welche die Geschwindigkeit der Kontrollspuren nochmals erhöhen konnten.
Deutschlandweit einzigartig ist, dass seit 2023 die Durchführung der Passagierkontrollen nicht mehr durch die Bundespolizei, sondern durch den Flughafenbetreiber Fraport erfolgt.

## Zwischenfälle
- Am 4. Januar 1938 stürzte eine Junkers Ju 52 der Lufthansa (Deutsches Reich) aus Mailand (Luftfahrzeugkennzeichen D-ABUR) im Schneetreiben beim Anflug über dem Rollfeld ab. Alle drei Passagiere sowie alle drei Besatzungsmitglieder kamen dabei ums Leben.[90][91]

- Am 15. Oktober 1946 wurde eine Douglas DC-3/C-47A-90-DL der United States Army Air Forces (USAAF) (43-15647) bei einem Startunfall auf dem Flughafen Frankfurt irreparabel beschädigt. Über Personenschäden ist nichts bekannt.[92]

- Am 20. Februar 1947 hatten die Piloten einer Douglas DC-3/C-47B-10-DK der Französischen Luftstreitkräfte (FrAF 349048) versucht, bei Nebel auf dem Flughafen Frankfurt zu landen. Als der Treibstoff verbraucht war, stürzte die Maschine 8 Kilometer südöstlich des Flughafens ab. Alle 4 Besatzungsmitglieder wurden getötet.[93]

- Am 18. Oktober 1948 flog eine Douglas DC-4/C-54D der United States Air Force (USAF) (42-72688) während des Anflugs auf den Flughafen Frankfurt in die Berge des Taunus. Die Maschine kollidierte etwa 20 Kilometer nördlich vom Zielflughafen mit Bäumen. Das Flugzeug war für die Berliner Luftbrücke im Einsatz und befand sich auf dem Rückweg vom Flughafen Berlin-Tempelhof. Bei diesem CFIT (Controlled flight into terrain) wurden alle drei Besatzungsmitglieder getötet.[94]

- Am 11. Dezember 1948 flog eine Douglas DC-4/R5D-3 der United States Navy (US Navy) (Bu 56502) auf dem Rückweg vom Flughafen Berlin-Tempelhof im Anflug auf den Flughafen Frankfurt während der Berliner Luftbrücke 1,6 Kilometer südlich von Königstein in den Taunus. Fünf der sechs Insassen überlebten, einer wurde getötet.[95]

- Am 12. Januar 1949 stürzte eine Douglas DC-4/C-54D-5-DC der United States Air Force (USAF) (42-72629) beim Anflug vier Kilometer östlich des Zielflughafens Frankfurt ab. Das Flugzeug war für die Berliner Luftbrücke im Einsatz und befand sich auf dem Rückweg von Berlin, als es in einen Schneesturm geriet. Alle 3 Besatzungsmitglieder kamen ums Leben.[96]

- Am 28. Januar 1952 stürzte eine Fairchild C-82A Packet der United States Air Force (45-57791) über dem damals noch dünn besiedelten südlichen Teil von Raunheim ab. Bei dem Unfall verloren drei Menschen am Boden ihr Leben. Die fünfköpfige Besatzung der hatte sich zuvor mit dem Fallschirm gerettet (siehe auch Flugzeugabsturz von Raunheim).[97][98]

- Am 22. März 1952 gegen 10:50 Uhr verunglückte eine Passagiermaschine des Typs Douglas DC-6 der niederländischen Fluggesellschaft KLM (PH-TPJ) während des Landeanfluges zwischen Sachsenhausen und Neu-Isenburg. Nach der Kollision mit Bäumen ging das Wrack in Flammen auf. Dabei kamen 45 Insassen ums Leben, 36 Passagiere und neun Mitglieder der Besatzung, nur zwei Personen überlebten schwer verletzt. Es war der bis dahin schwerste zivile Flugunfall in Deutschland. Das Flugzeug war auf dem Weg von Johannesburg über Rom nach Amsterdam und sollte in Frankfurt zwischenlanden (siehe auch KLM-Flug 592).[99]

- Am 14. Oktober 1953 verunglückte eine Convair CV-240 der Sabena (OO-AWQ) auf dem Flug von Frankfurt nach Brüssel. Kurz nach dem Abheben stürzte das Flugzeug aus geringer Höhe 2150 Meter hinter dem Ende der Startbahn in den Kelsterbacher Wald in der Nähe der Okrifteler Straße. Alle 44 Insassen – 40 Passagiere und 4 Besatzungsmitglieder – kamen dabei ums Leben. Es war der schwerste Unfall einer Convair CV-240, gemessen an der Anzahl der Todesopfer. Die Motoren des Flugzeugs hatten beim Start an Leistung verloren infolge eines starken Bleiansatzes an den Zündkerzen, der Zündaussetzer zur Folge hatte. Die Piloten hatten den Startversuch trotz der mangelhaften Motorleistung fortgesetzt (siehe auch Flugunfall der Sabena bei Kelsterbach).[100]

- Am 30. Oktober 1961 wurde eine Vickers Viscount 736 der British United Airways (G-AODH) auf dem Flug von Berlin-Tempelhof zum Flughafen Frankfurt irreparabel beschädigt. Nachdem der Kapitän in schlechter Sicht unter die vorgeschriebene Entscheidungshöhe geflogen war, schlug die Maschine bei einem Durchstartversuch neben der Landebahn auf. Alle vier Besatzungsmitglieder und 16 Passagiere überlebten den Unfall.[101][102]

- Am 4. Dezember 1961 stürzte eine Boeing 720 der Lufthansa (D-ABOK) auf einem Trainingsflug von Frankfurt nach Köln/Bonn drei Minuten nach dem Start bei Ebersheim ab. Die drei Insassen kamen bei dem Absturz, dessen Ursache nicht ermittelt werden konnte, ums Leben (siehe auch Absturz einer Boeing 720 der Lufthansa 1961).[103]

- Am 21. Januar 1967 wurde eine Douglas DC-4/C-54A der britischen Air Ferry (G-ASOG) im Anflug auf den Flughafen Frankfurt Main rund 2700 Meter vor der Landebahn in den Wald geflogen. Die Maschine kam als Frachtflug im Auftrag von Lufthansa und British European Airways vom britischen Flughafen Manchester. Die beiden Piloten wurden getötet. Als Hauptursachen für den Verlust der Höhenorientierung der Piloten wurden eine falsche Einstellung der Höhenmesser sowie die zeitlich falsche Nutzung der Checkliste ermittelt (siehe auch British-European-Airways-Flug 200).[104][105][106][107]

- Am 21. Februar 1970 explodierte 20 Minuten nach dem Start eine in einem Postkorb versteckte Bombe an Bord einer Sud Aviation Caravelle (OE-LCU) der Austrian Airlines während des Fluges von Frankfurt am Main nach Wien mit 33 Passagieren und fünf Besatzungsmitgliedern an Bord. Die Bombe riss dabei ein ca. 0,5 Quadratmeter großes Loch in die Unterseite des Rumpfes. Die Piloten konnten aber trotz des Loches sicher am Flughafen Frankfurt Main landen. Keine der 38 Personen an Bord wurde verletzt. Die Volksfront für die Befreiung Palästinas bekannte sich zu diesem Anschlag. Das Paket mit der Bombe war eigentlich für eine El-Al-Maschine, die von Frankfurt nach Tel Aviv flog, vorgesehen.[108]

- Am 22. Januar 1971 verunglückte eine Beechcraft King Air B90 der Wanne-Eickeler Baufirma Heitkamp (D-ILTU). Auf einem Flug vom Flughafen Frankfurt zum Heeresflugplatz Fritzlar wurde das Flugzeug 19 Kilometer nördlich vom Startflughafen in einer Höhe von 650 Metern im Nebel gegen den 798 Meter hohen Altkönig im Taunus geflogen. Durch diesen CFIT (Controlled flight into terrain) kamen alle sechs Insassen ums Leben, beide Piloten und vier Passagiere, darunter die beiden Wattenscheider Politiker Erwin Topp und Georg Schmitz.[109]

- Am 12. März 1979 kollidierte eine Sud Aviation Caravelle III der Air France (F-BHRL) beim Rollen auf dem Flughafen Frankfurt mit einer stabilen Bau-Absperrung. Ein Tragflächenende wurde so weit aufgerissen, dass etwa 500 kg Treibstoff ausliefen. Der Kapitän hatte schwungvoll eine S-Kurve der Leitlinie geschnitten. Alle 41 Insassen, sechs Besatzungsmitglieder und 35 Passagiere, blieben unverletzt. Das Flugzeug wurde aufgrund seines Alters von 19 Jahren als irreparabel eingestuft und verschrottet.[110]

- Am 22. Mai 1983 stürzte während einer Flugschau einer von fünf kanadischen Düsenjägern des Typs CF-104 Starfighter (CAF 104813) auf der Bundesstraße 44 in Höhe des Waldstadions ab. Der Pilot rettete sich mit dem Schleudersitz. Fünf der sechs Insassen eines Autos verbrannten bei dem Absturz, die sechste Insassin erlag 81 Tage später ihren schweren Verletzungen. Als Ursache wird menschliches Versagen vermutet (siehe auch Flugtagunglück von Frankfurt).[111]

- Am 19. Juni 1985 um 14:42 Uhr explodierte in der Abflughalle B des Terminals 1 eine Bombe in einem Abfallbehälter. Dabei wurden drei Menschen getötet, 42 andere zum Teil schwer verletzt. Eine weitere Person starb wenige Tage später an den Folgen des Anschlages. Es ist bis dato der größte Anschlag auf einen deutschen Flughafen. In den Tagen danach kam es zu der größten bisher registrierten Anzahl unterschiedlicher Bekennerschreiben.[112] Die Täter oder Verantwortlichen wurden bis heute (Stand Januar 2019) nicht beweiskräftig ermittelt.[113] Die Polizei macht die Abu-Nidal-Organisation (ANO), eine terroristische Abspaltung der PLO, für den Anschlag verantwortlich. Als Drahtzieher gelten Abu Nidal und Khaled Ibrahim Mahmood, der wegen des Anschlags auf den Flughafen Rom-Fiumicino im Dezember 1985 eine langjährige Haftstrafe verbüßen musste. Die drei weiteren mutmaßlichen Attentäter werden bis heute per Haftbefehl gesucht (siehe auch Sprengstoffanschlag auf dem Flughafen Frankfurt).[114]

- Am 11. Juni 2018 wurde ein Airbus A340-300 der Lufthansa (D-AIFA) durch einen Brand eines Schleppfahrzeuges im Bugbereich schwer beschädigt. Durch das Feuer schmorte der Rumpf im unteren Bereich großflächig durch. Da das Flugzeug beim Schleppvorgang unbesetzt war, gab es keine Verletzten.[115] Der 18 Jahre alte A340-300 wurde abgeschrieben.[116]

## Fluggesellschaften und Flugzeuge

### Übersicht der Fluggesellschaften

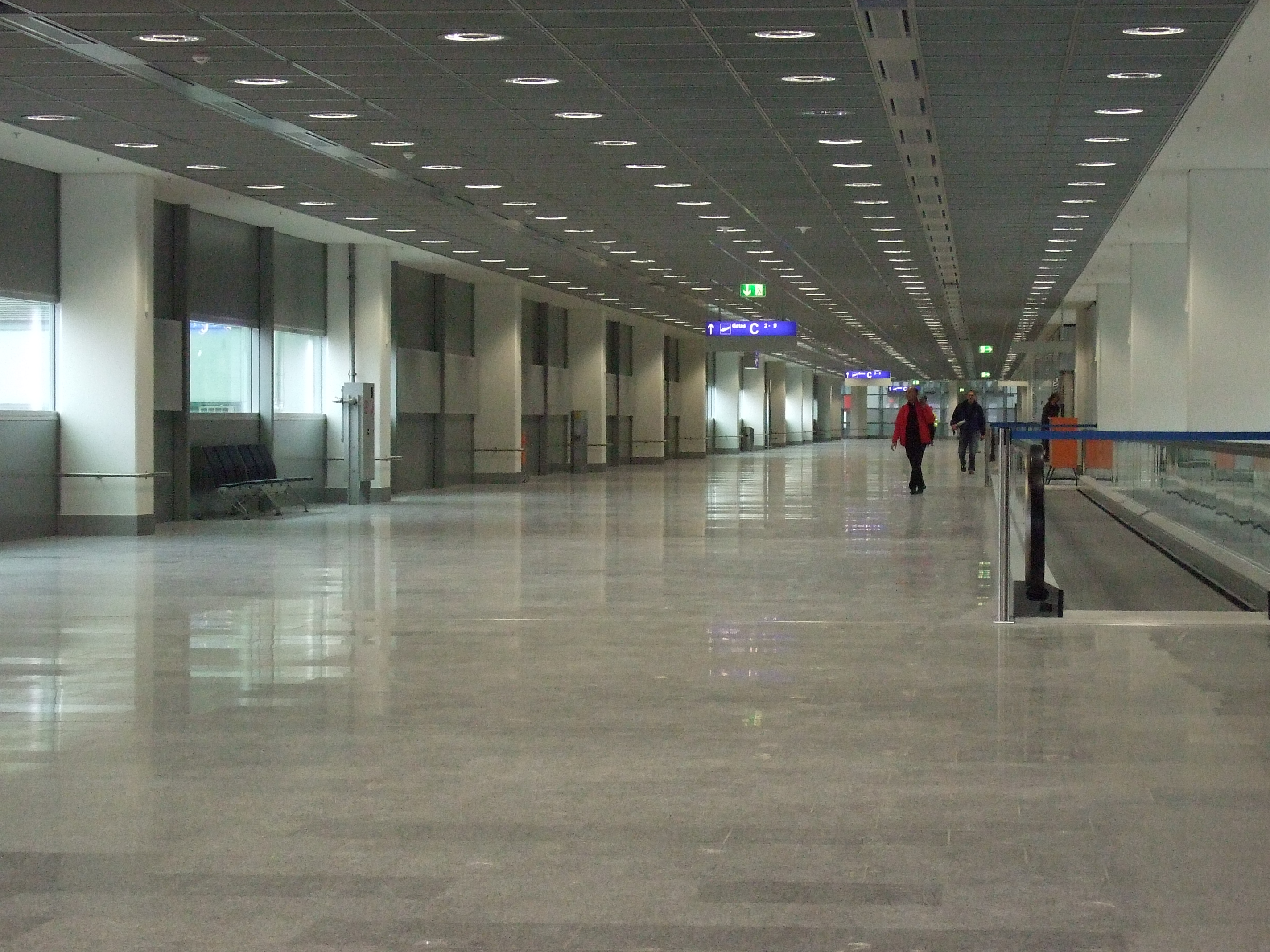
Teil des sogenannten C/D-Gangs zwischen dem alten Flugsteig C und dem neu gebauten CD-Riegel. In einer weiteren Ausbaustufe sollte die linke Wand durch weitere Abfluggates ersetzt werden.

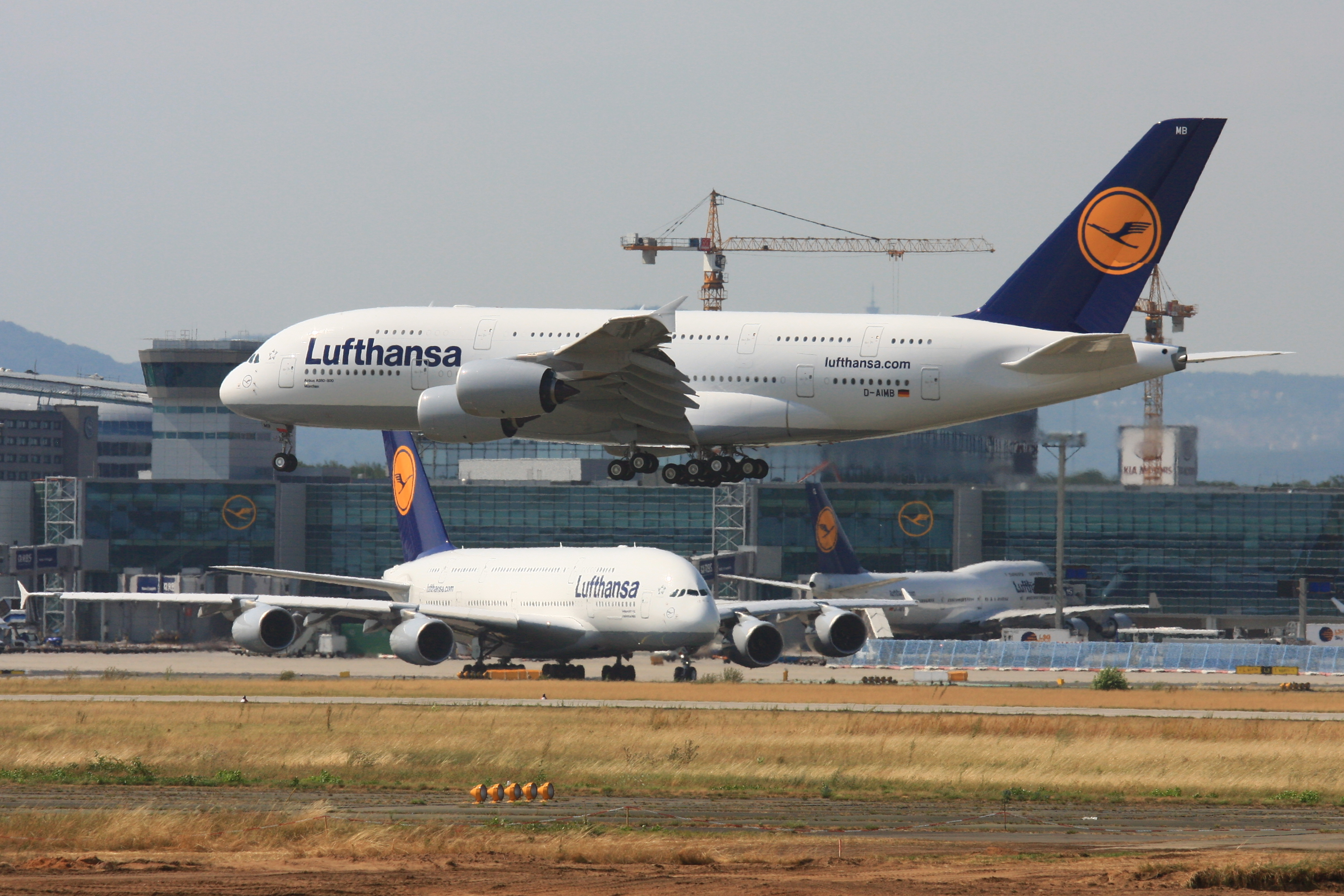
Die Frankfurt am Main und die München, die beiden ersten Airbus A380 der Lufthansa, am Flughafen Frankfurt Main

Der Frankfurter Flughafen wird von über 100 Fluggesellschaften angeflogen. Die wichtigste Fluggesellschaft ist die Lufthansa, die dort ihre technische Basis und ihr Hauptdrehkreuz hat. Sie bietet (teils in Kooperation mit den Partnern der Star Alliance) Direktflüge zu fast allen großen Flughäfen der Welt an. Auch hat Lufthansa Codeshare-Verträge mit vielen großen und zum Teil auch kleineren Airlines, was das Streckennetz der Lufthansa noch zusätzlich erweitert. Lufthansa, Star Alliance sowie die Customer Airlines von Lufthansa nutzen zum größten Teil das gesamte Terminal 1 (Flugsteige A, B, C) sowie den sogenannten C/D Riegel zwischen den Flugsteigen C und D, der baulich zwar zum Terminal 2 gehört, aber verwaltungstechnisch zum Terminal 1.
Der Flughafen ist außerdem Hauptdrehkreuz von Condor und wird von Singapore Airlines als Zwischenstopp auf der Strecke von Singapur nach New York-JFK benutzt. Mit bis zu acht täglichen Flügen gehört der Flughafen zudem zu den vier International Gateways von United Airlines.
Seit einigen Jahren fliegen auch Billigfluggesellschaften den Flughafen Frankfurt Main an, nachdem die Preise für neue Airlines am Flughafen gesenkt worden waren. Zuvor nutzten diese meist den etwa 120 Kilometer von Frankfurt entfernten Flughafen Frankfurt-Hahn in Rheinland-Pfalz. Nach einer Erhöhung der Start- und Landegebühren verließ Ryanair den Flughafenstandort nach fünf Jahren im April 2022 wieder.

### Eingesetzte Flugzeuge

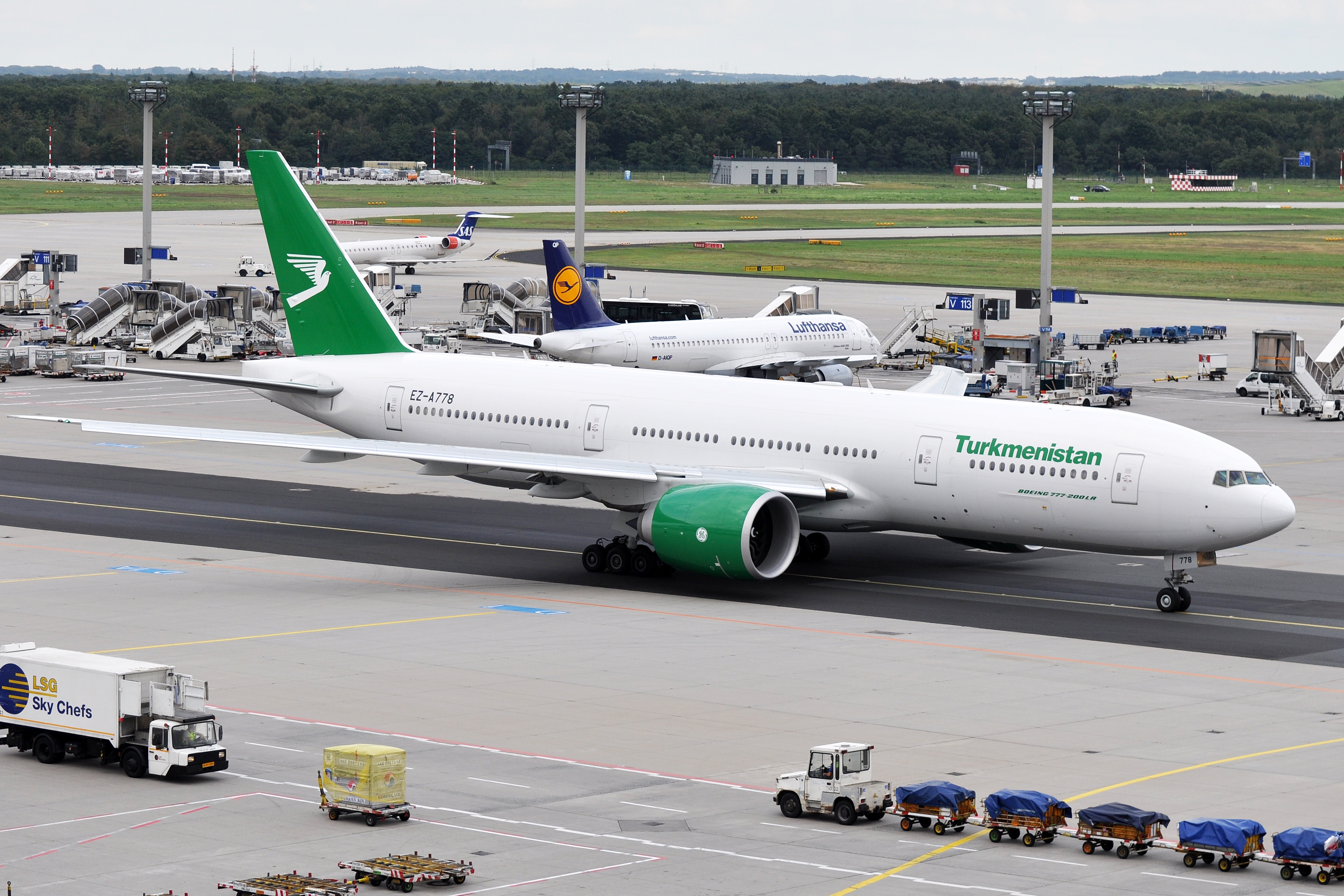
Boeing 777-200LR der Turkmenistan Airlines

Mehr als 77 Prozent der den Frankfurter Flughafen anfliegenden Flugzeuge gehören zur ICAO-Klasse Medium. Hier handelt es sich insbesondere um Flugzeuge der Airbus-A320-Familie und des Typs Boeing 737. Etwa 21 Prozent der Flugzeuge gehören zur Kategorie Heavy mit einem Startgewicht von mehr als 136 Tonnen. Dabei sind vorrangig die Typen Boeing 777, Boeing 747, Airbus A330, Airbus A340, Boeing 767 und Airbus A380 vertreten. Im Frachtverkehr wurde auch die McDonnell Douglas MD-11 eingesetzt.

#### Airbus A380
Seit 11. Juni 2010 wird der größte zivile Verkehrsflugzeugtyp Airbus A380 von und nach Frankfurt eingesetzt. Zunächst ersetzte Lufthansa die Boeing 747-400 auf der Strecke nach Tokio-Narita durch A380. Später folgten die Lufthansa-Flüge nach Bangkok, Peking, Johannesburg, San Francisco, Miami, Singapur, Houston usw. Lufthansa stationierte bis März 2018 die gesamte A380-Flotte von bis zu 14 Maschinen in Frankfurt, seitdem verlegte sie sieben Maschinen nach München.
Am 15. Januar 2012 stellte Singapore Airlines ihre täglichen B747-Flüge von Singapur über Frankfurt nach New York-JFK auf A380 um, Thai Airways im Dezember 2012 einen der zwei täglichen Flüge (TG920/TG921) von Bangkok aus. Seit 1. September 2014 setzt außerdem Emirates auf zwei der drei täglichen Flüge aus Dubai nach Frankfurt die A380 ein. Am 1. Januar 2016 wurde auch der Abendflug auf die A380 umgestellt. Außerdem setzte Korean Air einige Zeit die A380 auf dem Flug nach Seoul-Incheon ein. Seit 5. März 2017 fliegt zudem Asiana Airlines den Frankfurter Flughafen aus Seoul mit der A380 an, womit Frankfurt neben London und Paris zu den wichtigsten europäischen Drehscheiben für die A380 gehört. Im Jahr 2018 stand die A380 mit 9447 Flugbewegungen auf Rang 6 der Statistik.

##### Änderungen durch die Corona-Pandemie
Aufgrund der Corona-Pandemie wurden alle A380 der Lufthansa ausgeflottet. Sechs wurden an Airbus verkauft, die restlichen acht kommen ins Drehkreuz am Flughafen München. Aufgrund von zunehmender Nachfrage in Asien benutzt Singapore Airlines nun 777-300ER auf der Route Singapur-Frankfurt-New York und A380 auf der Route Frankfurt-Singapur. Da Thai Airways seine A380 ausgeflottet hat, sind auf dieser Strecke ebenfalls 777-300ER unterwegs. Emirates verwendet nun zweimal täglich die 777-300ER und einmal täglich den A380. Korean Air nutzt auf der Strecke Seoul-Frankfurt die 777-300ER. Auf dieser Route setzt Asiana Airlines auf die A350-900.
Technisch betrachtet war die Einführung der A380 ein Novum für Flughafeninfrastrukturen, zum einen durch die doppelstöckige Auslegung, was die Ausstattung einiger Gates mit einer zusätzlichen Fluggastbrücke für das Oberdeck zur Folge hatte, als auch die Spannweite von fast 80 Metern, welches das Flugzeug zum ersten Modell machte, welches in die ICAO-Kategorie „F“ eingeteilt wurde. Damit galten unter anderem neue Sicherheitsabstände auf Rollwegen und Parkflächen. Alle bisherigen Flugzeuge gehörten bis dato maximal in die ICAO-Kategorie „E“, da die Spannweiten maximal 65 m betrugen.

#### Boeing 747

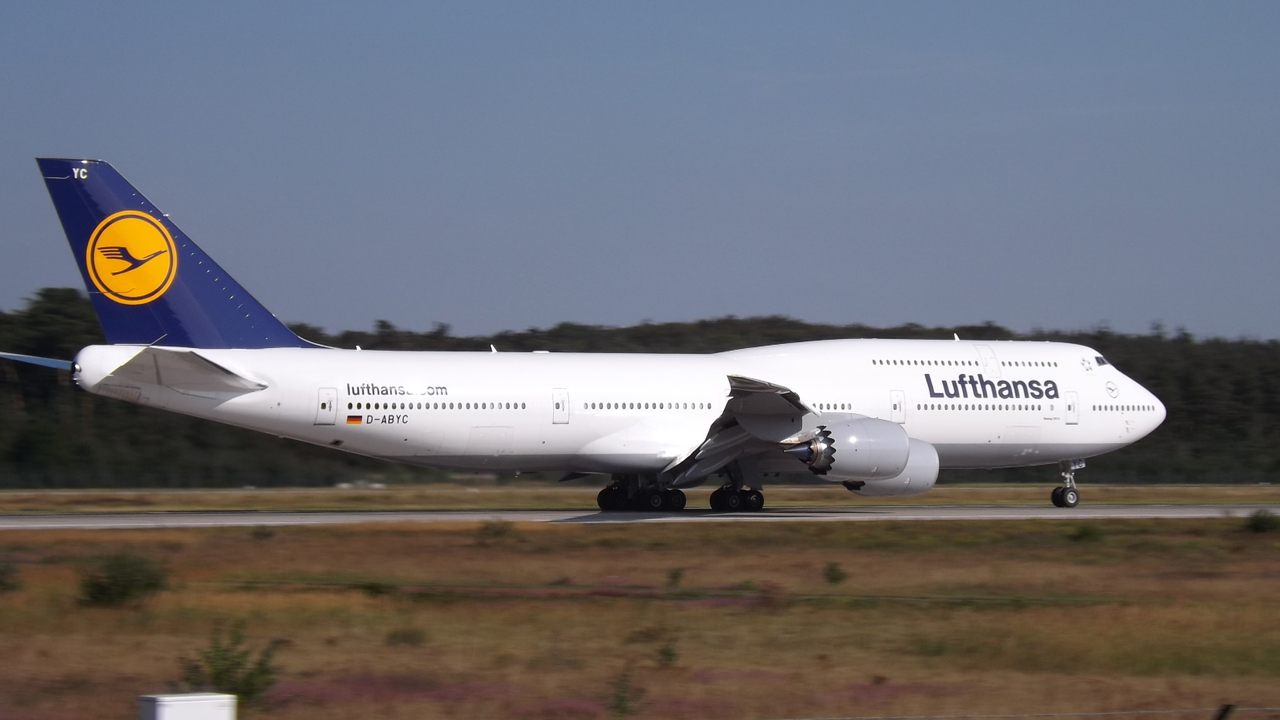
Eine Boeing 747-8 der Lufthansa startet am Flughafen Frankfurt Main

Die Boeing 747 war 2013 mit einem Anteil von 4,7 Prozent an den Flugbewegungen der am häufigsten nach Frankfurt eingesetzte Großflugzeugtyp. Hier handelt es sich vor allem um die Flotte der Lufthansa, die mit den Jumbo Jets etwa 30-mal am Tag zu Zielen in den Vereinigten Staaten und Asien sowie Südamerika startet. Die meisten anderen Fluggesellschaften hingegen ersetzten diesen Typ seit Einführung der moderneren Boeing 777 insbesondere durch die Version B777-300ER.
Neben einer großen Zahl von Frachtfluggesellschaften, die nach wie vor die B747 nach Frankfurt einsetzen, wird der Flughafen im Passagierdienst daher neben der Lufthansa nur noch saisonal von Air China aus Peking mit den Jumbo Jets angeflogen.
Seit der Einführung der Boeing 747-8 in die Flotte der Lufthansa wird am Flughafen Frankfurt der nach dem Airbus A380 weltweit zweite Flugzeugtyp nach ICAO-Code „F“ betrieben, obwohl der Flugplatz selber nur nach Code „E“ genehmigt ist. Hierfür wurde wie für die A380 eine zusätzliche Ausnahmegenehmigung seitens des BMVI benötigt.

## Verkehrszahlen
Der Flughafen Frankfurt Main ist der mit Abstand größte Flughafen Deutschlands vor dem Flughafen München. Diese beiden Flughäfen fungieren als Drehkreuze der Lufthansa. Europaweit ist der Frankfurter Flughafen vom Passagieraufkommen her der viertgrößte Verkehrsflughafen nach den Flughäfen London-Heathrow, Paris-Charles de Gaulle und Amsterdam-Schiphol. Weltweit liegt er an der 14. Position im Ranking der internationalen Verkehrsflughäfen.
Der Frankfurter Flughafen war 2018 mit einem Luftfrachtaufkommen von etwa 2,12 Millionen Tonnen hinter Paris Charles de Gaulle (2,15 Mio. Tonnen) die Nummer zwei in Europa und weltweit die Nummer 10.
Das Profil der Reisenden hat sich von 2019 auf 2021 stark verändert. Der Anteil der lukrativen Geschäftsreisenden ist stark zurückgegangen von 35 % auf 22 % bei mehr als halbierten Passagierzahlen. Es wäre eher eine Erhöhung der Quote auf über 60 % zu erwarten gewesen mit so viel weniger Urlaubern. Der Geschäftsverkehr ist damit um fast 80 % eingebrochen von etwa 25 Millionen auf etwa 5 Millionen.
Für 2022 wird mit einer Verdoppelung der Passagierzahlen zu 2021 und damit etwa 2⁄3 von 2019 gerechnet.

### Entwicklung der Verkehrszahlen

Passagier- und Frachtaufkommen des Frankfurter Flughafens 1936–2011

| Betriebs- jahr | Fluggast- aufkommen | Luftfracht (Tonnen) | Luftpost (Tonnen) | Flugbewegungen (ohne Militär) |
| -------------- | ------------------- | ------------------- | ----------------- | ----------------------------- |
| 2024           | 61.564.957          | 2.050.082           | n/a               | 440.854                       |
| 2023           | 59.359.539          | 1.931.296           | n/a               | 430.436                       |
| 2022           | 48.923.474          | 1.967.450           | 41.983            | 382.211                       |
| 2021           | 24.814.921          | 2.271.542           | 46.340            | 261.927                       |
| 2020           | 18.770.998          | 1.895.074           | 57.554            | 212.235                       |
| 2019           | 70.560.987          | 2.041.775           | 86.701            | 513.912                       |
| 2018           | 69.514.414          | 2.123.801           | 90.086            | 512.115                       |
| 2017           | 64.505.151          | 2.143.622           | 85.348            | 475.537                       |
| 2016           | 60.792.308          | 2.067.257           | 85.220            | 462.885                       |
| 2015           | 61.032.022          | 2.076.734           | 83.700            | 468.153                       |
| 2014           | 59.566.132          | 2.164.659           | 81.165            | 469.026                       |
| 2013           | 58.042.554          | 2.048.729           | 79.165            | 472.692                       |
| 2012           | 57.520.001          | 2.066.431           | 80.380            | 482.242                       |
| 2011           | 56.443.657          | 2.169.304           | 82.314            | 487.162                       |
| 2010           | 53.013.771          | 2.231.348           | 76.445            | 464.432                       |
| 2009           | 50.937.897          | 1.837.054           | 80.174            | 463.111                       |
| 2008           | 53.472.915          | 2.133.302           | 90.346            | 485.783                       |
| 2007           | 54.167.817          | 2.095.293           | 95.168            | 492.569                       |
| 2006           | 52.821.778          | 2.057.175           | 96.889            | 489.406                       |
| 2005           | 52.230.323          | 1.892.100           | 99.437            | 490.147                       |
| 2000           | 49.369.429          | 1.589.428           | 141.011           | 458.731                       |
| 1990           | 29.631.427          | 1.176.055           | 152.317           | 324.387                       |
| 1980           | 17.664.171          | 642.850             | 91.918            | 222.293                       |
| 1970           | 9.401.842           | 327.323             | 59.353            | 195.802                       |
| 1960           | 2.172.494           | 46.910              | 11.875            | 85.257                        |
| 1950           | 195.330             | 3.652               | 1.616             | 13.076                        |

## Beschäftigte
Rund 81.000 Menschen (Stand Ende 2015) arbeiten auf dem Flughafen bei insgesamt über 450 Firmen und Institutionen. Damit ist der Flughafen laut IHK Frankfurt am Main die größte lokale Arbeitsstätte in Deutschland. Pro Jahr werden rund eine Milliarde Euro an Investitionsmitteln an Firmen vergeben, die etwa 25.000 Arbeitsplätze überwiegend bei regionalen Unternehmen (um 70 Prozent) sichern.

## Kunst, Kultur und Religion
Von 1978 bis 2000 befand sich in der Tiefebene des Terminals 1 die Diskothek Dorian Gray. Der von Gerhard Schüler und Michael Presinger als Nobeldiskothek konzipierte Club wurde in späteren Jahren eine wichtige Spielstätte für den Sound of Frankfurt. Einmal im Jahr findet die Airport-Night statt, in der an die Diskothek erinnert wird. Im Sommer finden vereinzelt Feierlichkeiten auf der Aussichtsplattform statt.
In einem Verbindungstunnel zwischen den Flugsteigen A und B befindet sich seit 2015 die Foto-Installation Destinations des Künstlers Martin Liebscher. Sie ist 540 Meter lang und zeigt 40 Fotos verschiedener Flugziele weltweit.
Otl Aicher, auch bekannt für das Corporate Design der Lufthansa und der Olympischen Spiele 1972, gestaltete das visuelle Erscheinungsbild und Leitsystem des Flughafens. Es wurde nach der Einführung 1972 vom hauseigenen FAG-Designbüro noch Jahre fortgeführt. 2020 wurde das Corporate Design von Carsten Wolff komplett überarbeitet. Das neue Corporate Design wird auch bei allen Flughäfen eingesetzt, bei dem die Fraport AG Mehrheitseigner ist.
Der Frankfurter Flughafen war schon mehrfach ein Motiv auf deutschen Briefmarken.
Reinhard Mey schrieb mit dem Lied Sonntagabend auf Rhein-Main aus dem 1986 erschienenen Album Alleingang eine Hommage an den Flughafen.
Für die den unterschiedlichsten Weltreligionen angehörenden Reisenden gibt es im Terminal 1 eine christliche Kapelle, einen stillen Andachtsraum im Terminal 2 sowie einen jüdischen und einen muslimischen Gebetsraum. Die Evangelische Kirche in Hessen und Nassau und das katholische Bistum Limburg unterhalten eigene seelsorgerliche und diakonische Einrichtungen am Frankfurter Flughafen. Schwerpunkte ihrer Tätigkeit sind die Betreuung von Reisenden, Flüchtlingen und Ausländern, die über den Flughafen abgeschoben werden.

## Kritik am Flughafen

### Arbeitsplätze
Fraport weist in einer Studie darauf hin, dass 2012 der Flughafen neben 78.000 direkten Arbeitsplätzen weitere 38.000 in der Region gesichert habe. Gegenüber 2000 sei das ein Anstieg um 25 %, gegenüber 1980 um fast 150 %. Flughafengegner kritisieren die Arbeitsplatzstatistiken und -Prognosen der IHK und der Landesregierung. Zahlreiche Arbeitsplätze am Flughafen seien in Wahrheit nicht neu entstanden, sondern anderswo weggefallen. Prognosen über neu entstehende Arbeitsplätze infolge des Flughafenausbaus seien wissenschaftlich nicht abgesichert. Der Ausbau führe netto „kaum“ zu neuen Arbeitsplätzen. Nach einem Artikel in der Zeit aus dem Jahr 2016 war die Zahl der Arbeitsplätze am Flughafen 2015 auf „über 80.000“ gestiegen gegenüber 71.000 vor dem Ausbau, doch lasse sich ein „messbarer wirtschaftlicher Effekt“ laut einem Sprecher der Stadt Offenbach „nicht exakt nachweisen.“

### Ausbauplanungen und Bauarbeiten
Die Flughafenausbaupläne finden seit Ende der 1990er-Jahre Widerstand in Teilen der Bevölkerung. Die Flughafen-Ausbaugegner haben sich unter anderem in Bürgerinitiativen formiert. Die Wählergemeinschaft Flughafenausbaugegner Frankfurt war von 2001 bis 2012 in der Frankfurter Stadtverordnetenversammlung vertreten. Auch die Frankfurter Grünen lehnen den Ausbau des Flughafens ab, haben sich allerdings im Koalitionsvertrag mit der CDU in der Stadtverordnetenversammlung Frankfurt bis 2011 zur Stimmenthaltung bei Fragen des Flughafens verpflichtet. Hauptargument der Ausbau-Gegner ist der steigende Fluglärm.
Weiterer Streitpunkt ist der Flächenverbrauch, da der Ausbau die Rodung einer Waldfläche im Kelsterbacher Stadtwald nach sich zog, der nach europäischem Recht ein FFH-Gebiet nach der FFH-Richtlinie darstellt.
Nach Ansicht der Ausbau-Gegner müsse ein erhöhter Flugverkehr mit den daraus resultierenden größeren Schadstoff- und Kohlendioxid-Emissionen sowohl aus Gründen der Luftreinhaltung im Interesse der Anwohner als auch im Interesse der deutschen Klimaschutzziele vermieden werden.
Umstritten war lange Zeit, welche Risiken von dem Kelsterbacher Chemiewerk Ticona, das nur ca. 700 Meter westlich der geplanten Landebahn liegt, für den Flugbetrieb ausgehen würden. Die Störfall-Kommission des Bundes hatte 2004 in einem Gutachten das Risiko eines Flugzeugabsturzes auf das Ticona-Werk mit ein Ereignis in ca. 25.000 Jahren bewertet und hielt den Betrieb des Chemiewerks für nicht vereinbar mit dem Flughafenausbau. Gutachter des TÜV Hessen und des TÜV Pfalz hatten daraufhin die Risikobewertung der Störfallkommission kritisiert und die Ausbaupläne für vertretbar erklärt. In der öffentlichen Diskussion verhärteten sich die Fronten daraufhin zunehmend. Ende November 2006 einigten sich Ticona und Fraport darauf, dass Fraport das Chemiewerk für 650 Millionen Euro kaufen wird. Ticona verlagerte seine Produktion im September 2011 in den nahe gelegenen Industriepark Höchst; sämtliche Anlagen auf dem ehemaligen Werksgelände wurden abgerissen.
Die Befürworter des Ausbaus beriefen sich vorrangig auf die Schaffung von Arbeitsplätzen und damit auf das öffentliche Interesse, dem ein Vorrang vor Fragen des Lärmschutzes, der Gefahrenvermeidung und des Gesundheitsschutzes eingeräumt wird.
Die Fraport AG prognostizierte im Rahmen der Mediation sowie des Planfeststellungsverfahrens insgesamt 100.000 neue Arbeitsplätze durch den Flughafenausbau, davon 40.000 am Flughafen selbst. Die Arbeitsplatz-Prognosen werden jedoch von Ausbaugegnern bezweifelt, da gleichzeitig erhebliche Fortschritte bei der Rationalisierung gemacht würden und die anhaltende wirtschaftliche Krise seit 2008 erhebliche negative Auswirkungen auf die Luftverkehrswirtschaft habe, so dass die Passagier- und Frachtmengen zeitweise sanken und erst 2011 den Stand von 2008 übertrafen.
Gegner des Ausbaus sagten in der geplanten Variante erhebliche Gefahren für Flugzeuge durch Vogelschlag voraus. Insbesondere Massenflüge von Möwen, Kormoranen oder Gänsen über dem Main in bis zu 100 Meter Höhe stellten eine Gefahr für Starts und Landungen aus und in Richtung Westen dar. Einer der Gutachter, die bei der Untersuchung der Vogelschlaggefahr deutlich Stellung gegen die geplante Ausbauvariante bezogen hatte, ist seit 2006 für die Fraport AG tätig und nimmt nicht mehr öffentlich Stellung. Die Fraport AG wurde daraufhin öffentlich kritisiert, Gegner ihres Ausbauvorhabens mit Hilfe ihrer wirtschaftlichen Macht für sich zu gewinnen.

### Mediationsverfahren
Kritiker und Befürworter des erneuten Ausbaus des Flughafens Frankfurt hatten im Vorfeld der formalen juristischen Verfahren die Gelegenheit, ihre Positionen in einem Mediationsverfahren darzustellen und abzustimmen. Dieses Mediationsverfahren schloss mit der Benennung konkreter Empfehlungen: Kapazitätserweiterung durch Ausbau bei gleichzeitiger Optimierung des vorhandenen Systems, einem „Anti-Lärm-Pakt“, einem strikten Nachtflugverbot und der Fortführung der im Mediationsverfahren begonnenen Gespräche im sogenannten Regionalen Dialogforum. Dessen Legitimation und vor allem die Neutralität des vom damaligen hessischen Ministerpräsidenten Roland Koch berufenen Leiters Johann-Dietrich Wörner wurden von den Gegnern des Flughafenausbaus wiederholt in Zweifel gezogen. Die Entscheidung der Bürgerinitiativen, nicht an einem solchen Verfahren teilzunehmen, war in diesem Sinne nicht nur ein einfaches Fernbleiben, sondern eine politisch klare Absage gegenüber einem allzu durchsichtigen Befriedungsverfahren.

### Fluglärm

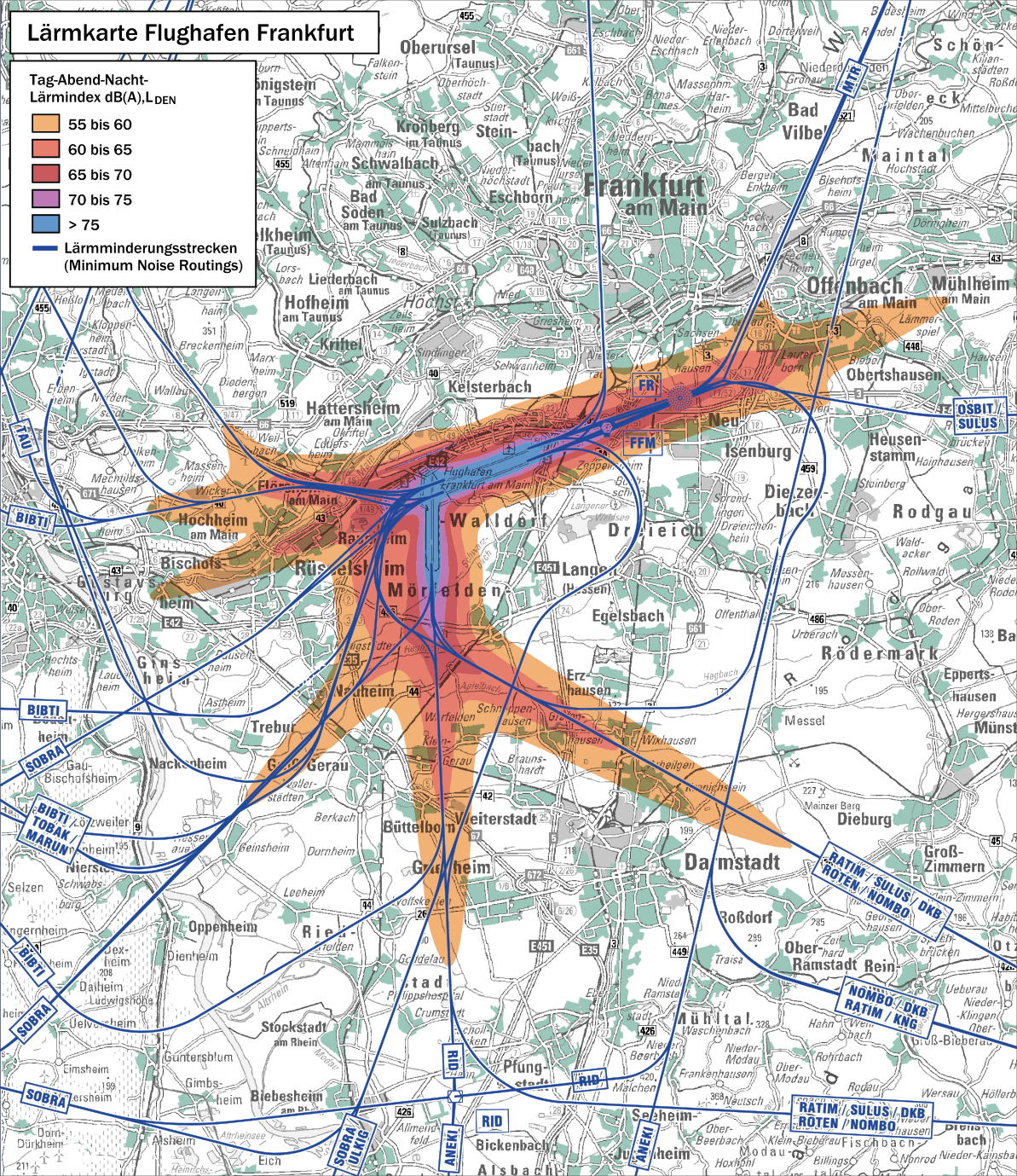
Lärmkarte des Flughafens Frankfurt Main mit den Abflugrouten (Lärmminderungsrouten)

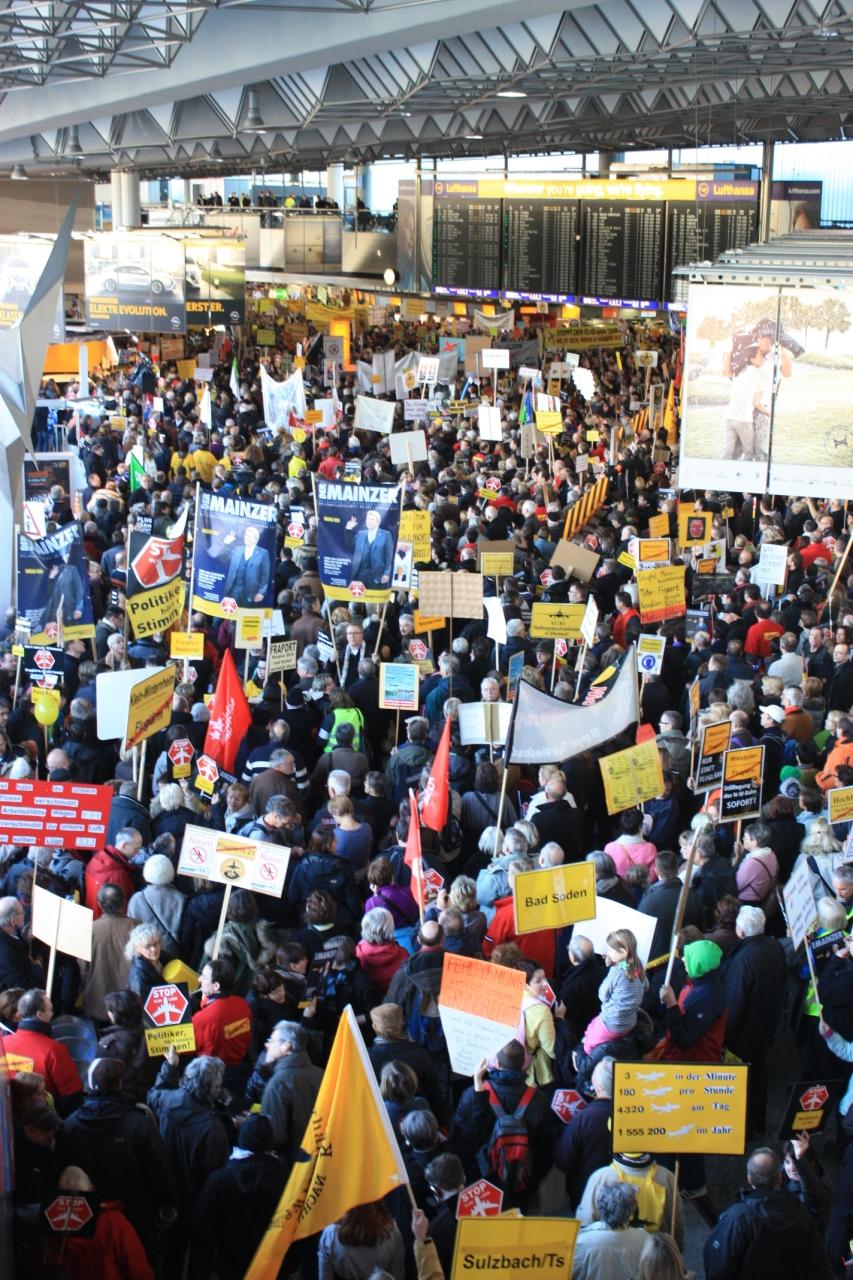
Demonstration am 4. Februar 2012

Auch vor dem Ausbau waren die Flugbewegungen des Flughafens Frankfurt bereits eine Lärmquelle im gesamten Rhein-Main-Gebiet. Der Dauerschallpegel reichte bis zu 70 Dezibel in bewohnten Gebieten, Spitzen sogar über 90 Dezibel.
In der vorherrschenden West-Betriebsrichtung (Regelbetrieb) erfolgten die Landeanflüge von Osten, so dass u. a. Hanau, Offenbach am Main, Neu-Isenburg und die südlichen Stadtteile von Frankfurt am Main unter dem Fluglärmteppich der Einflugschneisen lagen. Die Abflüge erfolgten in dieser Betriebsrichtung nach Westen sowie von der Startbahn West Richtung Süden. In der Ost-Betriebsrichtung erfolgten die Landeanflüge von Westen, so dass insbesondere die Stadtgebiete östlich von Mainz, d. h. Ginsheim-Gustavsburg, Rüsselsheim am Main, Flörsheim am Main, Hochheim am Main und Raunheim in der Einflugschneise lagen. Die Abflüge erfolgten dann in Richtung Osten sowie ebenfalls über die Startbahn West nach Süden.
Im langjährigen Durchschnitt der Windverhältnisse herrscht in ca. 75 % der Zeit eine West-Betriebsrichtung, d. h. vom Parallelbahnsystem wird in Richtung Westen gestartet und von Osten her gelandet (Betriebsrichtung 25). In ca. 25 % der Zeit verlaufen die Flugbewegungen umgekehrt (Betriebsrichtung 07). Auf der Startbahn West Richtung Süden (Betriebsrichtung 18) starten weniger abhängig von den Windverhältnissen ca. 60 % der Flugzeuge. Die Deutsche Flugsicherung bietet auf ihrer Webseite die Möglichkeit, alle Flugbewegungen nachzuvollziehen.
Nach der Inbetriebnahme der Landebahn Nordwest kam es zum Dauerprotest betroffener Anwohner. Seit November 2011 finden montags regelmäßig Demonstrationen im Terminal 1 des Flughafens gegen die Belastungen durch den Flughafen für die Umgebung statt. Zur Demonstration am 4. Februar 2012 kamen nach Veranstalterangaben mehr als 10.000 Teilnehmer. Die Polizei ging von 6.000 Teilnehmern aus.
Um den Fluglärm zu verringern, erprobte das Deutsche Zentrum für Luft- und Raumfahrt zwischen Oktober 2013 und Oktober 2014 mit der Fluggesellschaft Condor in Frankfurt ein Verfahren, bei dem steilere Anflugwinkel (bis zu 4,5° statt der üblichen 3°) geflogen werden, um so die Distanz zum Erdboden zu erhöhen. Seit Ende 2014 ist das neue Anflugverfahren mit einem Anflugwinkel von 3,2° in den Regelbetrieb übergegangen.
Das Land Hessen veröffentlichte zuletzt 2022 eine Karte zum Lärmteppich des Flughafens im sogenannten Lärmviewer.

### Nachtflugverbot
In der Auseinandersetzung um den Flughafenausbau wurde am 18. Dezember 2007 ein Urteil gefällt, das auch nachts einen erheblichen Flugverkehr erlaubt. Dieses Urteil wurde aber am 21. August 2009 vom VGH Kassel höchstrichterlich revidiert. Mit dem Winterflugplan seit 30. Oktober 2011 galt ein vorläufiges nächtliches Start- und Landeverbot zwischen 23:00 und 5:00 Uhr für geplante Flüge (engl. „Scheduled Flights“). Am 4. April 2012 entschied das Bundesverwaltungsgericht, dass das Nachtflugverbot weiterhin gültig ist. Weitere Rechtsverfahren sind noch anhängig, mit denen Flughafenanrainer versuchen, das Nachtflugverbot zu erweitern (zumeist auf einen Zeitraum von 22:00 bis 6:00 Uhr).

### Lobbyismus und Einflussnahme auf die Gesetzgebung
Das ARD-Magazin Monitor berichtete am 19. Oktober 2006 und am 15. Dezember 2008 über zwei Fälle, in denen die Fraport AG politischen Einfluss als Lobbyist ausübte. In den Jahren von 2001 bis 2006 waren Manager der Fraport AG als sogenannte Externe Mitarbeiter in deutschen Bundesministerien im Bundesverkehrsministerium für „luftrechtliche Fragen“ zuständig und konnten dabei Einfluss auf die Neufassung des Fluglärmgesetzes nehmen, dessen Zweck der Schutz der Bevölkerung vor Fluglärm und sonstigen Gefahren ist.
Weitere Vorwürfe lauten, dass das zuständige hessische Ministerium Mitarbeiter beschäftige, die von der Fraport AG bezahlt würden und direkten Einfluss auf Ausnahmegenehmigungen für Nachtflüge nehmen, so dass 97 % aller Fälle genehmigt werden.

### Parkplatzaffäre
Nach Recherchen des Magazins Focus im Jahr 2008 überließ die Fraport AG 150 Bundestagsabgeordneten jeweils einen Jahres-Parkgutschein mit einem aufgedruckten Wert von 2640 Euro. Die FAZ berichtete von 80 Bundestagsabgeordneten sowie mehr als 100 Landtagsabgeordneten aus Hessen und Rheinland-Pfalz. Dies stellt einen Verstoß gegen parlamentarische Verhaltensregeln dar, da es sich um Zuwendungen durch ein Unternehmen handelt, das sich überwiegend in öffentlicher Hand befindet. Freitickets werden nach Angaben der Fraport AG auch an Journalisten, Diplomaten und Bankvorstände ausgehändigt.

### Sicherheitslücken bei Kontrollen

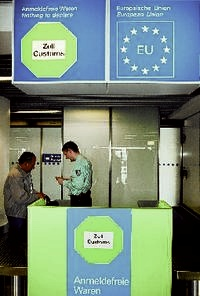
Zollkontrolle am Frankfurter Flughafen

Der Frankfurter Flughafen stand von 2004 bis 2007 mehrfach wegen diverser Sicherheitslücken in der Kritik. Unter anderem gelangten im Mai 2004 Reporter des ZDF unkontrolliert in sensible Sicherheitsbereiche.
Im Jahr 2006 wurden die Sicherheitsmitarbeiter der Fraport AG 367 mal durch Realtests der Bundespolizei überprüft. Jedoch wurden bei diesen Tests nur 63 % der präparierten Bombenattrappen und Waffen aufgefunden. Am Flughafen Stuttgart hingegen wurden diese Tests nach Angaben des Spiegels „zu fast 100 %“ erfüllt. Einem ZDF-Team gelang es im November 2006, im Transitbereich des Frankfurter Flughafens mittels mitgebrachtem Kunstdünger und Artikeln aus dem Duty-Free-Shop, einen Sprengsatz herzustellen. Zur Zündung des Sprengsatzes wäre allerdings noch ein elektronischer Zünder nötig gewesen, der im Duty-Free-Bereich nicht erhältlich war und auch (zumindest von dem ZDF-Team) nicht durch die Sicherheitskontrolle geschmuggelt wurde.
Beim Hauptzollamt Frankfurt am Main-Flughafen, das als Behörde der Bundeszollverwaltung für die zollrechtlichen Personen- und Gepäckkontrollen zuständig ist, kam es zwischen 2004 und 2006 zu öffentlichen Auseinandersetzungen zwischen Zollbeamten und dem damaligen Amtsleiter, dem eine zu bürokratische Amtsführung vorgeworfen wurde. Die Kritiker machten den Amtsleiter für regelmäßig unbesetzte Einreisekontrollstellen und die Einschränkung gesetzlich vorgesehener Zollkontrollen verantwortlich. Die Zolleinnahmen sowie die Anzahl der aufgedeckten Straftaten sanken in dieser Zeit signifikant. Zudem klagten einige Zollbeamte über Mobbing und Schikanen gegenüber Kollegen. Von 2002 bis 2004 verließ rund ein Viertel der Beschäftigten die Dienststelle. Der Amtsleiter begründete seine Dienstauffassung damit, dass der Zoll vorrangig fiskalische Aufgaben habe und nicht für die Sicherheit am Flughafen zuständig sei.
Im Dezember 2014 wurde bekannt, dass Beamte der Europäischen Kommission bei verdeckten Kontrollen bei jedem zweiten Versuch unbemerkt gefährliche Gegenstände durch die Fluggastkontrolle befördern konnten. Der Bericht nennt unzureichende Schulung des Sicherheitspersonals der Dienstleister als Hauptursache. In einer Reaktion durch einen Flughafensprecher wurde auf eine Neuschulung des Sicherheitspersonals und eine Verschärfung der Fluggastkontrolle verwiesen.

### Zur Geschichte des Flughafens
- Verschiedene Objekte zum Flug- und Luftschiffhafen Rhein-Main in der Sammlung Luftfahrt.Industrie.Westfalen
- 75 Jahre Flughafen (Memento vom 26. September 2015 im Internet Archive), HR-Online (Website teilweise mit der veralteten Adobe-Flash-Technik)
- Entwicklung des Frankfurter Flughafens 1945–1972. bei aufbau-ffm.de, archiviert vom Original (nicht mehr online verfügbar) am 5. September 2013; abgerufen am 30. April 2014.
- Serie zur Nachkriegszeit. bei aufbau-ffm.de, archiviert vom Original (nicht mehr online verfügbar) am 1. September 2013; abgerufen am 30. April 2013.
- Mittendrin – Flughafen Frankfurt – 100 Jahre Flughafen: Von den Gründerjahren bis zur Zerstörung – Teil 1 (Staffel 13, Folge 5) in der Hessischer Rundfunk-Mediathek. Video (45 Min.), abrufbar bis 3. Oktober 2026
- Mittendrin – Flughafen Frankfurt – 100 Jahre Flughafen: Vom Propellerflugzeug zum Airbus A380 – Teil 2 (Staffel 13, Folge 6) in der Hessischer Rundfunk-Mediathek. Video (45 Min.), abrufbar bis 3. Oktober 2026

### Bürgerinitiativen und Informationen zum Flughafenausbau
- Bündnis der Bürgerinitiativen gegen den Flughafenausbau
- Website des Forums Flughafen und Region und des Umwelt- und Nachbarschaftshauses
- Archiv des Mediationsverfahrens zum Ausbau und des Regionalen Dialogforums (Memento vom 6. August 2010 im Internet Archive)
- Initiative Zukunft Rhein-Main – Aktion gegen Flughafenausbau
- Website der Fraport zur Entwicklung des Flughafens
- Website der Bürgeraktion PRO Flughafen e. V.

### Sonstige Informationen
- Luftfahrtkarte für Frankfurt am Main auf SkyVector.com
- Infos und Karten zu Lärmschutz und Flugrouten (Memento vom 15. Juli 2012 im Internet Archive), HR-Online
- Literatur über Flughafen Frankfurt Main nach Register nach GND In: Hessische Bibliographie